# 鎌倉文化

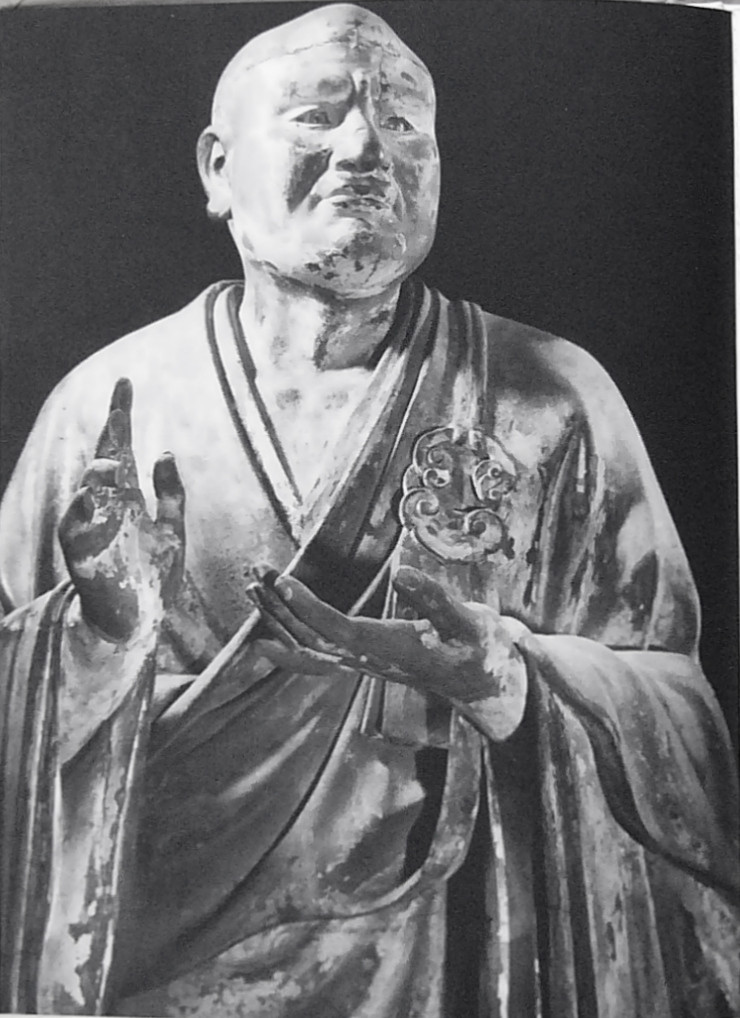
運慶作「世親像」

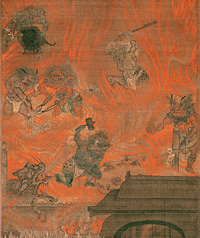
「六道絵」（聖衆来迎寺蔵）

鎌倉文化（かまくらぶんか）は、鎌倉幕府の成立した12世紀末から幕府が滅亡した14世紀前半にかけての日本の文化。王朝国家からの自立を指向する本格的な武家政権が東国に開かれた時代であり、各方面で新しい文化的所産が生まれた。

## 概要

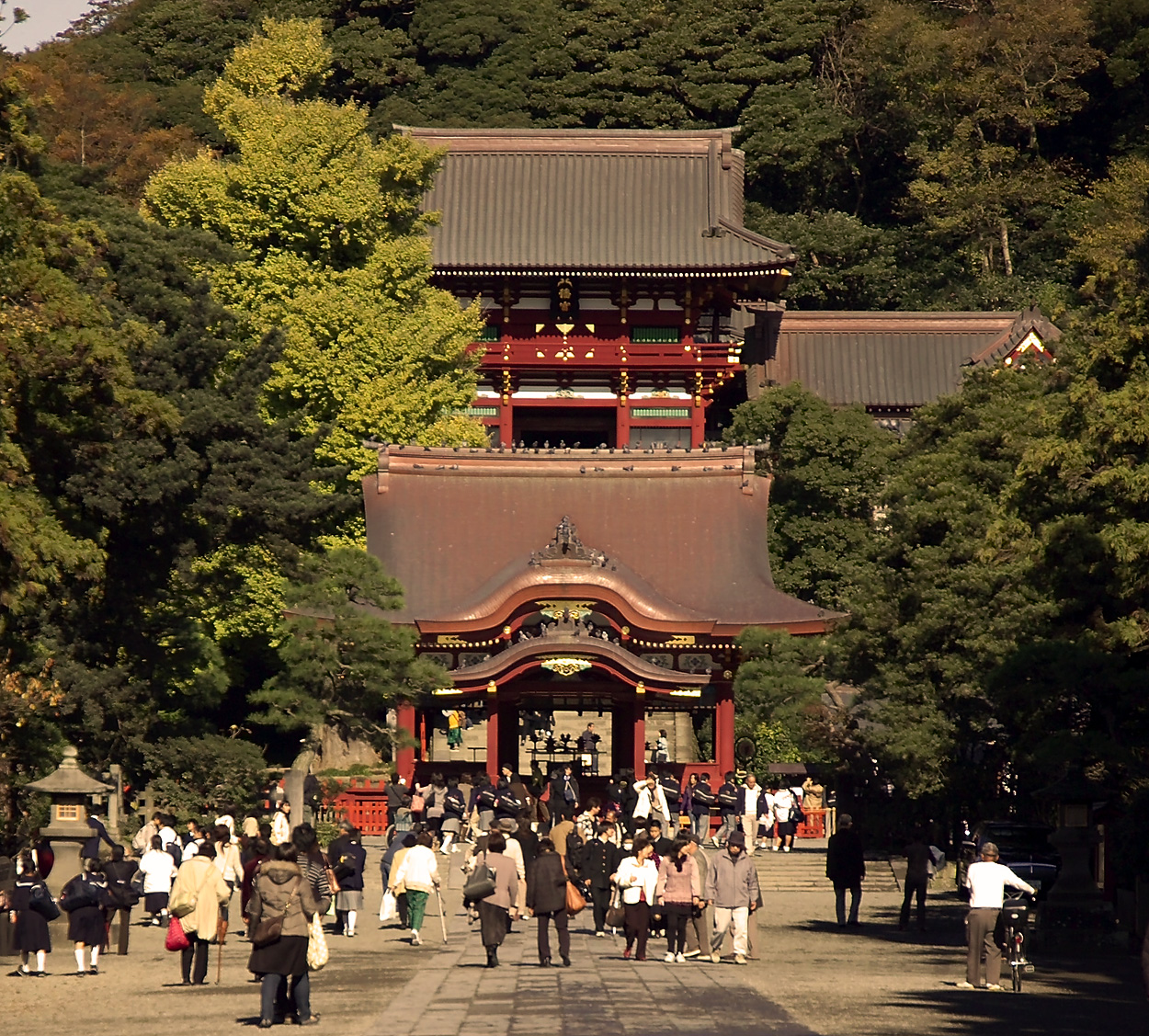
鶴岡八幡宮（神奈川県鎌倉市）

院政期文化は、京の多様な都市民や畿内周辺のさまざまな職能民などの活動を背景にしており、平泉、厳島、博多など各地に独自の文化の中心が生まれ、一方では庶民や武士の台頭を反映して、従来の王朝国家の枠をはるかにこえる多様な文化的所産がうみだされた。
治承・寿永の乱を経て相模国鎌倉（現在の神奈川県鎌倉市）に本格的な武家政権が成立した鎌倉時代は、政治的にも経済的にもしだいに武家が公家（貴族）を圧倒していく時代であった。このような変動する社会の様相は、文化の面に対しても大きな影響をあたえた。
この時代にあっても、伝統文化の担い手は依然として主として平安京とその近傍に在住する公家の人びとや南都北嶺をはじめとする仏教寺院であり、彼らは同時に封建領主でもあった。しかし、地方の武士たちも、京都大番役などで上京した際には伝統文化にふれ、それを、それぞれ自らの地元にもたらすようになった。いっぽう、有力武士の援助を期待して、都から地方に下る貴族や僧侶などもあらわれた。
こうして、鎌倉をはじめ、守護の館のある国衙の周辺、有力武士の居住地、あるいは交通の要所などには、伝統文化をもとにしながらも武士や庶民の気風をも反映した、素朴で質実、かつ力強さをともなった新しい文化が育まれていった。
前代からはじまった民間相互の日宋貿易を通じ、禅宗をはじめ大陸から新しい文化も伝わった。金・元の南下にともなう宋朝の衰亡に際しては、征服王朝の冷遇をきらって日本に亡命した南宋の遺民や僧侶も、新しい文化の形成に大きな役割をはたした。ことに宋風文化の導入にあたっては、「東国国家」をめざした鎌倉幕府はきわめて積極的であった。元寇後も元と民間の往来はとだえることなく、建長寺の再建費を調達するため、幕府の命をうけて1325年（正中2年）に商人が元に派遣した建長寺船をはじめ、民間の商船には多くの留学僧が便乗し、新しい中国文化の移入につとめた。
黒田俊雄によれば、鎌倉時代の文化を前半と後半に分けると、一般に前半の文化が新鮮で躍動的な印象が強く、それにくらべれば後半の文化は停滞し、「泥臭い」印象も見受けられるという。しかし、黒田は、民族文化の形成という観点からみると重要な営為や所産が多く含まれているのが鎌倉後期の文化であると主張している。また、家永三郎は、鎌倉時代の文化について、歌論の登場、史論の登場、民族宗教の理論化、哲学的思索を表現した随筆文芸、朱子学の伝来の5点を掲げて、一連の理論的著作群の出現を前代と比較した場合の一大特徴であると指摘している。

## 宗教・思想界の新動向
仏教界では、国家的事業として東大寺をはじめ南都（奈良）の諸寺の再建がなされるいっぽう、12世紀中ごろから13世紀にかけて、新興の武士や農民たちの求めに応じて日本仏教の新しい宗派である、浄土宗、浄土真宗、時宗、日蓮宗、臨済宗、曹洞宗が生まれた。いずれも始祖は天台宗に学んだ経験をもつ。前4者は旧仏教のなかから生まれ、後2者は中国から新たに輸入されたものである。朱子学（宋学）をもたらしたのも禅僧であった。この鎌倉新仏教6宗は教説も成立の事情も異なるが、旧仏教の要求するようなきびしい戒律や学問、寄進を必要とせず、ただ念仏・唱題・座禅といった行いへの信仰によって在家（在俗生活）のままで救いにあずかることができると説く点で一致していた。これに対し、旧仏教側も奈良時代に鑑真が日本に伝えた戒律の復興に尽力するいっぽう、社会事業に貢献するなど多方面での刷新運動を展開した。そして、新仏教のみならず旧仏教においても重要な役割を担ったのが、官僧（天皇から得度を許され、国立戒壇において授戒をうけた仏僧）の制約から解き放たれた遁世僧（官僧の世界から離脱して仏道修行に努める仏僧）の存在であった。各地に石仏、また東国を中心に鉄仏彫刻があらわれ、身近な信仰塔としては五輪塔や板碑が建てられた。さらに、古来の神道信仰においても、教理の面で新展開がみられた。

### 東大寺再建
1180年（治承4年）、南都（奈良）の宗教勢力の鎮圧にあたった平重衡が、民家に火を放ったところ、風にあおられて、天平文化期以来の鎮護国家の中心をになった東大寺や、藤原氏の氏寺であった興福寺が焼失した。特に東大寺大仏は像の首が落ち、右大臣の九条兼実が「猶々として大仏ふたたび造立するはいづれの世、いづれの時か」と悲嘆したように、当初その再建はほとんど不可能なことと思われた。

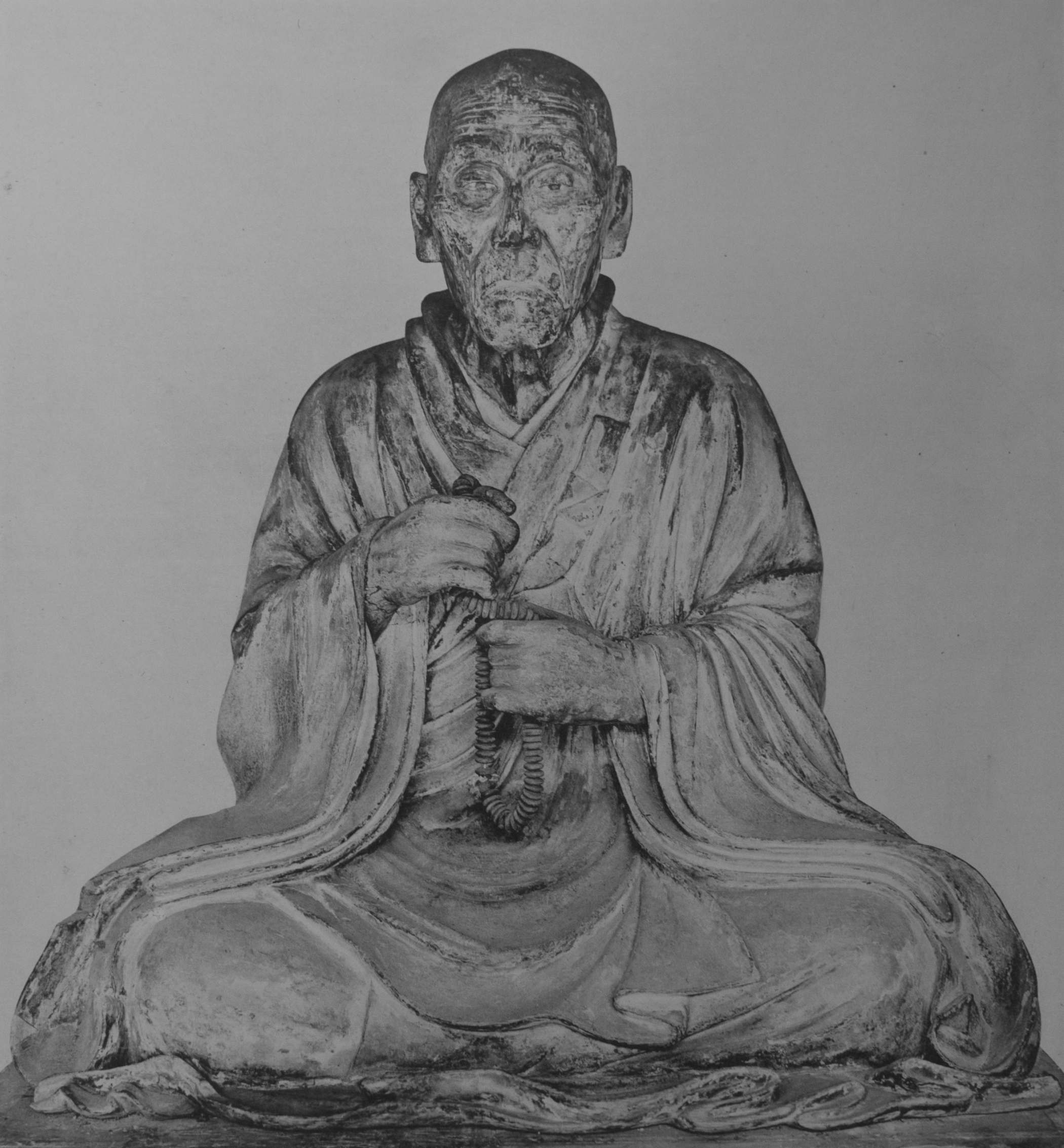
重源像（東大寺蔵）

しかし翌1181年（養和元年）、後白河法皇は造東大寺司の職を置き、造仏長官以下、担当の官吏が任命された。同時に、造寺の費用の協力をつのる勧進職が置かれ、法然らの推薦もあって当時61歳の僧重源が任命された。重源は、中国仏教の聖地をめぐった巡礼僧であり、法然から教えを受けた念仏聖でもあった。鎌倉にあった源頼朝も米1万石、砂金1千両などを送って、重源の勧進にこたえた。また、重源は、平泉の藤原秀衡の援助を求めるため、奥州藤原氏の一族にあたる僧西行を派遣して莫大な勧進をえた。
損傷のはなはだしい大仏の修理を可能にしたのは、重源に来日を要請された宋の工人陳和卿らの技術指導であった。渡宋3度におよぶといわれた重源は、大陸の技術がすぐれていることを熟知しており、自らも中国で建設技術・建築術を習得したといわれている。東大寺大仏の開眼供養は1185年（文治元年）におこなわれた。
東大寺再建にあたって、後白河法皇は自らの知行国である周防国を造営料所にあてた。重源は、建築資材を求めて同地をおとずれ、ついに得地保（現在の山口県山口市徳地町）において「なめら（滑）」という山地の巨木を発見した。柱にするため伐り出された材は130余本といわれ、なかには13丈（40メートル余）の棟木もあった。1195年（建久6年）の東大寺大仏殿落成供養には、征夷大将軍源頼朝も妻の北条政子とともに参列した。さらに1203年（建仁3年）には東大寺総供養がおこなわれた。総供養では、後鳥羽上皇が東大寺再建における重源の功を、かれの深慮や人格の高尚さも掲げて、おおいに讃えている。
興福寺は、主として摂関家を中心とする藤原氏の力によって復興した。興福寺の主要な堂塔の造仏は東大寺に先んじておこなわれ、京都を中心に活躍していた院派の院尊、円派の明円などのほか奈良仏師も加わった。南都諸寺の復興にともなって数多くの仏像がつくられたが、東大寺の造仏においては奈良仏師の流れを汲む慶派がほぼ造像を独占した。

### 浄土系諸宗と日蓮の法華宗
12世紀からの大転換期にあって、人びとは相次ぐ戦乱と飢饉に末法の世の到来を実感し、あたらしい救いを仏教に求めた。こうした要望にこたえたのが、信心や修行のあり方に着目した念仏と題目、および禅の教えであった。

#### 浄土宗

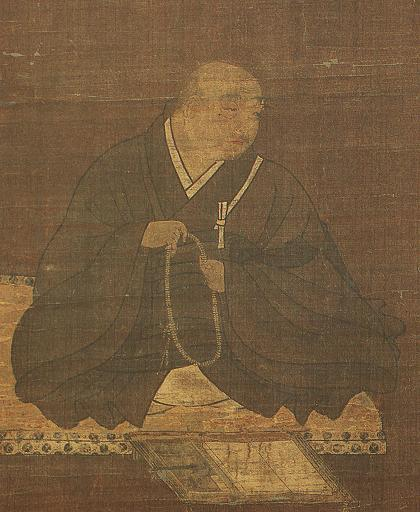
法然

はじめ山門（比叡山）で天台宗の教学を学んだ法然（源空）は、1175年（承安5年）、もっぱら阿弥陀仏の誓いを信じ「南無阿弥陀仏」と念仏を唱えれば、死後は平等に往生できるという専修念仏の教えを説き、のちに浄土宗の開祖とあおがれた。ここでは顕密の修行のすべてを難行・雑行としてしりぞけ念仏を唱える易行のみが正行とされた。法然の教えは都だけではなく、地方の武士や庶民にも広がり、摂関家の九条兼実ら新時代の到来に不安をかかえる中央貴族にも広まった。兼実の求めに応えて、その教義を記した著作が『選択本願念仏集』である。日本仏教史上初めて、一般の女性にひろく布教をおこなったのも法然であり、かれは国家権力との関係を断ちきり、個人救済に専念する姿勢を示した。専修念仏の教えは旧仏教からのはげしい反発を受け、国家からのきびしい弾圧にさらされた（承元の法難）。
下総国にて関東地方の教化活動を行っていた鎮西義の良忠は1259年（正元元年）に匝瑳南条荘を去って鎌倉に入り、後に大仏朝直の帰依を得て佐助ヶ谷に悟真寺を創建、専修念仏の指導的な立場に立つとともに他宗の僧侶からも高い評価を受けた。1276年（建治2年）に上洛、紫野門徒源智の弟子信慧と東山の赤築地において談義を行った（赤築地の談）。両流は相違するところがなく符合し源智の門流は別流を立てずに鎮西義に合流したため、現在にいたるまで知恩院は浄土宗の本山である。

#### 浄土真宗

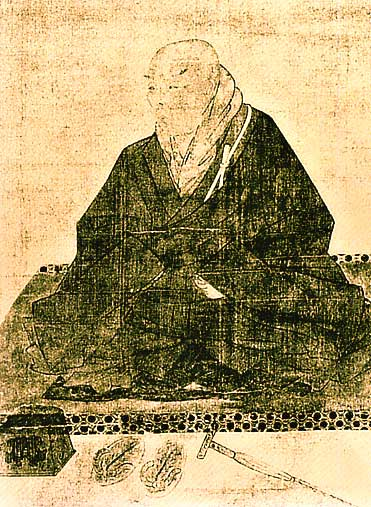
親鸞

1201年（建仁元年）に法然の門をたたいた親鸞は、師の教えをさらに徹底させて『教行信証』を著して絶対他力を唱え、阿弥陀仏を信じる心さえあればよく（信心為本）、また、おかした罪を自覚する煩悩の深い者（悪人）こそ、むしろ仏が救おうとする人間であるという悪人正機説 を説いて、東国の武士や農民にうけいれられた。呪術的な救済を超えて来世への純化された信仰を説く親鸞の教えはのちに浄土真宗と呼ばれる教団をかたちづくることとなり、1272年（文永9年）には大谷御影堂が建立された。大谷御影堂は、親鸞の末娘覚信尼の再婚相手である小野宮禅念の所有地だったところに建てられ、1321年（元亨元年）には大谷本願寺と改称された。「本願寺」の名称は1332年（元弘2年）に鎌倉将軍守邦親王から、その翌年には後醍醐天皇の皇子護良親王から、それぞれ令旨をえた。

#### 承元の法難
1207年（承元元年）、法然ひきいる吉水教団が延暦寺・興福寺によって指弾され、後鳥羽上皇によって、専修念仏の停止、および法然の門弟のうち安楽房遵西と住蓮房ら4人の死罪、さらに、法然自身と親鸞ら中心的な門弟7人が流罪に処せられ、法然は土佐国（のち讃岐国）に、親鸞は越後国に流された。このとき、親鸞は、朝廷にたいし信仰の自由を主張し、弾圧に対する抗議の意を表明している。こうした思想の深化は、越後から常陸国にうつった親鸞が、そこでみた寛喜の大飢饉の惨憺たる光景に遭遇したことと深くかかわっているとの指摘がある。

#### 時宗

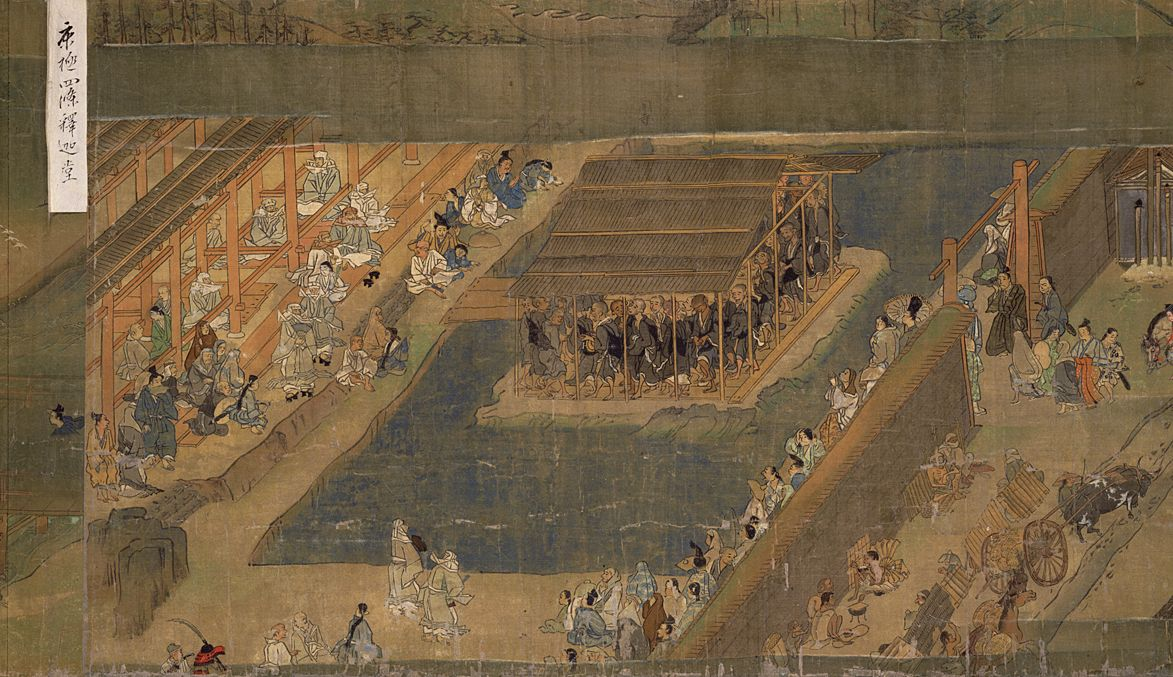
踊り念仏のようすが描かれた絵巻物「一遍上人絵伝」（国宝）

鎌倉時代中期に「遊行上人」と呼ばれた一遍は、熊野権現の神託により念仏の信仰を深め、身分の上下や貴賤の別、穢れの有無、また善人・悪人の区別、さらには信心の有無をさえ問うことなく、万人は阿弥陀仏によって救われるのであり、その喜びは念仏によってあらわされるべきだと説いた。北は陸奥国江刺から南は薩摩国・大隅国に至る諸国を遍歴し、「南無阿弥陀仏決定往生六十万人」と刷られた札を配り、阿弥陀仏への感謝を踊りで表現する踊念仏を通じて民衆や武士に教えをひろめた。この教えは、その場に居合わせた人がつくる集団という意味で当初は「時衆」と呼ばれた。これが今日の時宗である。一遍は生前に自らの著作を全部焼いてしまったが、死後、弟子たちが『一遍上人語録』としてその教義をまとめた。
一遍没後、他阿弥陀仏（真教）があらわれ、遍歴をつづけながら時衆をまとめていったが、その後、他阿弥陀仏の直系（遊行派）と奥谷派、六条派、四条派、一向派など他の諸派 のあいだに様々な確執や緊張をともないながら、時宗の教団が確立されていった。こうした状況は、一遍や他阿弥陀仏同様、当時は各地を遍歴する聖が多数いてみずからの教えをひろめていた事実を反映している。時宗の本山は神奈川県藤沢市の清浄光寺である。

#### 法華宗

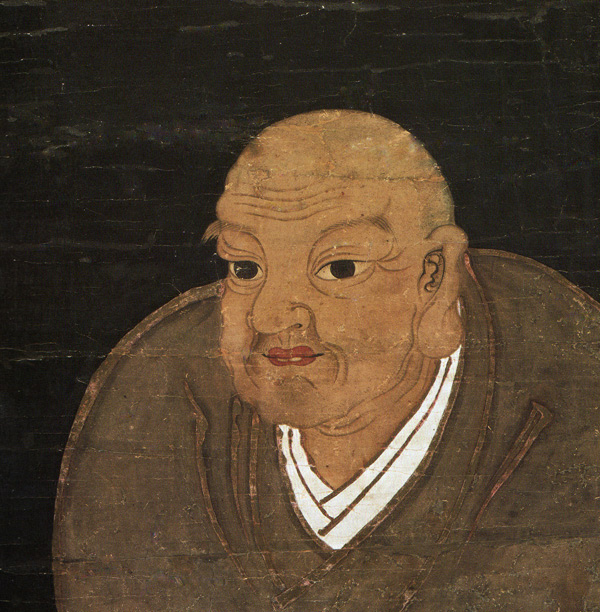
日蓮

一遍の活躍と同じころ、古くからの法華信仰をもとに、新しい救いの道をひらいたのが日蓮である。庶民出身で、法華経（妙法蓮華経）を釈迦の正しい教えととする天台教学を学んだ日蓮は、やがて「南無妙法蓮華経」という題目をとなえること（唱題）の重視を説いた。『立正安国論』を著し、鎌倉での辻説法などで他宗を激しく攻撃しながら 国難の到来を予言した日蓮は、いく度か幕府の迫害を受け、伊豆と佐渡に流罪されたものの、権力に屈せず、かれのひらいた法華宗（日蓮宗）は関東の武士層や商工業者を中心に広まっていった。
日蓮の教えには新仏教と旧仏教を折衷したような要素が多く含まれ、「われ日本の柱とならん」と述べて、法華信仰に依拠しなければ国が滅ぶと鎌倉幕府にせまったのも鎮護国家の思想のなごりを示す現象といえる。

### 禅宗の広がりと幕府による保護

#### 日本達磨宗と臨済宗

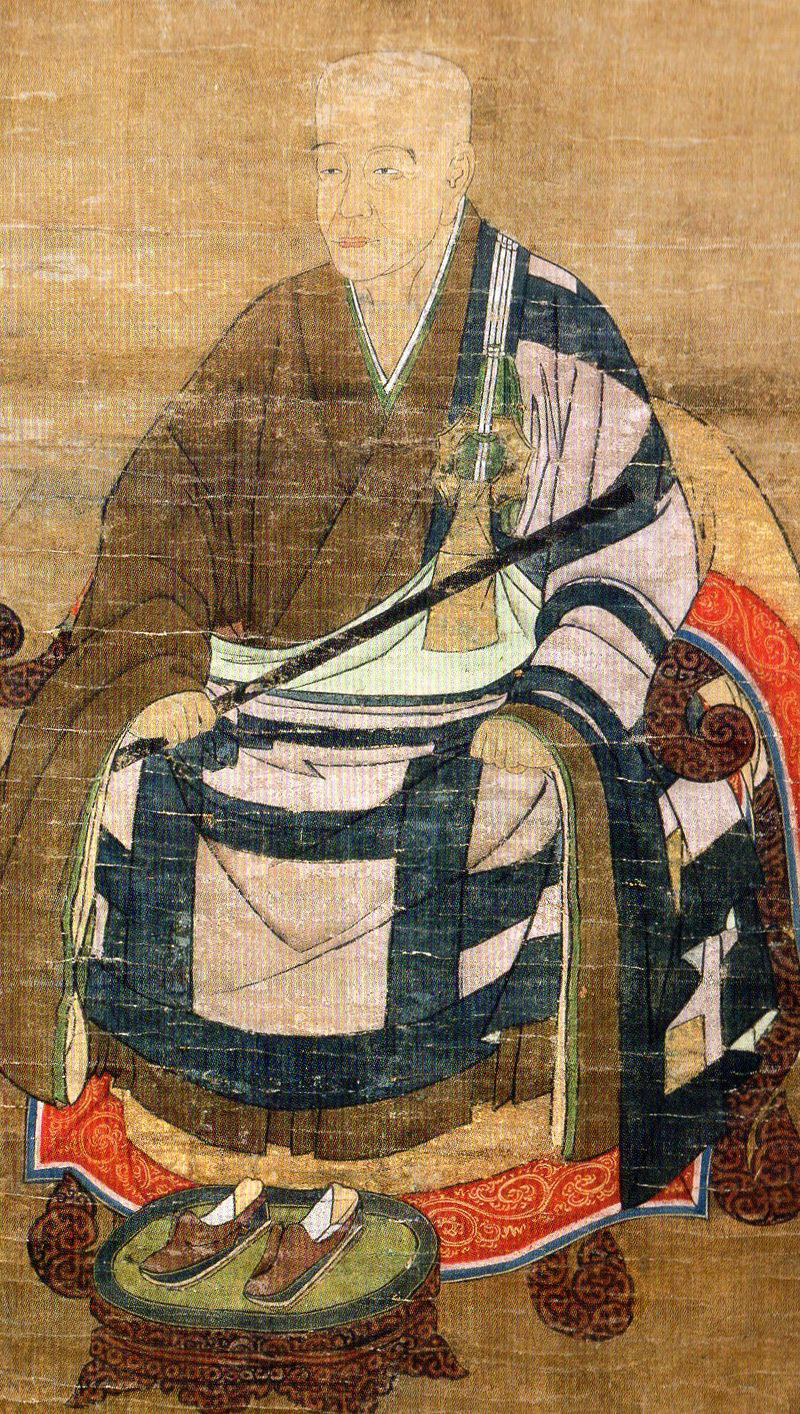
栄西

坐禅を組んで精神統一をはかり、みずからの力で悟りをえようとする禅宗の教え は、宋の上流階級のあいだにひろまっていた。禅そのものは日本には奈良時代にすでに伝わっていたが、宋での禅宗の隆盛により平安末期以降あらためて注目されるようになり、栄西より少し前にあらわれた大日房能忍は、日本で最も早く禅宗をうちたてようとした僧であった。能忍の活動は当時の社会に大きな影響をあたえたが、かれのひらいた日本達磨宗は、多くの人びとに教義を広める過程で中心を失ってしまった。
それに対し、宋へ渡って禅を学んだ栄西は帰国後に『興禅護国論』を著して臨済宗を日本に紹介した。こののち、渡宋した僧や来日した宋・元の禅僧の活躍によって臨済禅が広まった。臨済禅は、坐禅をくむなかで、師から与えられる禅問答（公案）に答えることで、悟りの境地に達しようという教えであり、歴代の北条氏もこれを保護した。栄西がめざしたのは、顕教・密教に禅を加え、禅を柱にして仏教を総合しようということであり、かれ自身は禅僧であると同時に密教僧でもあった。これにより、臨済禅は王朝国家たる朝廷、また、王朝国家からは独立した東国国家をめざす幕府の保護することとなった。京都の建仁寺は、1202年（建仁2年）、2代将軍源頼家の保護により栄西によって開かれた禅寺であり、臨済宗の総本山となっている。
栄西没後も中国の臨済禅との交流は活発で、渡宋した円爾（聖一国師）は、帰国後、九条道家の帰依で京都に東福寺を建て、その弟子無関普門は亀山上皇の帰依で南禅寺をひらいた。鎌倉末期の宗峰妙超（大燈国師）は大徳寺、その弟子関山慧玄は妙心寺を開創するなど、臨済宗は京都の公家や上流武士のあいだに広まった。
鎌倉では、宋から来日した渡来僧蘭渓道隆が執権北条時頼からの深い帰依を得て建長寺を建て、息子北条時宗は宋から無学祖元をまねいて参禅し、円覚寺を建てて初代住持とした。時宗の子北条貞時は元出身の渡来僧一山一寧に帰依し、一山の門下からは最初の日本仏教史といえる『元亨釈書』を著した虎関師錬、五山文学最盛期の中心をになった雪村友梅があらわれた。竺仙梵僊は1329年（元徳元年）に渡来した中国僧で、一山一寧同様、日本の禅宗文化を創始した一人と見なされる。以上掲げた人物以外にも大陸からはたくさんの禅僧が渡来し、いわば「渡来僧の世紀」とも呼ぶべき文化状況が生まれた。

#### 曹洞宗

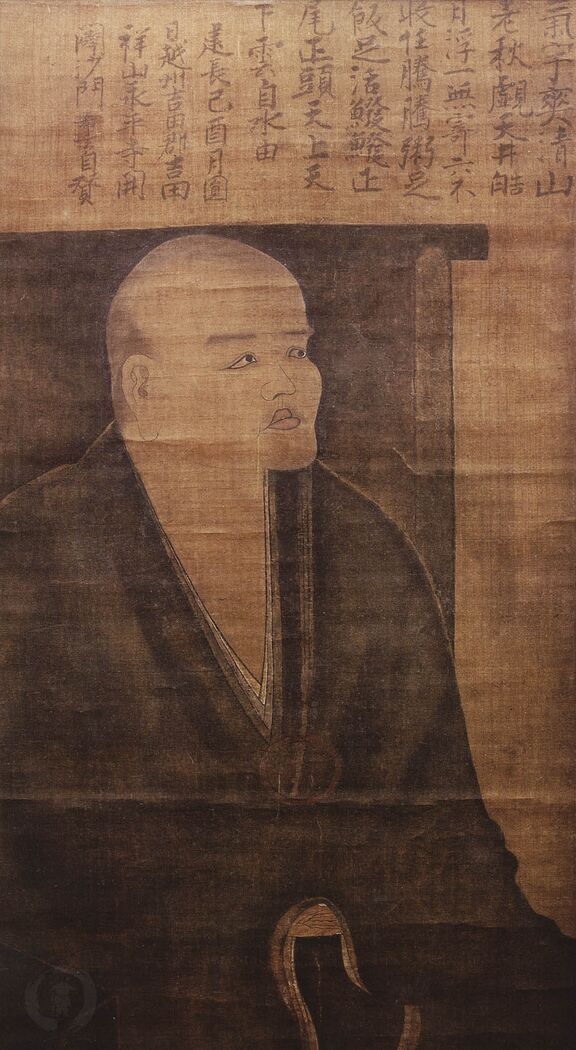
道元

いっぽう、宋より曹洞宗を伝えた道元は、土御門通親の子息 でありながら、帰国後は世俗的な権勢を拒否して都をはなれ、波多野義重の招きに応じて越前国に向かい、永平寺 で坐禅中心のきびしい修行（只管打坐）と弟子の育成に努めた。国文で記された主著『正法眼蔵』は、その存在論や時間論、言語論は現代においても注目されている。道元は、師の如浄の教えにしたがって権勢より離れ、世俗化した当時の仏教については根本からこれを批判し、仏陀本来の精神に立ち帰ることを唱えた。その点では、道元の思想もまた仏教の純化を指向するものであった。坐禅の修行そのものが悟りであるという修証一等を唱えた曹洞禅は、北陸地方を中心とする地方武士のあいだに広まっていった。
この時代の遁世僧は、禅宗のみならず律宗や時宗などもふくめ、一般に顕密諸宗の官僧にくらべて諸国間を移動することが多かった。特に禅宗の場合は各地に「旦過」と称する宿泊施設を設けて僧の逗留に資している。

### 旧仏教の刷新
信仰と実践を重んじる新仏教があいついで生まれ、武士や庶民に急速に浸透していったものの、社会的勢力としては南都六宗や天台宗・真言宗などの勢力（旧仏教）が、依然として大きな力を保っていた。しかし、新仏教の活発な活動に刺激をうけて、現状の反省と革新への気運が盛り上がってきた。

#### 法相宗
法相宗中興の祖といわれる解脱房貞慶は、荘園領主でもあり世俗勢力化した興福寺を出て南山城山中の笠置寺に隠遁し、海住山寺の再興に尽力したのちそこへ移った。戒律の復興につとめた貞慶は浄土宗を批判する『興福寺奏状』をあらわし、これは上述の法然弾圧の契機をつくることとなった。

#### 華厳宗

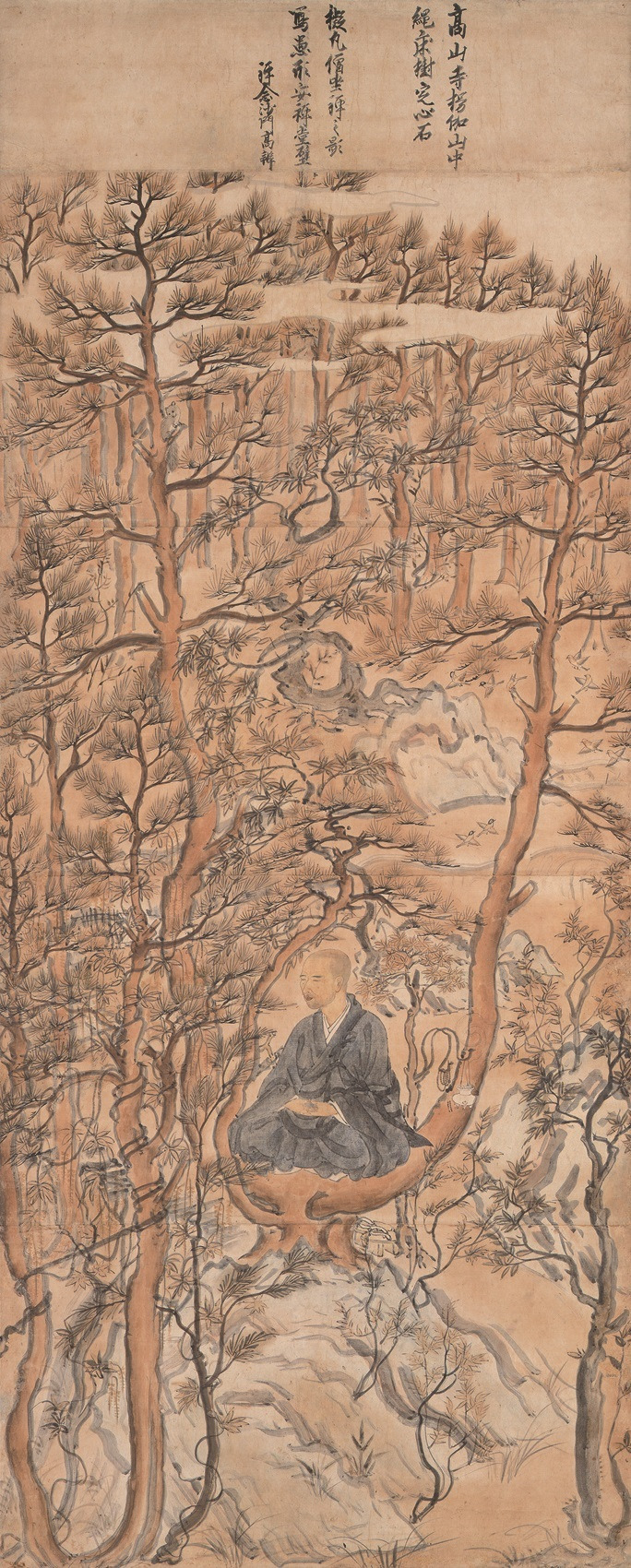
明恵上人樹上坐禅図（国宝）

明恵上人の名で知られる高弁は、華厳宗中興の祖といわれ、後鳥羽上皇と北条泰時の帰依をうけた。東大寺を出て遁世していたが、後鳥羽上皇の院宣により京都北郊の栂尾に高山寺をひらき、法然を批判して『摧邪輪』をあらわした。かれは、仏陀の説いた戒律を重んじることこそ、その精神を受けつぐものであると主張し、生涯にわたり戒律の復興を身をもって実践した。
なお、高弁は栄西より茶の種子を譲られたことから栂尾はのちに茶の名産地となっている。

#### 律宗
律宗では我禅坊俊芿が南宋からの帰国後、京都に泉涌寺 を再興し、台・密・禅・律兼学の道場とした。後述のように宋学を日本に伝えたのも彼であるという。
思円房叡尊は律宗中興の祖といわれ、西大寺を再興して戒律復興に努めるいっぽう、道路の修復や架橋、貧民・病者の救済など社会事業に力を尽くした。叡尊はまた、元寇に際して敵国調伏の祈祷を石清水八幡宮でおこなったことでも知られる。

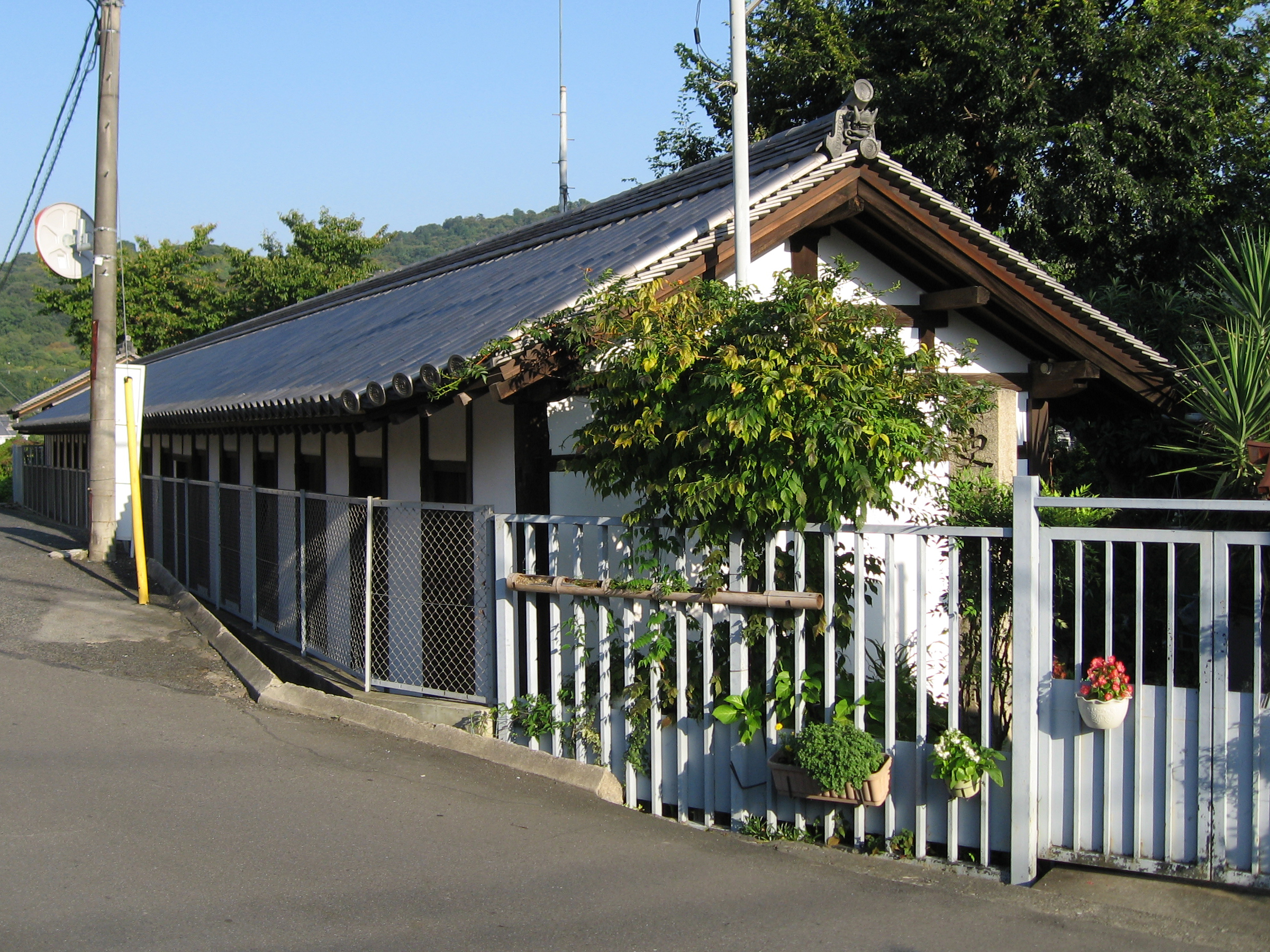
国の史跡北山十八間戸（奈良県奈良市）

叡尊の弟子の良観房忍性は、北条氏の保護も受け、鎌倉の極楽寺を再興してそこを拠点に旧仏教の復興のため尽力した。同時期に鎌倉で活躍していた日蓮からは「律国賊」と論争を挑まれたことがある。また、師叡尊の志をついで社会事業に尽くし、西大寺にいた当時、奈良にハンセン病患者を救済するための施設として北山十八間戸を設立し、その経営にあたった。
他に律宗出身の学僧としては、円照とその弟子凝然がいる。特に凝然の『八宗綱要』は日本仏教史上重要な文献である。
このように、旧仏教は戒律の復興を掲げて、国家からの自立と非人などの社会的弱者や女人もふくんだ個人の救済に努めたが、新仏教とりわけ念仏に対する対抗意識も強く、これを排撃する側に加わることもあった。上述した承元元年の弾圧はそのことにより引き起こされたものであった。そのいっぽう、華厳宗の高弁は三時三宝礼により「南無三宝後生たすけさせたまえ」と唱えるだけで成仏できると説き、貞慶は唯心の念仏をひろめるなど、表面的には専修念仏をきびしく非難しながらも浄土門諸宗の説く易行の提唱を学びとり、これによって従来の学問中心の仏教からの脱皮をはかろうとした。

### 石仏と鉄仏
石仏は、前代につづいて磨崖仏を中心に軟質の凝灰岩が多用され、技法の面でも、線刻から高浮彫、丸彫など自在に駆使された。大分県臼杵市の国宝臼杵磨崖仏は院政期から鎌倉期にかけての制作で凝灰岩製、栃木県宇都宮市の大谷磨崖仏は大谷石と呼ばれる凝灰岩に彫られた石仏で国の重要文化財に指定されている。また、鎌倉時代以降は硬質の花崗岩も利用されるようになった。
鎌倉時代に特徴的にみられる鉄仏は、修験道関連の社寺のほか、東国ことに現在の愛知県下に秀作が濃密に分布する。近年の鉄仏研究によれば、鎌倉期につくられた日本の鉄仏は中国や朝鮮の鉄仏とのあいだに直接的な関係をもたず、平安時代末期以降に導入された大規模な鋳鉄技術が各地に普及したことによって独自の発展をみたものと考えられ、在地の領主が、鉄の肌合いの感触や素材そのものの堅牢さを好んだところから広がった可能性が指摘されている。

### 五輪塔と板碑

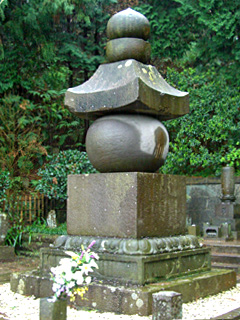
「忍性塔」の名で知られる五輪塔（鎌倉極楽寺）

五輪塔は、平安時代のなかばごろから死者への供養塔または墓標として用いられてきたが、院政期から鎌倉時代にかけて盛行した。密教には万物を生成する5つの構成要素（地・水・火・風・空）があり、この5要素をすべて形に表していることから、この名がある。すなわち、上から団形式の空輪、半月形の風輪、三角形の火輪、円形の水輪、方形の地輪である。真言律宗の叡尊や忍性も五輪塔の普及に係わったといわれており、重源にまねかれて宋より渡来した石大工伊行末の子孫（伊派）などの石工集団が、宋伝来の高度な技術で石塔製作にたずさわった。五輪塔は江戸時代までつくられるが、鎌倉時代のそれは隙なく積まれ、火輪が軒厚で四端を直線的に切り、水輪は完球体に近いなど、全体的に安定感があって格調の高いものが多いといわれている。

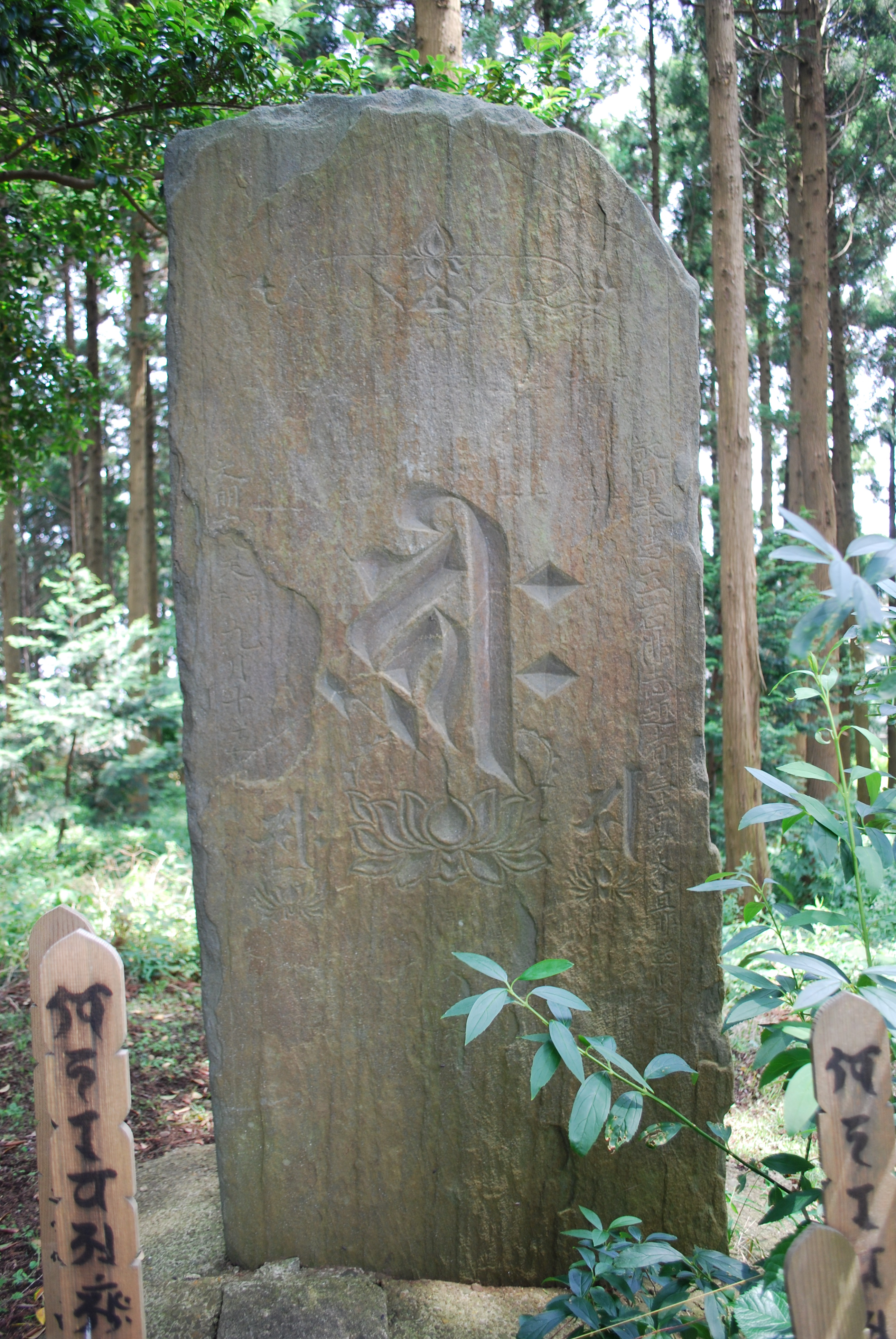
板碑（千葉県香取市にある阿弥陀三尊碑）

これに対し、板碑（板石塔婆）は追善供養または逆修供養のため、鎌倉時代にはじめてつくられた供養塔であり、記年銘のある最古の例は埼玉県熊谷市須賀広に所在する1227年（嘉禄3年）のものである。板碑は鎌倉時代後葉に全国に普及し、南北朝時代・室町時代に最盛期をむかえ、最新のものは17世紀代に属する。板碑は「板石塔婆」ともいい、九州地方から東北地方・北海道地方までの全国各地に分布し、現地の川原石を利用した簡素なものがある一方、武蔵国秩父産の緑泥片岩でつくられたものも広い範囲でみられ、これにより「青石卒塔婆」の名称もある。
板碑の多くは種子をあらわす梵字が線刻されており、ごく稀少ながら仏像（阿弥陀如来像）が彫られることもあり、また、建立者の名や建立年が記されることがある。特殊なものとしては「南無阿弥陀仏」の文字が刻されている名号板碑があり、これは、時宗信仰をあらわす遺構である。分布状況などから、東国で発生し、幕府御家人が各地に地頭などとして入部したことにより全国的に波及したものと考えられ、東国武士の信仰のあり方の一端を示す金石資料として注目される。
十三重石塔も普及し、大和国般若寺（奈良市）の十三重石塔は伊行末の作品として知られる。同寺には、伊行末の子息伊行吉によってつくられた笠塔婆2基もあり、いずれも国の重要文化財に指定されている。

### 伊勢神道の成立と神道界の動向

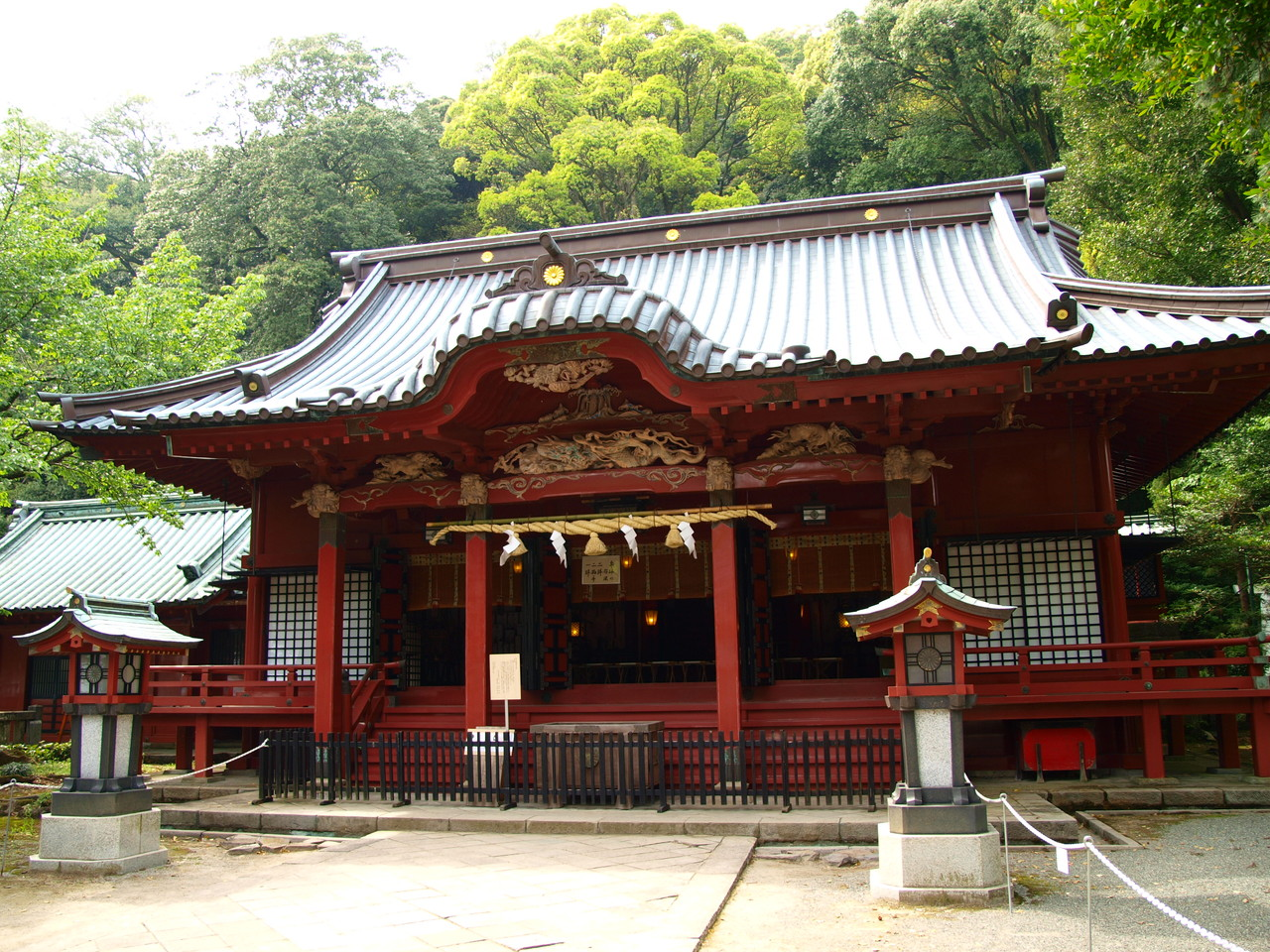
伊豆山神社（静岡県熱海市）

上述した仏教界の動向は、古来の神々に対する信仰にも影響をあたえた。神仏習合がいっそう深まるいっぽう、元寇ののちは石清水八幡宮はじめ各社で敵国調伏の祈祷がなされるなど神国思想の高まりもあって独自の宗教として神道の教理をつくろうという動きがあらわれた。伊勢神宮外宮の神官であった度会家行は、『類聚神祇本源』をあらわして独自の教理を形成し、伊勢神道（度会神道）の基礎を固め、従来の本地垂迹説に対して神道優位の神本仏迹説（反本地垂迹説）を唱えた。後醍醐天皇に仕えた南朝の重臣北畠親房も、伊勢神道の影響を受けている。
東国政権である幕府は、天照大神よりも八幡神を重んじ、王朝国家の側からは反逆者でもあった菅原道真を祀る天満宮（北野社）を崇敬した。さらに、東国の神々である伊豆山神社、三島神社、箱根権現、日光権現などによる独自な祭祀体系の整備をはかった。
神道界の新動向としては、他に、日本史上はじめて村や町など民衆の暮らす場所である地域社会に民間によって神社が建てられたという現象が注目される。これらの神社で祀られる多種多様の神は、当該地域に住む住民たちの守護神であると同時に共同生活における公共性を表象するものであり、やがて神社は共同体の中心として位置づけられるようになっていった。

### 宋学の伝来
南宋の朱熹によってはじめられた朱子学は、日本では宋学と称され、日本へは1199年（正治元年）に入宋した俊芿が儒教の典籍250巻を持ち帰ったのが始まりとされる。以来、渡宋した円爾弁円や中巌円月ら禅僧によって広められ、1299年（正安元年）に来日した一山一寧がもたらした注釈によって学理が完成されたといわれる。14世紀に入ってあらわれた天台宗の僧玄恵は朱子学に通じ、後醍醐天皇の側近に仕え、その大義名分論 は天皇の討幕計画や建武新政に大きな影響を与えた。

## 武家文化の萌芽

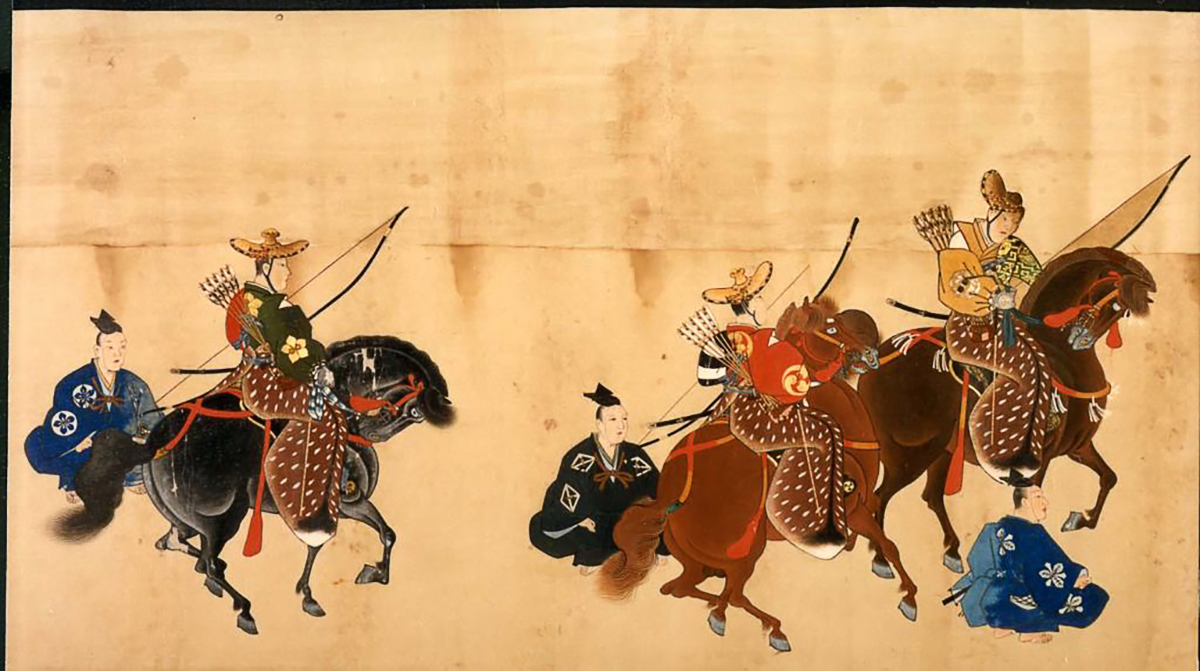
流鏑馬の射手の狩装束（穴八幡宮蔵『流鏑馬絵巻』）

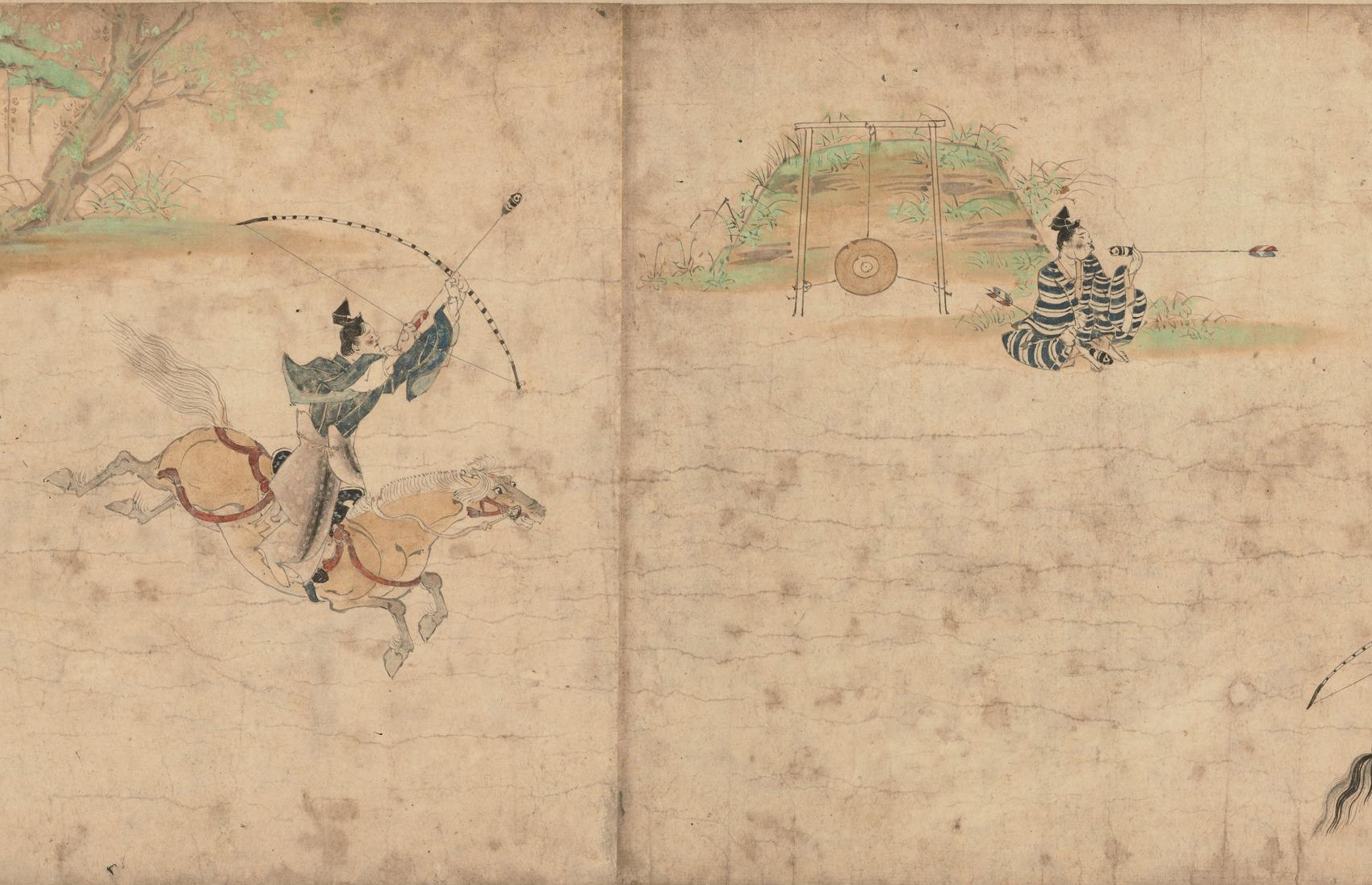
笠懸（「男衾三郎絵詞」東京国立博物館蔵）

上述したように、鎌倉時代にあっても主たる文化の担い手は公家や寺社であり、一般的に武士の文化水準は低かった。承久の乱の際、5,000を超える武士のなかにあって後鳥羽上皇の院宣を読むことができた藤田三郎は「文博士」と称されてめずらしがられるほどであった。しかし、武家政権の成立にともなう武士階級の政治的、社会的、ないし経済的成長は、おのずから彼ら自身を文化を享受する立場へと引き上げ、上述の板碑などにみられるごとく、彼らの好みや指向を反映する新しい文化の創造をうながすこととなった。この時代の仏教が新仏教・旧仏教ともに穢れ多き者の救済を掲げたことも、武士階級の地位向上と深いかかわりがある。
武家特有の文化も徐々に形成されていくこととなった。その萌芽は武士の日常生活のなかに認められる。たとえば、戦陣に備えた犬追物、流鏑馬、笠懸の修練は「騎射三物」と称されて重視されていたが、王朝国家の武人の儀式も採り入れて「弓馬の道」として体系化がすすみ、つぎの室町時代にいたっては礼の思想その他と融合して武家故実の一部となった。狩猟行為であると同時に軍事演習の意味も有した巻狩は、山の神を祭る聖なる行事でもあり、富士野・那須野でのものが有名である。巻狩の獲物はイノシシやシカであり、貴族や仏僧が宗教上の理由で忌み嫌った獣肉も、武士にとっては重要な食糧となった。工芸の面でも、甲冑や刀剣の名品がつくられている。
のちに武家の家訓へと発展していくものとしては、武士の子弟に対する教戒があり、北条重時家訓（極楽寺殿消息）、金沢実時教戒などが著名である。武家文書のなかに多数のこって今に伝えられる置文にも同様の内容が盛られている。
武家の学問への関心も高まり、北条実時（金沢実時）は、鎌倉の外港として繁栄した六浦の金沢（現在の横浜市金沢区）に金沢文庫をつくって和漢の多くの書籍を集めた。その子孫も文庫の充実に努め、のちに金沢氏の菩提寺であった称名寺が管理を委ねられた。収蔵されたおもな書籍は、古鈔本、宋版、元版で、『群書治要』『春秋左氏伝』『尚書正義』『律』『令』『論語正義』『春秋正義』『文選』『白氏文集』等がある。このような営為の蓄積が、室町時代にはいって武家が衰亡化する公家にかわって古典文化保存の担い手たる役割を果たしえたものと指摘される。また、鎌倉幕府の歴史書『吾妻鏡』も幕府自身によって編まれた。

## 宋風文化の移入
上述した禅や宋学のほかにも宋風文化の移入は多岐にわたった。幕府もまた、京都の朝廷との対抗上、新しく確立した東国政権を宋風文化によって壮麗かつ威厳あるものにしようと意図した。陳和卿などの宋人が多数渡来・移住し、博多には大唐街（唐人町）がつくられた。肥前今津、肥前神埼荘、name=amino134/>。日本列島の側からも重源・栄西・俊芿・道元などが渡宋したが、栄西は将軍源実朝に宋より伝来した茶に関する『喫茶養生記』を献上しており、道元とともに渡宋したといわれる加藤景正も大陸の製陶技術の影響を強く受けた。
宋との往来や活発な日宋貿易は、宋銭の大量輸入をもたらし、これにより日本でも本格的な貨幣経済が進展して商業取引がさかんになった。そのことは経済や政治のみならず文化の諸相にも影響をあたえた。律令国家期の大陸文化の移入は外的には華やかさ、強さがあっても、そのおよぶ範囲は限定的であったのに対し、民衆の地位向上の進展が著しい鎌倉時代以降にあっては、外来文化の影響は必ずしも表面的に際だってはいないにもかかわらず、後世の日本人の生活様式に広汎な影響をおよぼしたといえる。

## 建築

### 大仏様

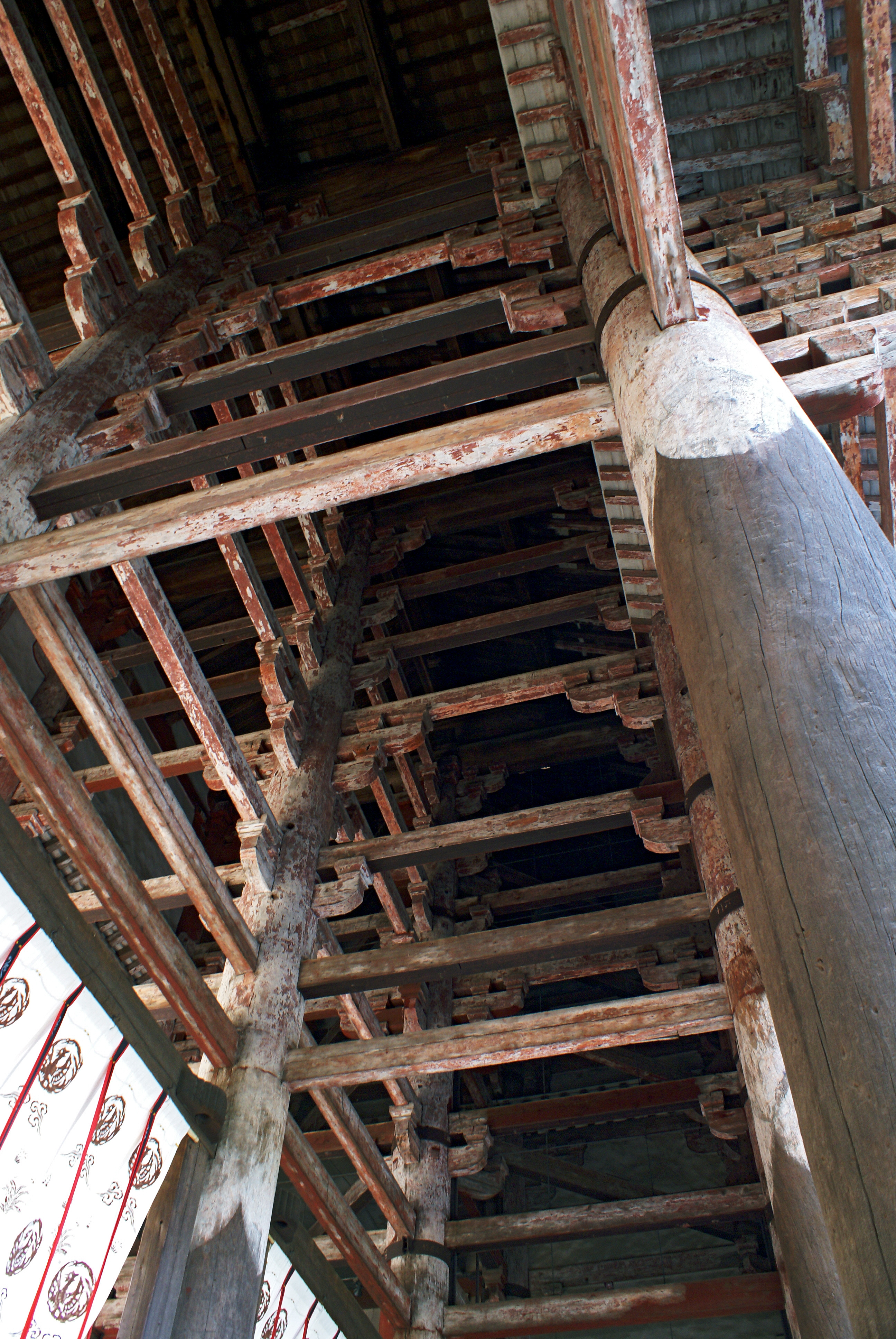
東大寺南大門の内部構造

上述したように、重源は東大寺など南都諸寺の復興の資金を広く寄付をあおいで各地をまわる勧進上人となって、宋人陳和卿らの協力を得て東大寺再建にあたった。再建に際しては、短い工期で単純かつ堅牢な建築手法が採用された。この工法は、大仏様とよばれ、大陸的な雄大さ、豪放な力強さを特色とする。「天竺様」と称されることもあるが、インド起源ではなく、中国南方に起源をもつ様式である。構造面では貫の多用、挿肘木、遊離尾垂木、皿斗（さらと）を用いた斗（ます）など、意匠面では扉を桟唐戸とする点、木鼻に特有の繰形を付ける点、垂木は一軒（ひとのき）の隅扇垂木とする点などが大仏様の特色として挙げられる。
大仏様は、優美で繊細を良しとする前代の建築からすれば斬新で革新的な意匠であったといえるが、それだけに当時の人びとからは受け入れがたい部分があり、柱材の入手の困難さも手伝って、重源以後は継承者が少なく衰退し、細部の装飾などに影響をのこすのみとなった。
東大寺南大門（奈良県奈良市、国宝）
大仏様の代表例として有名な東大寺南大門は1203年（建仁3年）に完成している。通し柱に多数の貫を通して構造を強化し、挿肘木で持ち出した六手先の組物で軒の出を支えている。挿肘木とは、和様のように柱上に組物を置くのではなく、貫の先端を肘木としたり、肘木を柱に直接差し込む技法である。高さは約26メートルである。
東大寺開山堂（奈良県奈良市、国宝）
開山堂は方一間の内陣と周囲の外陣とからなる。内陣部分は1200年（正治2年）、重源による建立で、元来は方一間の小堂であったものに、50年後の1250年（建長2年）、外陣部分を増築したものである。内陣の方一間は典型的な大仏様からなり、その最盛期の様式を伝える。この堂は東大寺の開山である奈良時代の華厳宗の僧良弁をまつった堂であり、平安時代前期の「良弁僧正坐像」（国宝）が安置されている。
浄土寺浄土堂（兵庫県小野市、国宝）
重源は復興資材を調達するため、全国7カ所に東大寺の別所をおいたが、そのうち播磨国（兵庫県）におかれた播磨別所の拠点となったのが浄土寺である。浄土堂は大仏様が採用され、内部は天井を張らずに桁、垂木などの構造材をそのまま見せ、断面円形の虹梁を3段に架けて桁を支える。方三間の堂であるが柱間を約6メートルと大きくとり、快慶作の「阿弥陀如来及び両脇侍立像」を安置する。1197年（建久8年）築で、東大寺南大門よりいっそう大陸的な雰囲気をもっている。

### 禅宗様

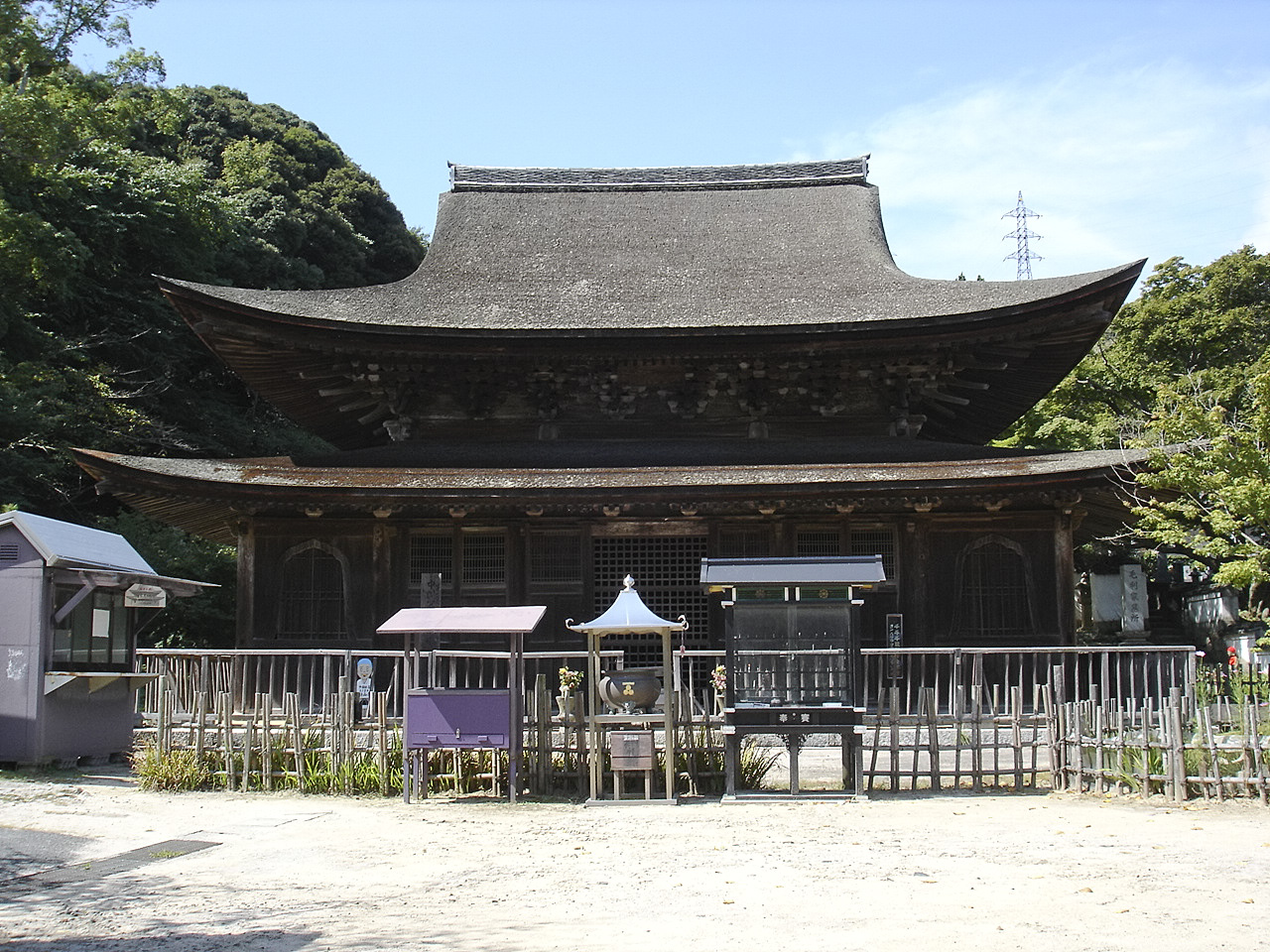
功山寺仏殿

鎌倉時代中期になると、禅宗寺院の建築や建物配置の多くが北宋の影響を受けた禅宗様とよばれる特徴的な様式で建てられるようになった。屋根は急勾配を呈し、強い軒反りを示しており、組物を柱上のみならず柱間にも配した詰組、軒裏の垂木を扇状に配する扇垂木、釣鐘型の花頭窓や縦横に桟をはめた扉（桟唐戸）などをともなうことが多い。柱は礎盤上に立ち、粽を付ける。仏堂の場合、堂内には床を張らず四半瓦敷きとし、天井は中央を鏡天井、周囲を化粧屋根裏とするのが典型的である。
簡素ながらも多様な曲線的手法がみられ、整然とした美しさを特色としており、宋からの渡来様式であったため唐様とも呼称される。大仏様が、その後あまり発展をみなかったのに対し、禅宗様は、のちに禅宗以外の寺院建築でも用いられるようになり、後世への影響が大きい。
功山寺仏殿 （山口県下関市）
元応2年（1320年）建立。桁行三間、梁間三間、入母屋造、檜皮葺、一重裳階付の仏殿。現存最古かつ典型的な禅宗様建築である。本尊千手観音坐像を堂内に安置する。国宝。
善福院釈迦堂（和歌山県海南市）
嘉暦2年（1327年）建立。桁行三間、梁間三間、寄棟造、一重裳階付、総本瓦葺の仏殿。堂内に本尊釈迦如来坐像を安置する。国宝。
安楽寺八角三重塔（長野県上田市）
鎌倉時代末期建立。全高18.75メートル。八角三重塔婆、初重裳階付、杮葺。国宝。

### 和様

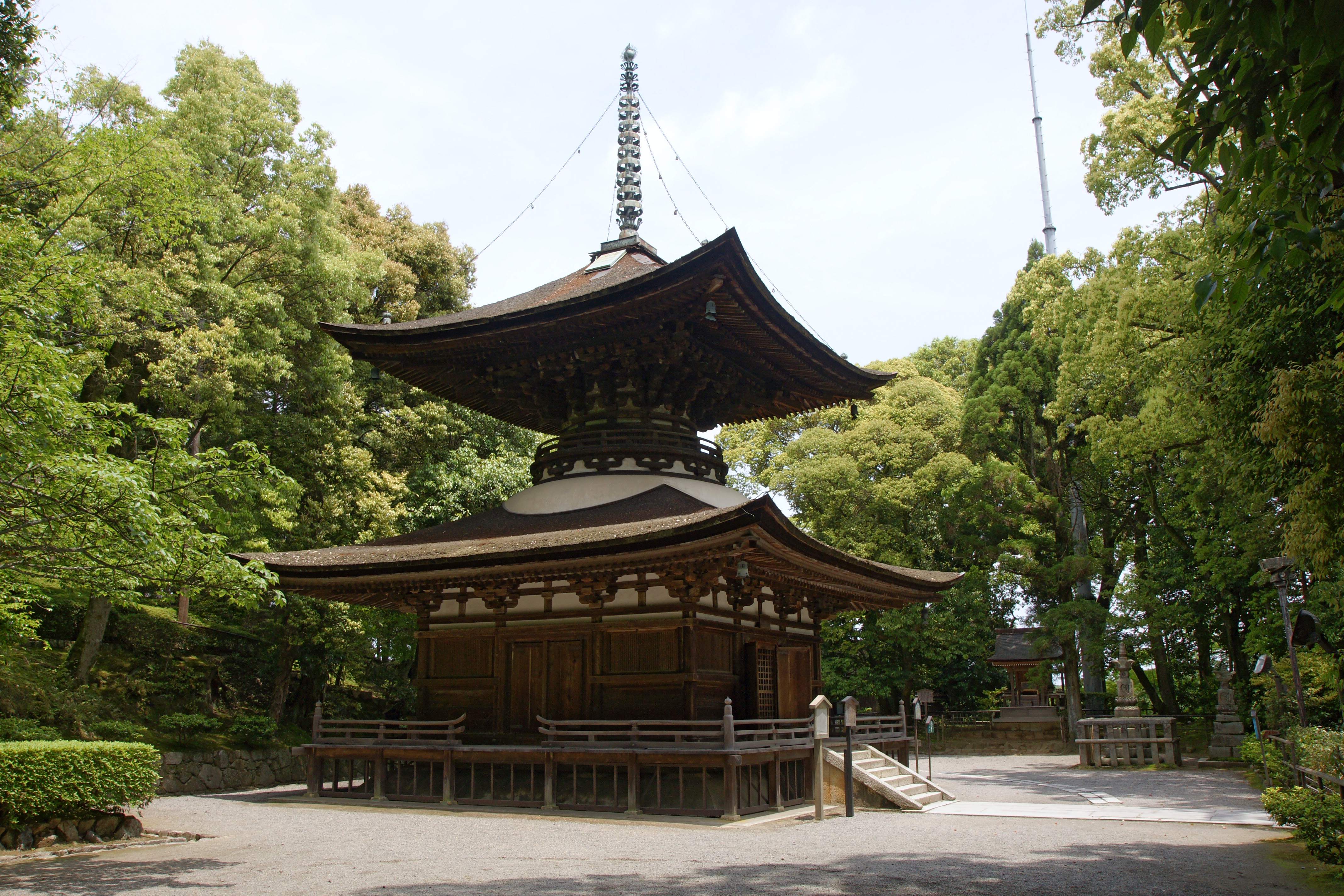
石山寺多宝塔

大仏様、禅宗様など外来の新様式に対する、前代以来の日本的様式である。ゆるい屋根の勾配、穏やかな軒反りを特徴としている。構造的には原則として頭貫以外に貫を用いず、長押を多用する。蓮華王院本堂（三十三間堂）、大報恩寺本堂（京都市）、興福寺北円堂（奈良市）などがこの時代の純和様の代表例である。蓮華王院は、1165年（永万元年）の創建当時は五重塔なども建つ本格的な寺院であったが、1249年（建長元年）の火災で焼失した。1266年（文永3年）に本堂（三十三間堂）のみが再建されている。光明寺二王門（京都府綾部市）、霊山寺本堂（奈良市）、長弓寺本堂（奈良県生駒市）、唐招提寺鼓楼（奈良市）、太山寺本堂（愛媛県松山市）などは、和様を基調としつつ、木鼻などの細部に大仏様を取り入れている。このような建築様式を新和様とも称する。
石山寺多宝塔（滋賀県大津市）
1194年（建久5年）の建立で、現存する最古の多宝塔である。多宝塔とは下層が方形、上層が円筒形の二重塔の形式である。このような二層塔は日本独自の形式であり、淵源は平安時代初期に求められる。本尊として快慶作の大日如来像を安置している。

### 折衷様

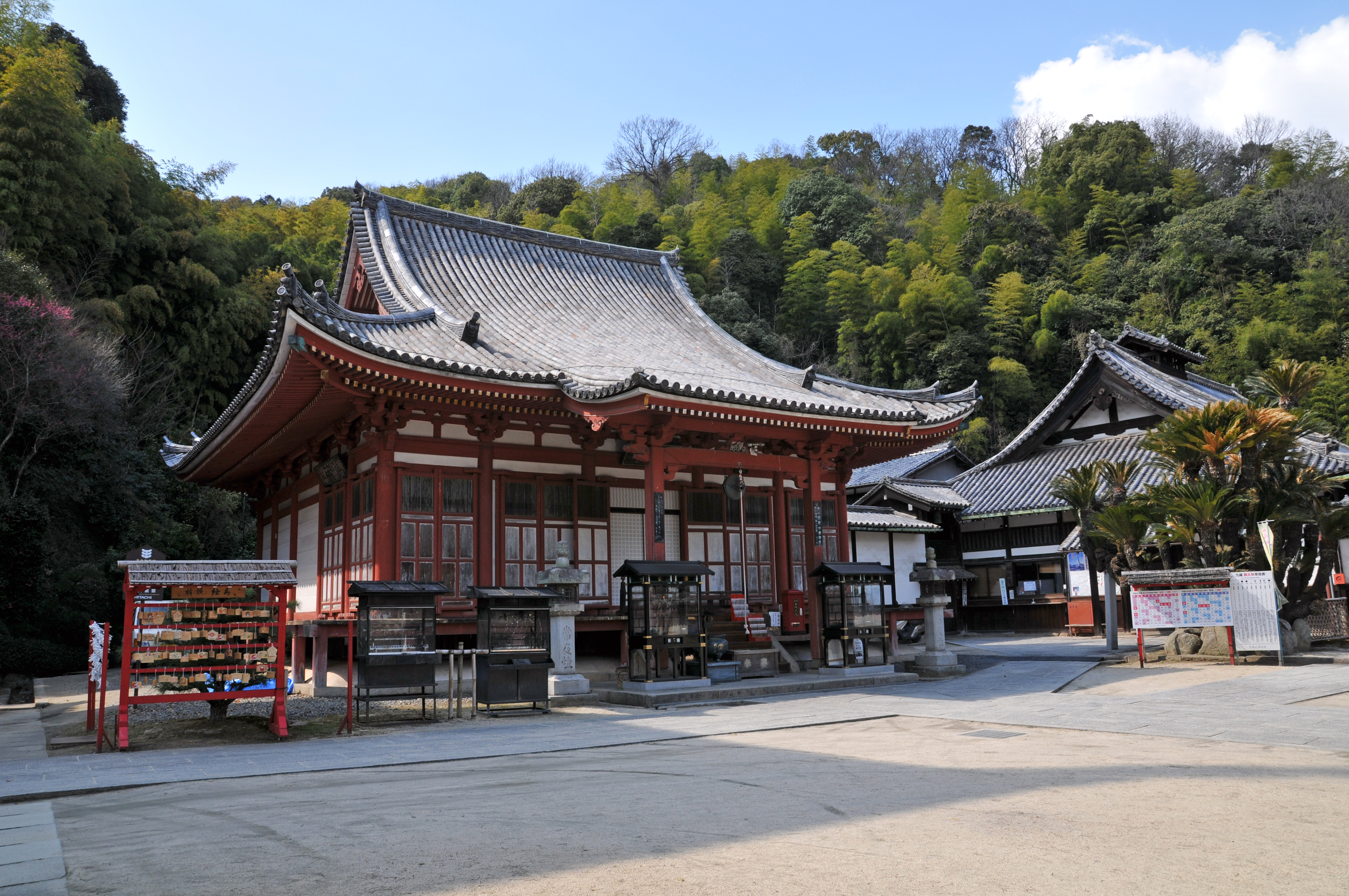
明王院本堂

日本の和様に大陸から鎌倉時代の末ごろ伝えられた新様式である大仏様の構造と禅宗様の装飾を部分的に取り入れた様式を折衷様と呼んでいる。また観心寺様とも呼ばれる。和様・大仏様・禅宗様が混在した様式を折衷様と称し、和様に大仏様の細部が混入したものを新和様と称する場合もあるが、両者の区別は必ずしも厳密なものではない。明王院本堂（広島県福山市）、浄土寺本堂（広島県尾道市）などがこの時代の折衷様の典型例である。南北朝時代に下るものとしては観心寺金堂（大阪府河内長野市、国宝）、鶴林寺本堂（兵庫県加古川市）などがある。
明王院本堂（広島県福山市）
1321年（元応3年）の建立。蟇股は和様、柱の粽や頭貫上に台輪を用いる点は禅宗様、桟唐戸や断面が円形に近い虹梁などは大仏様の要素である。

### 武家造

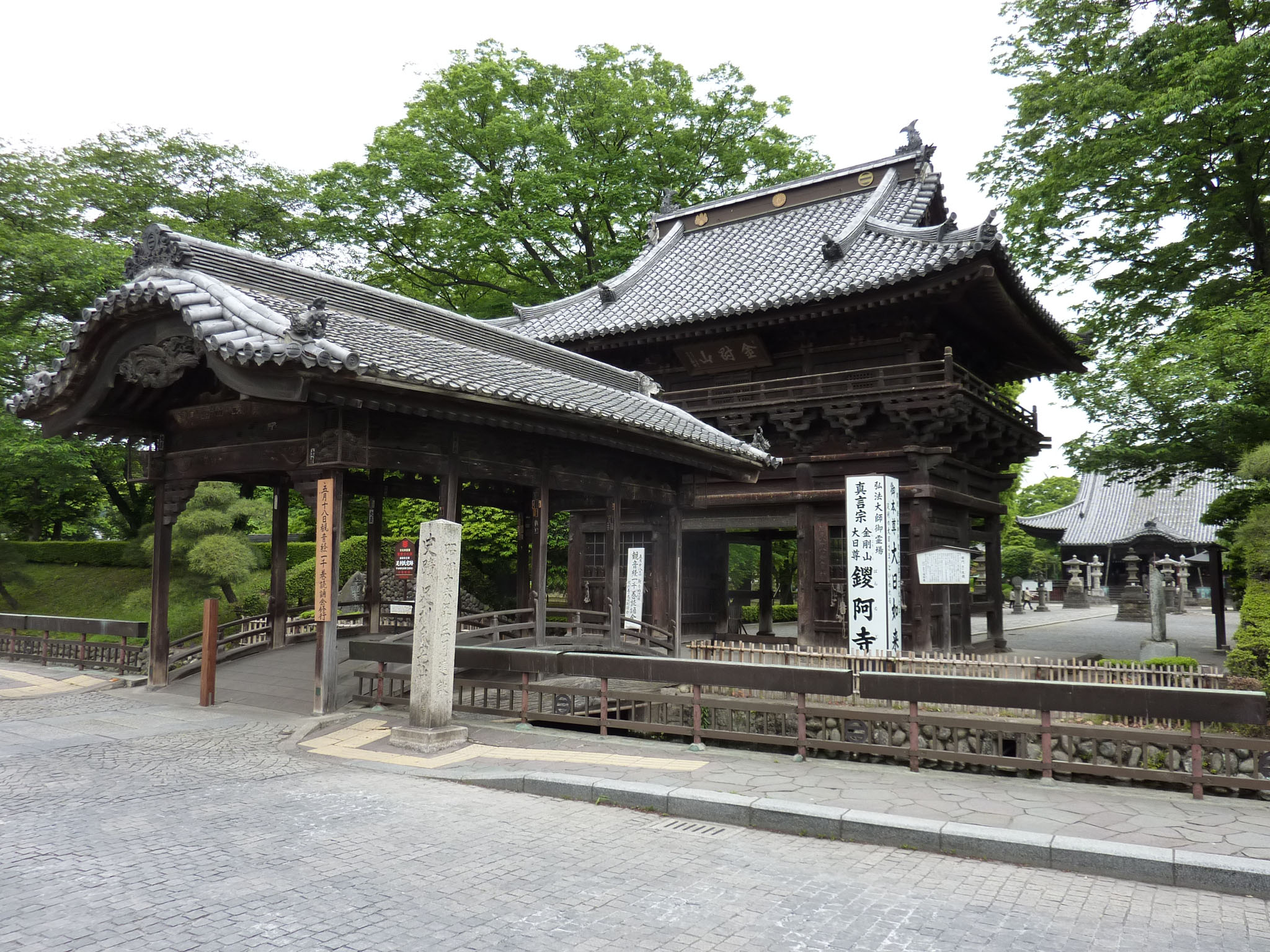
周囲に堀をめぐらせた足利氏居館跡（鑁阿寺）

武家の住宅としては、実用的で質素な武家造とよばれる様式がうまれた。下野国足利の鑁阿寺は、現在は真言宗大日派の寺院であるが、鎌倉時代にあっては有力御家人足利氏の居館であり、「足利氏宅跡」として国の史跡に指定されている。寺名は、居館に持仏堂と堀内御堂を建設した足利義兼の戒名「鑁阿（ばんな）」にちなむ。四方に門を設け、境内の周囲を土塁と堀がめぐるなど、当時の武士居館の様相をいまにとどめる。また、このつくりは、絵巻物『一遍上人絵伝』などでもその詳細をうかがうことができる。

## 庭園

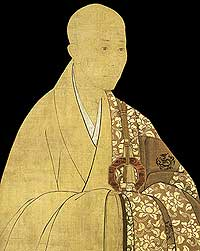
禅僧夢窓疎石

鎌倉時代の庭園は、前代の庭園と同様、池泉を配した浄土式庭園を主体とし、広い池庭に蓬莱島や鶴島、亀島などを配し、地上に極楽浄土の世界を実現するものとして造られた。初期段階では舟遊式の池泉が多かったが、やがて回遊式へと推移していき、南北朝・室町期の池泉回遊式の名園の作庭につながる。
源頼朝は鎌倉に永福寺庭園を造った。永福寺跡の庭園遺構がそれで、寺は1189年（文治5年）の文治五年奥州合戦で戦死した弟源義経や藤原泰衡ら多数の将兵の鎮魂のため、中尊寺の二階大堂「大長寿院」にならって年内に造営に取りかかり、1192年（建久3年）に完成させたと伝えられる。鎌倉市教育委員会は、1978年（昭和53年）より二階堂（本堂）、阿弥陀堂および薬師堂などの主要伽藍と建物前面に広がる庭園遺構の広がりを確認するための発掘調査を実施した。こんにち、伽藍配置や堂の規模、庭園の詳細などが確認されており、3つの堂の前には池泉が広がり、後背部に所在する山からの流水が遣り水となり、池の周囲やそのなかには石組の施された浄土庭園である。畿内から石立僧（作庭を専門とする僧）として静玄が招かれ、庭石の運搬には畠山重忠以下幕府の御家人が参画したと伝えられる。現状では遺跡保護のため埋め戻されている。

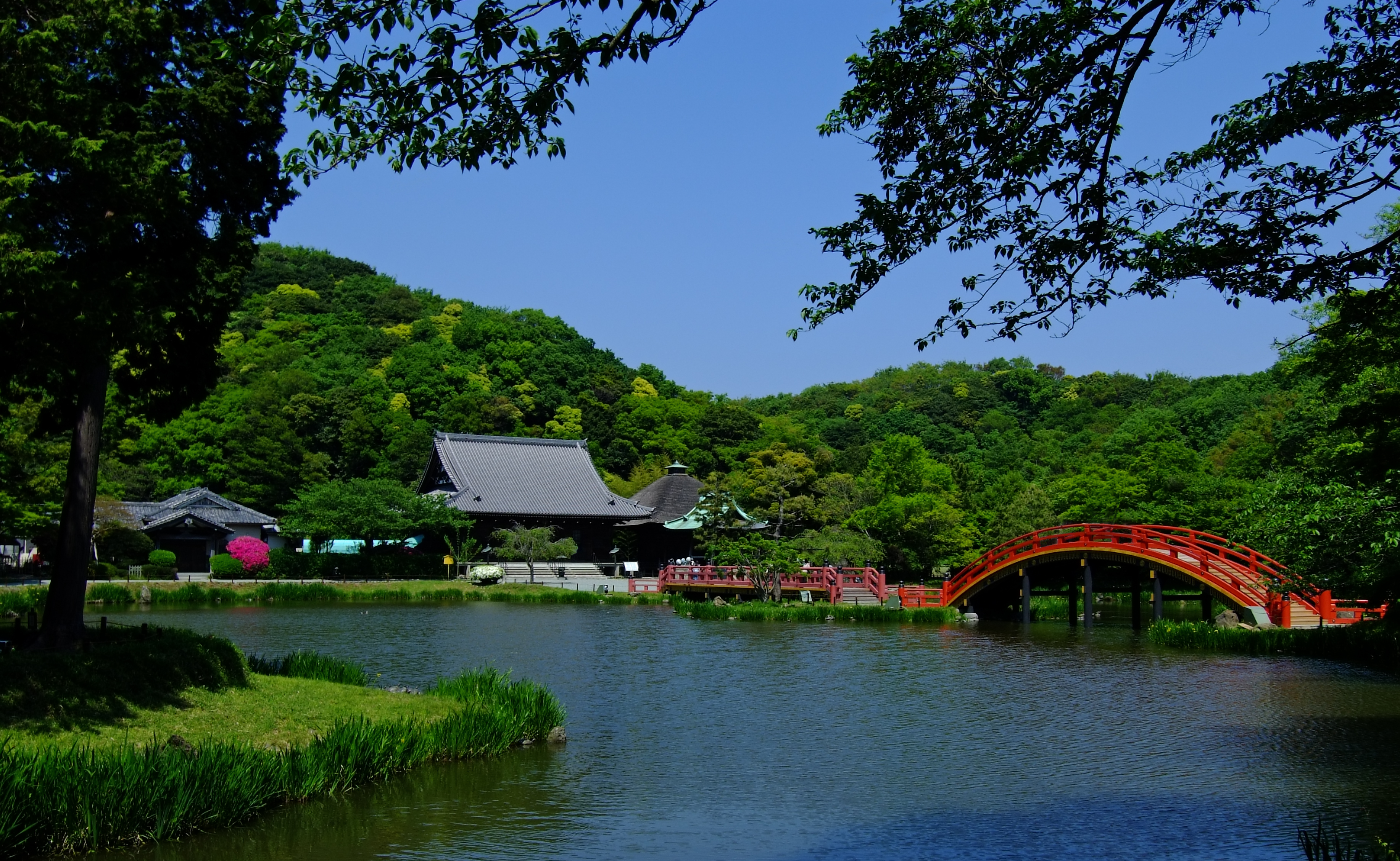
称名寺庭園（国の史跡）

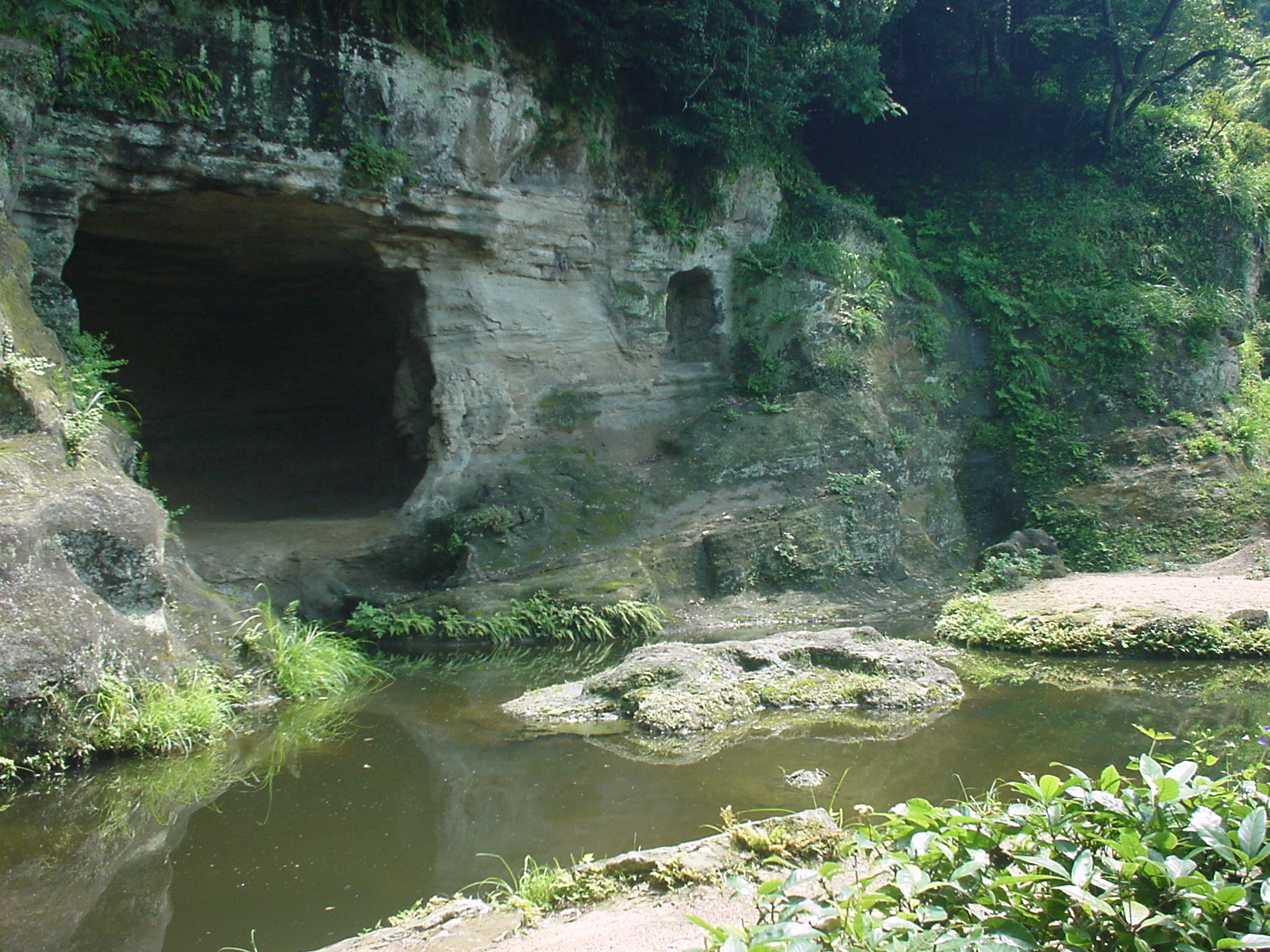
瑞泉寺石庭（国の名勝）

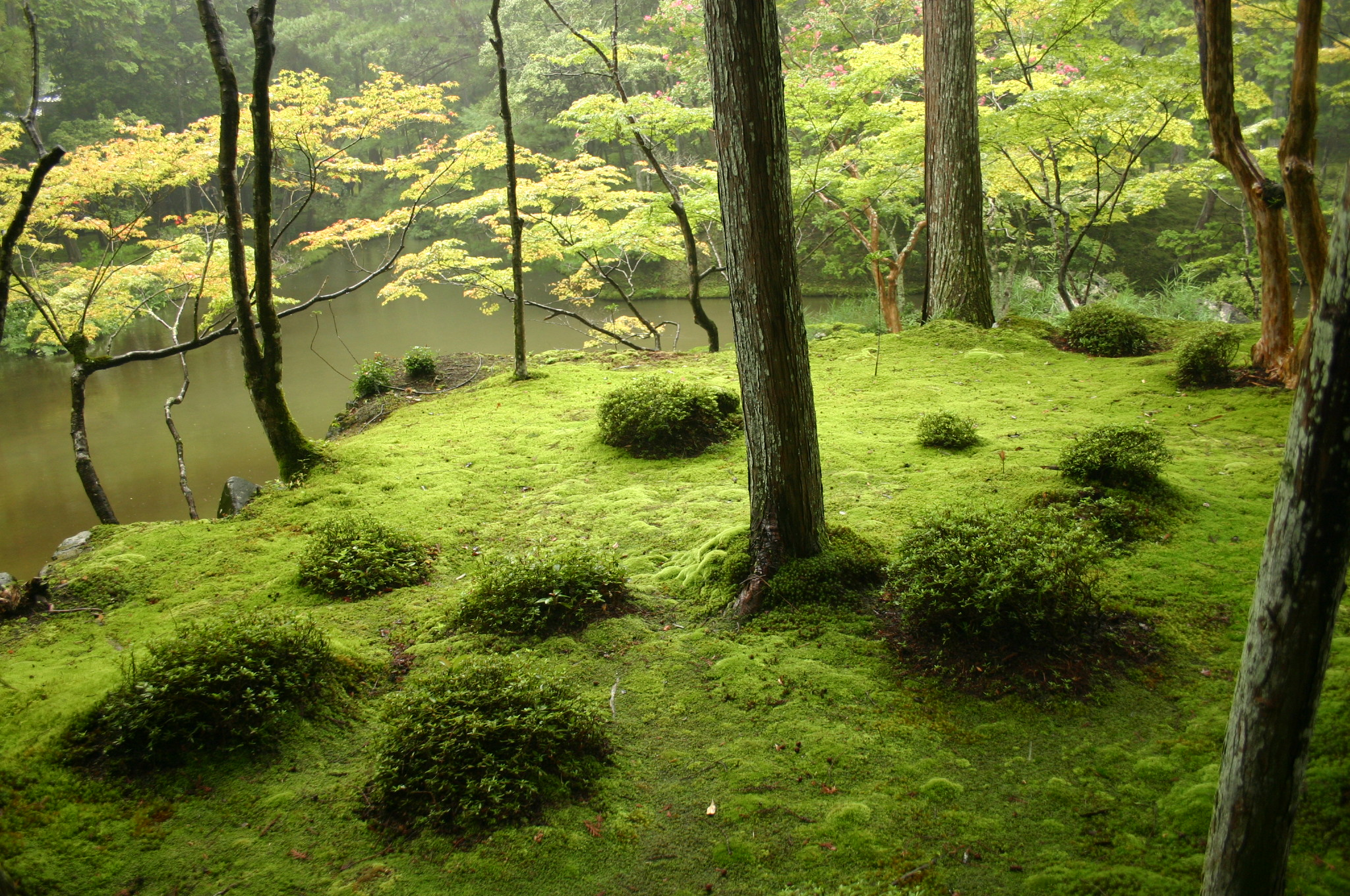
西芳寺庭園（国の特別名勝・史跡）

13世紀初め、太政大臣西園寺公経が洛北に仲資王の所領であった北山山荘の地を得て北山第を建てた。公経は、ここに、変化に富んだ大きな池を中心に本堂西園寺をはじめ多くの御堂と住宅を配置している。これが現在の鹿苑寺庭園の起こりで、池に臨んで釣殿が配され、池中には中島を築き松が植えられていたと伝わっている。1225年（嘉禄元年）にこの地を訪れた藤原定家は『明月記』や歴史書『増鏡』にも当庭園に関する記述があり、とくに定家はその美しさを褒め称えている。
1221年（建暦2年）、将軍源実朝は大慈院に永福寺と同様、池泉をともなう庭をつくった。また、金沢氏の菩提寺称名寺（横浜市金沢区）の庭園は金沢実時・顕時の代にひらかれ、顕時の子金沢貞顕の手によって修築造営がなされた庭園である。池泉舟遊式の浄土庭園であり、栗石や白砂などによって自然の海岸の景色が再現されている。大きな弧を描いた反橋が特徴的で、橋は、現世から極楽浄土への結界を表現している。
日本の庭園史上もっとも重要な石立僧とされるのが、国師号を授けられた臨済宗の高僧夢窓疎石であった。鎌倉の瑞泉寺庭園は、夢窓国師が鎌倉末期に瑞泉寺を再興したときに作られた庭園である。境内の奥にそびえる錦屏山の山頂に亭（遍界一覧亭）があり、その前庭として山に登る急坂と坂の下の池がある。池畔には方丈書院があり、凝灰岩の岩盤をえぐり削って作り出された特殊な意匠を示す。従前、池をふくむ大部分が埋没し、荒廃していたが、1969年（昭和44年）から翌年にかけておこなわれた発掘調査によって確認・検出した遺構をもとに復原された。晴れた日には眼前に富士山を望むことができたという。夢窓疎石初期の作庭、鎌倉に遺存する鎌倉時代の唯一の庭園、また書院庭園のさきがけをなす遺構として貴重である。また、「苔寺」で知られる京都西芳寺（京都市西京区）の庭園は、従来は南北朝時代の夢窓国師の作庭と称されることが多かったが、文献資料の検討や庭園の細部の精査などにより、鎌倉時代の作庭である可能性の高いことが指摘されている。
南北朝・室町期をふくめた中世の日本庭園はひじょうに高い評価を得ているが、その一因には中世の人びと、とりわけ武家の庭園指向の高さが指摘されており、その背景には王朝期の公家文化への憧憬と武士の禅宗への傾倒という2つの要素が考えられる。

## 彫刻
1180年（治承4年）の平重衡の兵火で焼け落ちた奈良の諸寺の復興に際し、定朝の流れを汲む奈良仏師の康慶、その子運慶、康慶の弟子快慶らが起用された。この一派は「慶派」と称され、東大寺南大門の金剛力士像などのように、写実的で力感あふれる仏像・神像あるいは肖像彫刻を数多くつくりだした。1185年（文治元年）奈良仏師の嫡流に属する成朝（仏師康朝の子）が頼朝の招きによって鎌倉に赴き、勝長寿院の本尊を造っている。山本勉は、鎌倉幕府と奈良仏師の関係はこのときに生まれたと推定している。慶派は、従来は京都の権力から疎遠であった仏師集団ならではの斬新な工夫を施した作品を多く生み出した。天平彫刻の伝統を受け継ぎながらも前代の様式の影響を脱し、新興勢力武士の新しい感覚にも適合し、新時代の精神を反映した力強い写実性および人間性の豊かなあらわれが彼らの作風の特色である。慶派の流れは運慶の子の湛慶、その次世代の康円らに引き継がれている。技法面では裸形着装像（裸形の像に実物の衣を着せて安置する）の流行、「玉眼」 の一般化、金泥を用いた塗り仕上げ、装身具の多用など、「生身」（しょうじん）を強く意識したものとなっている。

### 慶派

#### 鎌倉前期（1185-1223）

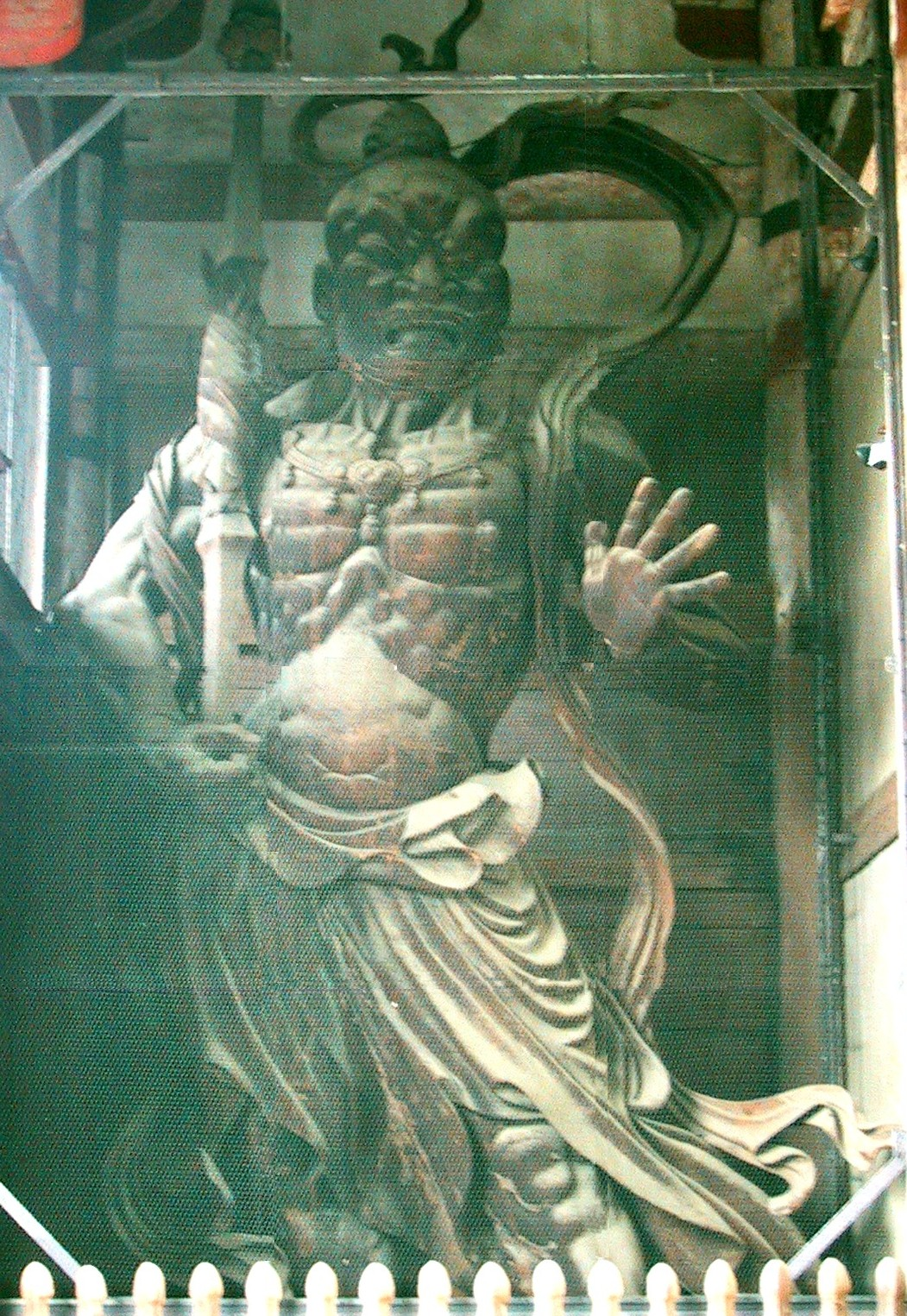
東大寺南大門金剛力士像

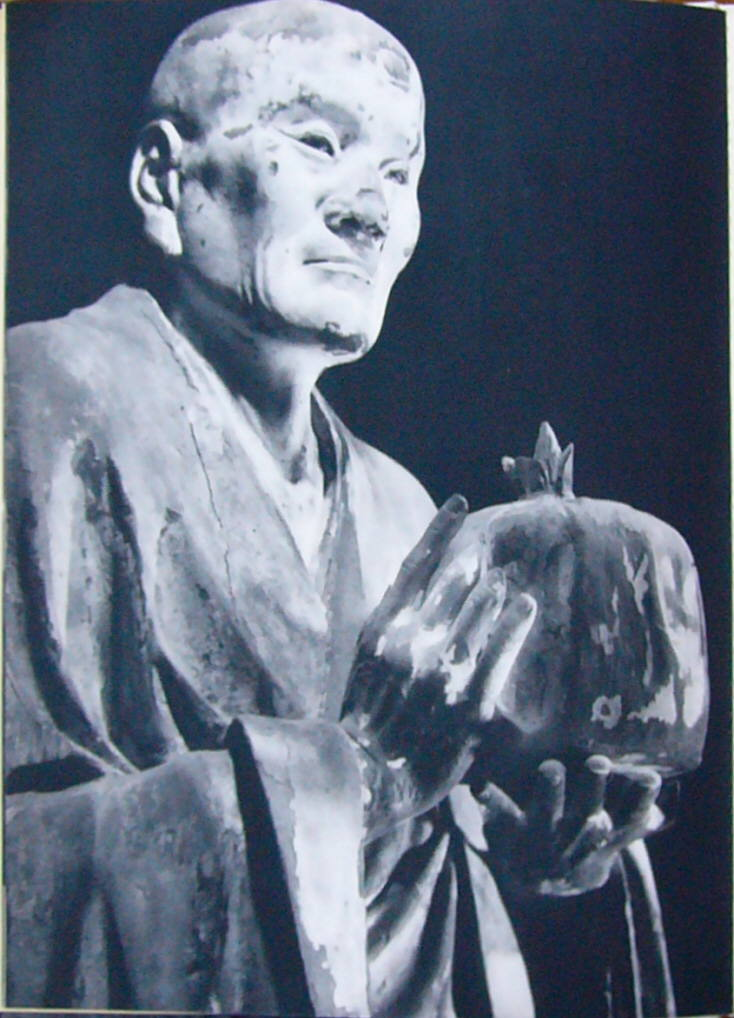
興福寺北円堂無著像

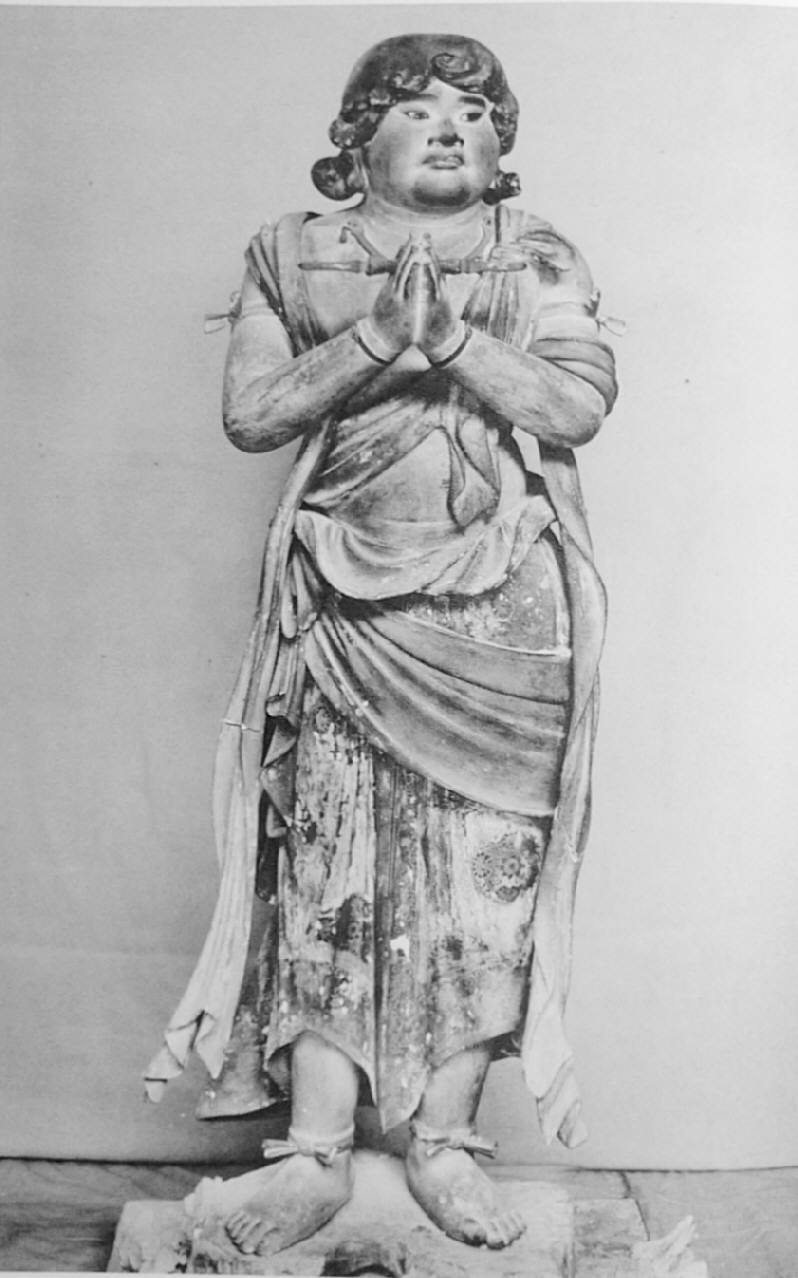
金剛峯寺不動堂矜羯羅童子像（八大童子像の一）

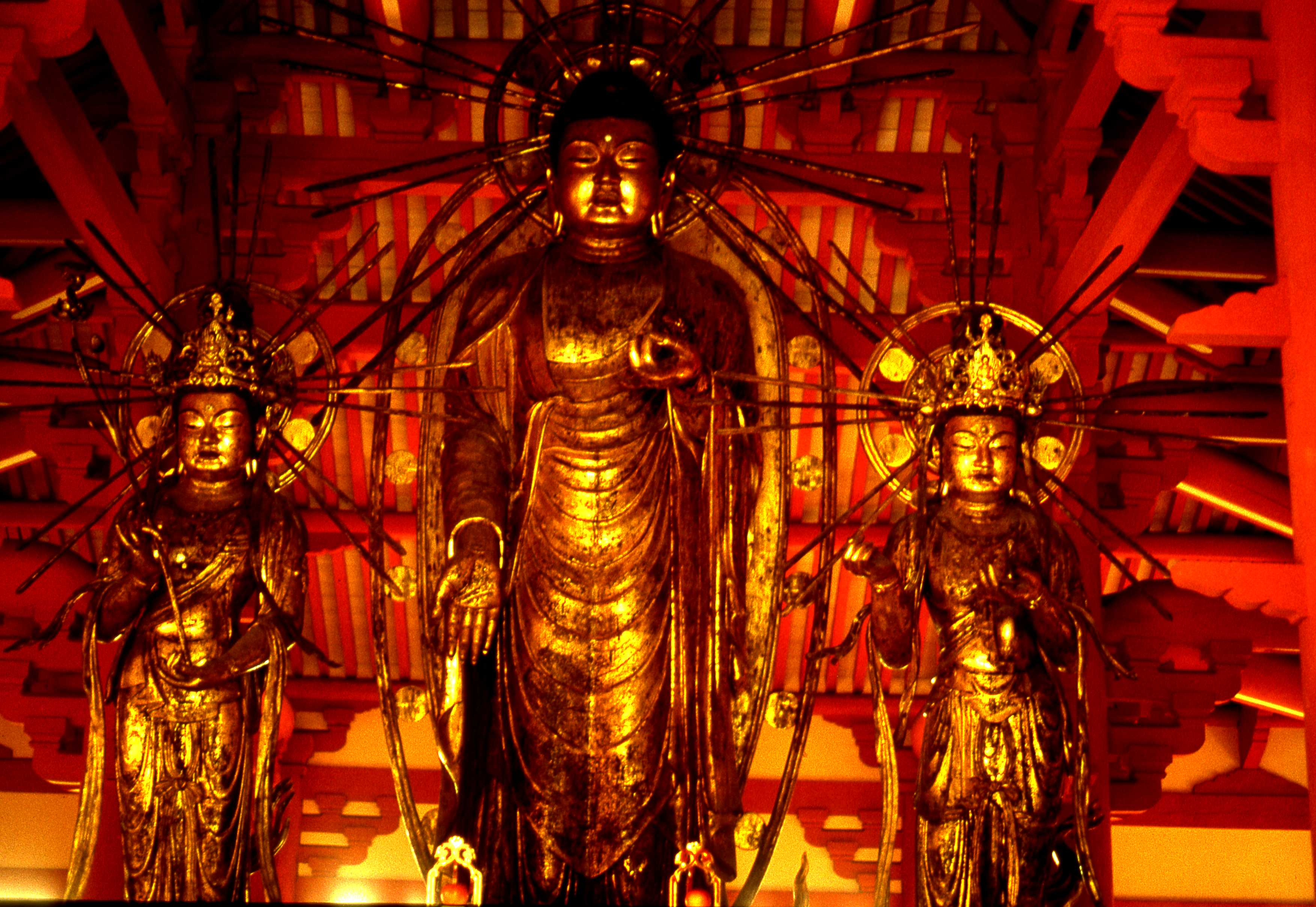
浄土寺浄土堂阿弥陀如来及両脇侍立像

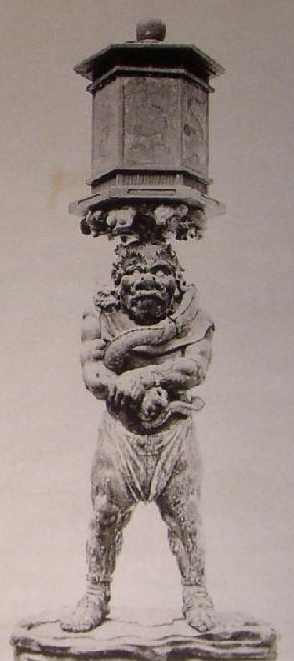
興福寺竜灯鬼像

興福寺南円堂不空羂索観音坐像（奈良県奈良市、国宝）
運慶の父康慶の代表作である。1188年（文治4年）より康慶の一門が総力をあげて再興にとりかかり、翌年供養を遂げた。康慶は興福寺南円堂の諸仏をつくったが、この不空羂索観音坐像は南円堂の本尊である。カツラ材の寄木造で漆箔を施し、像高341.5センチメートル、三目八臂の巨像である。奈良彫刻の古典的な要素にたくましい造形がくわわって新しい様式の先駆がうかがわれる。南円堂には、やはり康慶一門による法相六祖像が安置され、ともに国宝となっている。同じく康慶一門によって造像された四天王像は現在南円堂に安置される像ではなく、中金堂にある四天王像がそれにあたるとされている。
東大寺南大門金剛力士像（奈良県奈良市、国宝）
運慶とその弟子快慶らによる鎌倉彫刻の最高傑作と目される寄木造の金剛力士（仁王）像である。1203年（建仁3年）の制作で使用材はヒノキである。解体修理の過程で、墨書銘や像内納入品が発見され、運慶・快慶以外に定覚、湛慶も制作にかかわっていたことが判明したが、全体の構想は運慶によるものと考えられる。口をあけた阿形と閉じた吽形の二体一対（→阿吽参照）で構成される。阿形像から発見された墨書銘に運慶と快慶の名があり、吽形像の納入品の経巻に定覚と湛慶の名があったことから、運慶と快慶は阿形像、定覚と湛慶は吽形像の制作にたずさわったと推定される。寄木造で徹底した分業によってつくられ、像高は8メートルを超える。着手よりわずか69日間という驚くべき短期間で制作されたことでも知られる。
願成就院阿弥陀如来坐像、不動明王及び二童子立像、毘沙門天立像（静岡県伊豆の国市、国宝）
運慶が1186年（文治2年）、北条時政のために造った諸像。
浄楽寺阿弥陀如来及両脇侍像、不動明王立像、毘沙門天立像（神奈川県横須賀市、重要文化財）
運慶が1189年（文治5年）小仏師10人を率いて、鎌倉幕府の初代侍所別当和田義盛のために造った諸像。ヒノキ材の寄木造で漆箔が施されている。
興福寺北円堂弥勒仏坐像（奈良県奈良市、国宝）
北円堂の本尊で、運慶の指導のもとに一門の仏師によって制作された、慶派の本領がみられる作品である。運慶晩年の1208年（承元2年）から1212年（建暦2年）にかけて制作された。カツラ材の寄木造で、従来の彫刻史の集大成をなす記念碑的な作との評価もある。
興福寺北円堂無著・世親像（奈良県奈良市、国宝）
1212年（建暦2年）に運慶の指導のもとで制作された肖像彫刻。上述の弥勒仏像の左右に、それぞれ片足を弥勒仏に踏み出した形で安置されている。カツラ材を用いた寄木造で玉眼を嵌入する。無著（アサンガ）・世親（ヴァスバンドゥ）の兄弟は5世紀ころ、北西インドのガンダーラに生まれ大乗仏教唯識派（法相宗）の教義を確立した思想家。肖像の実際のモデルは不明ながら、写実性の高い像として古来著名である。弥勒仏坐像の台座の銘によれば、世親像は運慶五男運賀、無著像は六男運助の担当と推定される。しばしば日本肖像彫刻の最高峰と評される傑作である。
金剛峯寺不動堂八大童子像（和歌山県伊都郡高野町、国宝）
不動堂の本尊不動明王像（平安時代作）に随侍する八大童子で、運慶作と推定される。制多迦童子、慧光童子、矜羯羅童子など6体が現存する（残り2体は後補）。玉眼が嵌入されており、いずれも保存状態が良好で金箔地なども用いた鮮やかな彩色がよくのこっている。
六波羅蜜寺地蔵菩薩坐像（京都市東山区、重要文化財）
「夢見地蔵」と通称される。銘文はないが、像にまつわる伝承やその作風等から運慶晩年の作とされる木像。運慶一族の菩提寺である地蔵十輪院に伝世し、さわやかで理知的な地蔵の表情や鋭利な印象の衣文の造形が運慶の真作とされる所以である。
浄土寺浄土堂阿弥陀如来及両脇侍立像（兵庫県小野市、国宝）
浄土門の信者であった快慶（安阿弥陀仏）が重源のために造った丈六阿弥陀仏と脇侍像で、重源の意図する宋風を具現化するために宋画にもとづいて造られた。寄木造で漆箔が施されている。浄土寺は東大寺再興のための播磨別所であった。夕日を後光のように背負うかたちで金色の巨像が湧雲の上に立つ姿は、西方浄土から阿弥陀三尊が立ち姿で来迎する場面を表現しており、きわめて荘厳な効果をあげている。快慶は、ここにおいて「安阿弥様」と称される独自の様式を完成し、従来の漆箔とは異なる金色相の表現を思い切って取り入れた。この西方の夕日を後光に見立て取り入れる手法は、時を経て平成時代に入り、安藤忠雄により1991年に竣工した兵庫県淡路市にある真言宗御室派の別格本山である本福寺本堂の水御堂に踏襲された。
東大寺重源上人像（奈良県奈良市、国宝）
東大寺復興をさまざまな困難にうちかってなし遂げた重源の肖像。初対面の九条兼実に「もっとも貴敬すべし」といわせた真摯な人柄を彷彿とさせる。1206年（建永元年）の重源の死後、間をおかず慶派の仏師によって制作されたとみられる。左目をやや小さく表現するなど重源晩年の姿を写実しており、重源死没後間もない作と考えられている。
東大寺勧進所僧形八幡神像（奈良県奈良市、国宝）
快慶が1201年（建仁元年）に制作。明治の神仏分離までは東大寺鎮守八幡宮（手向山八幡宮）の神体であった。僧侶の姿をしており、神仏習合の特色を示す。まるで肖像と見えるほど写実的で表情も豊かであり、整いのなかにも神威が表現されている。鮮やかな彩色もよく残っている。神像のためか玉眼はおこなわず、また、二材を中央で矧（は）ぎ寄せている。
東大寺地蔵菩薩立像（奈良県奈良市、重要文化財）
快慶作。やさしい表現をした顔、均整のとれた体躯や流れるような美麗な衣文など全体的に柔らかさの感じられる地蔵の立像で、淡い彩色もよく残っている。寄木造。
興福寺金剛力士像（奈良県奈良市、国宝）
定慶の作と伝わり、制作年代は13世紀初頭と推定される。寄木造で玉眼が嵌入されている。興福寺西金堂の壇上守護のためにつくられたほぼ等身大の像で、写実性に富み、筋肉は隆々として力動感にあふれている。一部に塑土を盛り上げ、かたちを整えている。
興福寺東金堂維摩居士坐像・文殊菩薩坐像（奈良県奈良市、国宝）
維摩居士坐像の像内に銘記により、1196年（建久7年）仏師定慶の造立と知られ、同期に造られたとみられる文殊菩薩坐像と一対をなしている。『維摩経』のなかの病んだ維摩居士を文殊菩薩が見舞う一節を写実的に表現している。口をひらいて法論を挑む老いた病維摩に対し、それを黙って聞く若々しい文殊の姿が対照的である。
興福寺天灯鬼・竜灯鬼像（奈良県奈良市、国宝）
竜灯鬼像は運慶三男康弁の作。天灯鬼像も康弁かその周辺の作とみなされる。表情と身振りの巧みさにより、力強さのなかにも洗練されたユーモアと軽妙さがあり、評価の高い作品である。鬼は想像上の生きものであるが、その造形は人物を手本に写実的に表現したものであり、鬼のすがたのなかにも生き生きとした人間的な感情が感じられる。ヒノキ材の寄木造で天灯鬼は朱彩、竜灯鬼は緑青彩が施される。前者に植毛痕があり、また後者には植毛痕のほか、眉に銅板、牙に水晶、竜の背びれに獣皮を用いるなどの細かい工夫が施されている。
文殊院文殊菩薩騎獅像及脇侍像（奈良県桜井市、国宝）
快慶作。文殊院は「安倍の文殊」として有名な華厳宗寺院。巨大な獅子にまたがる総高約7メートルの文殊菩薩像を善財童子、優填王、維摩居士（最勝老人）、須菩提（仏陀波利三蔵）の4体の脇侍が取り囲む文殊五尊像である。像の完成と供養は、像内銘によれば1203年（建仁3年）、像内納入品の経巻奥書によれば1220年（承久2年）だが、作風は建仁年間のころのものを示しているとされる。寄木造で彫眼、肉身は金泥塗、衣には彩色を施している。なお、維摩居士像は後世の補作である。

#### 鎌倉中期（1224-1266）

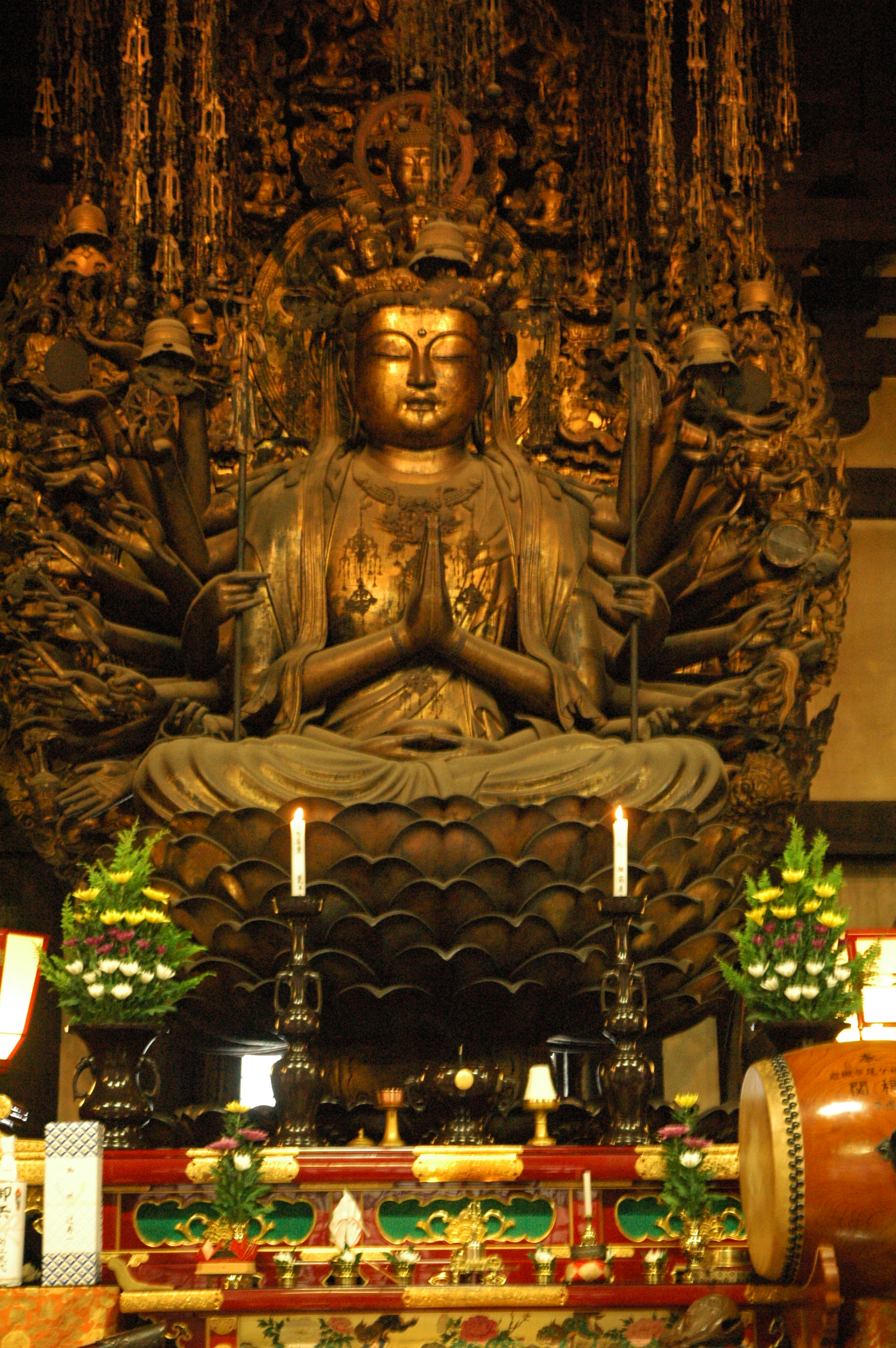
妙法院蓮華王院千手観音坐像

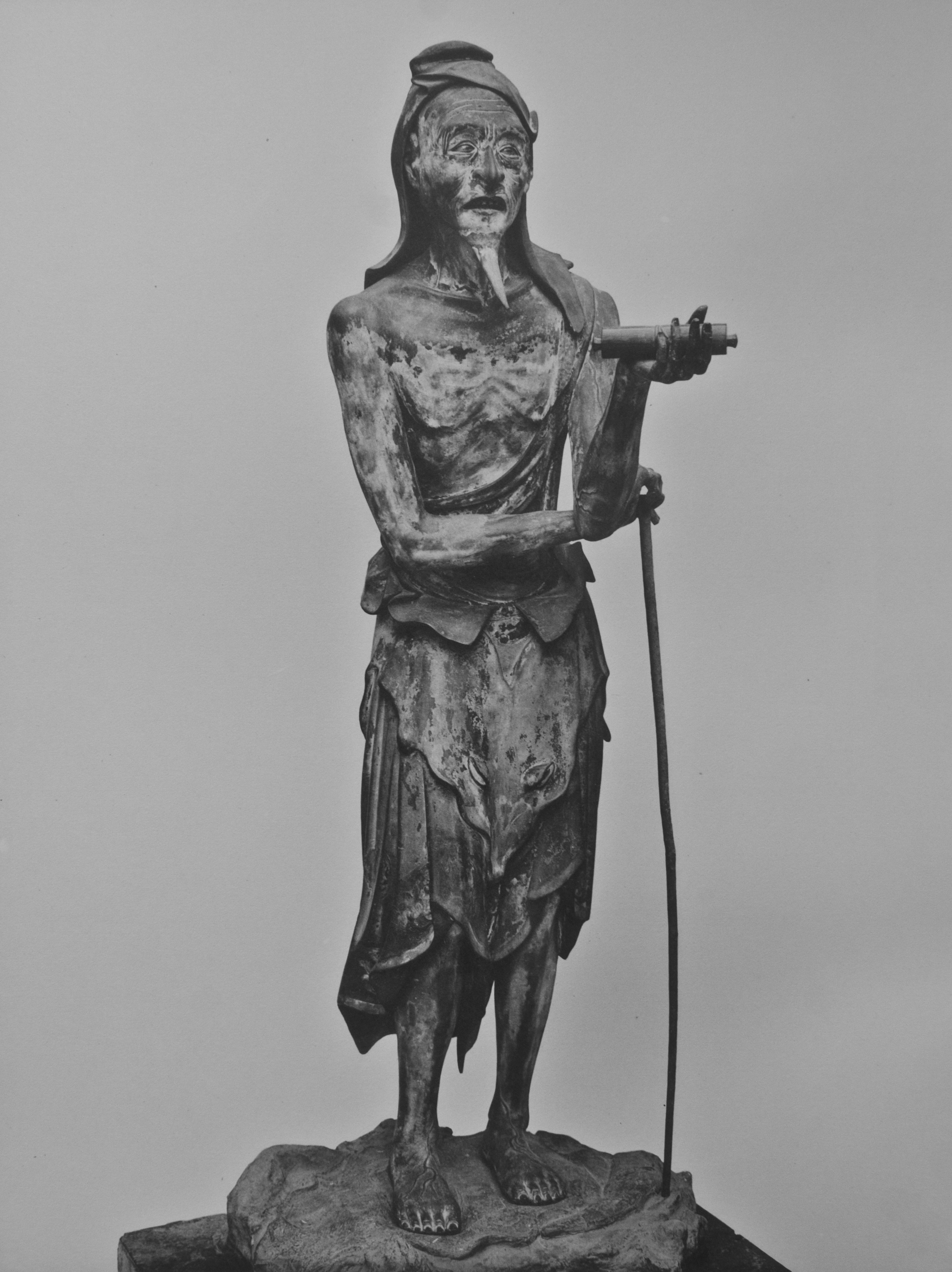
妙法院蓮華王院本堂二十八部衆立像のうち婆藪仙

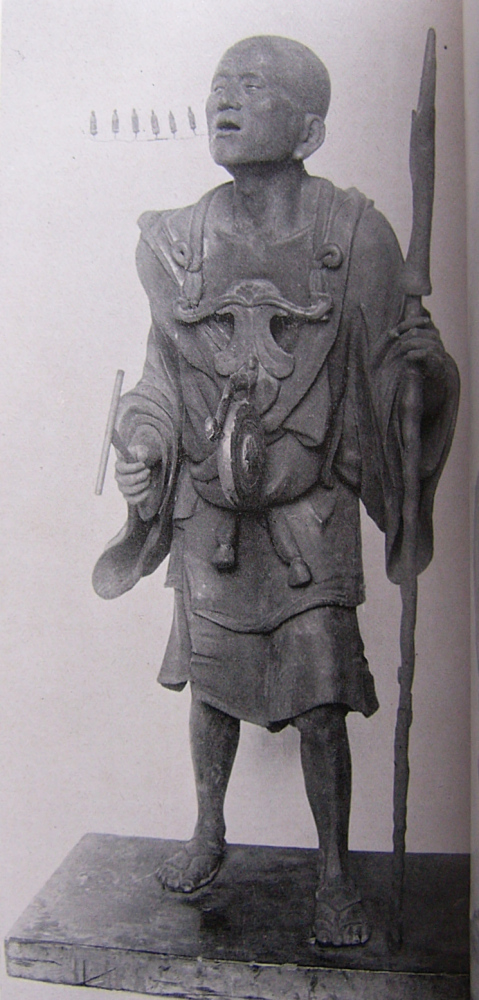
六波羅蜜寺空也上人像

妙法院蓮華王院本堂千手観音坐像（京都市東山区、国宝）
蓮華王院本堂（三十三間堂）の本尊。運慶・快慶亡き後の慶派を代表する仏師湛慶（運慶長男）の最晩年の造仏である。ヒノキの寄木造による十一面四十二臂像。四十二臂とは前面で合掌する2本を除く40本の手がそれぞれ25の世界を救済することを示し（40 x 25で千となる）、千手とは千の方法で衆生を救済するとの意味がある。仏体・光背・台座はがっちりとしており、頭部と腕部はきわめて緻密である。玉眼がはめこまれている。なお、湛慶の作風は、運慶のそれを継承しながらも大胆さや厳しい緊張感を極力抑えたところに特徴があった。
妙法院蓮華王院本堂二十八部衆立像（京都市東山区、国宝）
千手観音の眷属で、現在は本堂東側に安置されているが、もとは本尊の周辺に安置されていた。いずれも寄木造で玉眼を嵌入している。作者不詳ながら運慶から2代目にあたる慶派仏師たちの作であることは確実である。作風はさまざまながら、とくに老貌痩身の婆藪仙像の真に迫った写実はよく知られている。
妙法院蓮華王院本堂千体千手観音像（京都市東山区、重要文化財）
本尊の左右に安置される千体仏（正確には1,001体ある）。うち124体は平安時代創建時の作で、残りは1249年（建長元年）の焼失後の再興像である。湛慶、慶円ら慶派の仏師、また彼らとは別に院継ら院派、隆円ら円派など京仏師の流れをくむ人びとなど多くの仏師を総動員して造られた。内訳は院派が最も多く、円派がそれに次ぎ、慶派は最も少なかった。すべて寄木造、彫眼で漆箔がなされている。各派の作風がみられるのと同時に、全体として均整がとれていることで知られる。
妙法院蓮華王院本堂風神像・雷神像（京都市東山区、国宝）
二十八部衆同様、千手観音の眷属で、高い岩座の上の雲に片膝ついて下界を見下ろすポーズであることから、もとは中尊の上方に配されていたものと推定される。やはり運慶2代目の慶派仏師たちの作と考えられ、13世紀前半の年代が想定される。いずれも寄木造で玉眼嵌入。風神は風袋を手にし、雷神は太鼓を背負い桴（ばち）を手にしている。眼を見開き、手を広げて暴れる陽気な風神と、眉をややひそめて少し内にこもるやや陰気な雷神とが対照的で、前者は朱で、後者は緑青で彩色されている。
雪蹊寺毘沙門天及び両脇侍立像（高知県高知市、重要文化財）
脇侍の吉祥天、善膩師童子とともに湛慶の作。ヒノキの寄木造で玉眼嵌入。右腕と左手首が失われているが、洗練された写実的手法を用いた寄木造で、穏やかな印象のうちにも力がこもる。
六波羅蜜寺空也上人像（京都市東山区、重要文化財）
運慶四男康勝の作で日本の肖像彫刻としては屈指の名作といわれる。寄木造で玉眼嵌入。六波羅蜜寺の創立者で「市聖」と称された平安時代の僧空也が念仏を唱えると、南無阿弥陀仏の音声が小さな仏に姿を変えたという伝承を表現している。左手に鹿の角のついた杖をもち、右手の撞木で胸にかけた鉦鼓をたたく歩き姿を描く。着衣が右肩からずり落ちたり、裾に皺を寄せるなどの細かい工夫が施されて情感に満ちた作品となっている。
東寺御影堂弘法大師坐像（京都市南区、国宝）
東寺における空海（弘法大師）の住房があったところと伝える西院御影堂北面の間に安置される。『東宝記』には、1233年（天福元年）、康勝によって造立されたとの記録がある。ヒノキ材の寄木造で玉眼嵌入。後世の弘法大師（空海）像の模範となった像である。

#### 鎌倉後期（1267-1333）
慶派の彫刻も後期にはいると、形式的表現が多くなり、過剰な説明や概念的誇張が顕著になって彫刻としての魅力が減退するが、そのなかで湛慶の後継者である康円は運慶直系の奈良仏師としての正統を伝える。なお、系譜関係が不明ながら1280年（弘安3年）の長谷寺本尊の再興に関係したとされる湛康や慶秀を康円以後の慶派正系にあてる見解がある。湛康の作品は九州地方に多く遺存し、そのことから慶派の活動範囲はいったん奈良に戻り、さらに、そこから地方へ波及したという動向がみてとれる。

### 慶派以外

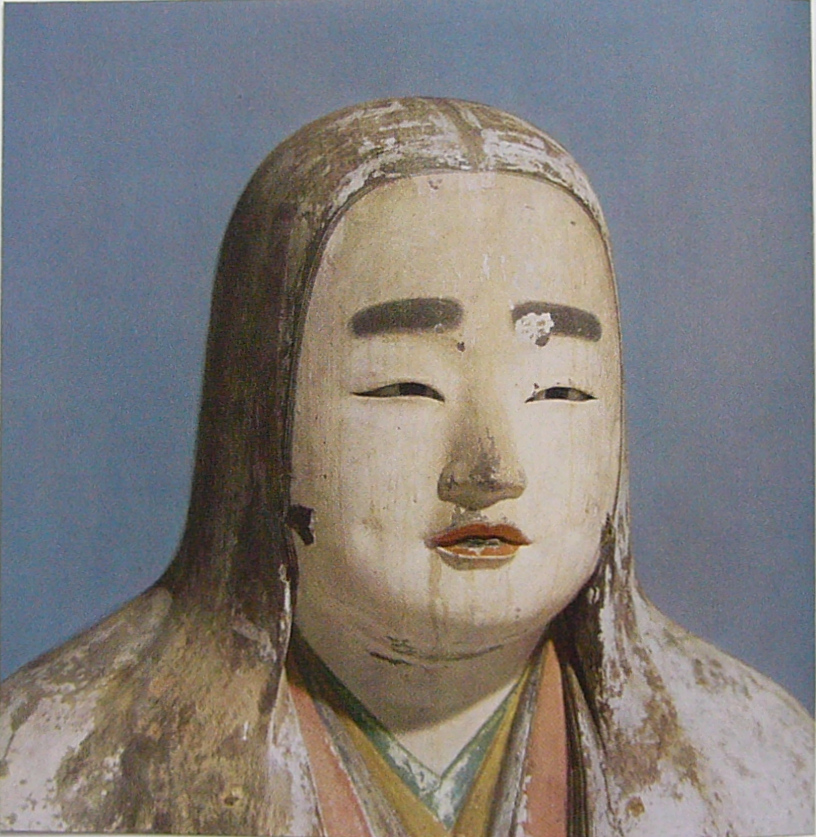
吉野水分神社玉依姫命像

高徳院阿弥陀如来像（鎌倉大仏）

吉野水分神社玉依姫命像（奈良県吉野郡吉野町、国宝）
女神像と称しながら、袿を着て、頬にはえくぼが刻まれ、黛をつけ、唇をかすかにひらいて鉄漿をつけた歯をみせており、当時の高貴な女性の姿を写した坐像と考えられる。像内に1251年（建長3年）の銘があり、寄木造の技法からみて仏像作家の手になるものと考えられ、慶派の可能性もある。
浄瑠璃寺吉祥天立像（京都府木津川市、重要文化財）
復古的な像の一例であり、入念な彩色は古風にみえるが、豊満な顔や手、衣服の写実的表現に鎌倉時代らしさを看取することができる。ヒノキ材の一木割矧造で截金も施される。制作年代は1212年（建暦2年）である。仏教尊像としての威厳と、現実の女性を思わせる官能美が調和した傑作として知られる。
伝香寺地蔵菩薩立像（奈良県奈良市、重要文化財）
寄木造で玉眼嵌入。像内納入の願文によれば83歳の妙法という尼が主となり、仏子貞隆、尼唯心とともに亡母の追善供養や来世の男子への転生祈願などさまざまな願いをこめて1228年（安貞2年）に造立された。寄木造で玉眼嵌入。作者は善派の善円。別名「裸地蔵」とも呼ばれる裸形着装像であり、ふだんは本物の袈裟が着せられる。着せ替え人形のように袈裟の交換を日々の慰みとしたことが考えられる。また、胎内に10センチメートルの十一面観音像や緑瑠璃製舎利壺に納めた2センチメートルの薬師如来像などの納入品が納められており、当時の多様な信仰の一端を示している。
高徳院阿弥陀如来像（神奈川県鎌倉市、国宝）
通称「鎌倉大仏」あるいは「長谷の大仏」として有名な像。『吾妻鏡』によれば1238年（暦仁元年）に僧浄光の勧進によって造仏が開始し、1243年（寛元元年）に供養があったとされるが、同時期に書かれた『東関紀行』ではこれを木仏と記している。大風などで倒壊したため銅造で再び造られたものと考えられ、それが『吾妻鏡』中の1252年（建長4年）に金銅八丈の釈迦如来の鋳造をはじめたという記事であろうと考えられる。完成年は不明だが、これが現在の大仏であり、完成当初は金箔が施されていた。初めは仏殿があったが1369年（応安2年）に倒壊し、以後、露仏となっている。素材は日宋貿易などで得た中国銭であったことが判明している。与謝野晶子が「美男におはす」と詠んだことでも知られる。
明月院上杉重房像（神奈川県鎌倉市、重要文化財）
前代までにはみられなかった武人の俗体像である。作者不詳ながら、人物の風貌を写実的に表現した木造彫刻の傑作とされる。上杉氏の祖上杉重房は鎌倉時代中期の人物で本姓は藤原氏、宗尊親王が幕府6代将軍に就任する際に近侍した。親王より丹波国上杉荘を賜ったことから上杉を称し、親王帰洛後も鎌倉幕府に仕えた。なお、武人の俗体像としてはこの像のほかに、建長寺の北条時頼像、東京国立博物館の伝源頼朝像、満昌寺の三浦義明像などがある。

#### 遊戯坐像
宋の影響を受けて鎌倉市を中心に製作され、滝見観音菩薩遊戯坐像（神奈川県、清雲寺）、水月観音菩薩遊戯坐像（神奈川県、東慶寺）、観音菩薩遊戯坐像（静岡県、北条寺）、観音菩薩遊戯坐像（神奈川県、禅居院）、聖観音菩薩遊戯坐像（静岡県、乗光寺）、聖観音菩薩遊戯坐像（愛媛県、等妙寺）などが残る。

## 絵画
絵画では、前代につづいて絵巻物がさかんにつくられ、写実的性格の強い肖像画があらわれた。絵巻物のなかにも伝記物が登場し、肖像彫刻の隆盛と合わせ、この時代の個人および個性に対する強い関心がうかがえる。

### 絵巻物
院政期につづいて、絵巻物がさかんにつくられ、全盛期をむかえた。戦乱や武士の生活に題材をとったものがあらわれ、寺社の縁起や高僧の伝記、仏教説話などを題材としたものも多く描かれた。後者は、民衆に教えを広めるためにさかんに制作されたもので、社寺への報恩の意味で奉納されたものも多かった。

#### 合戦絵

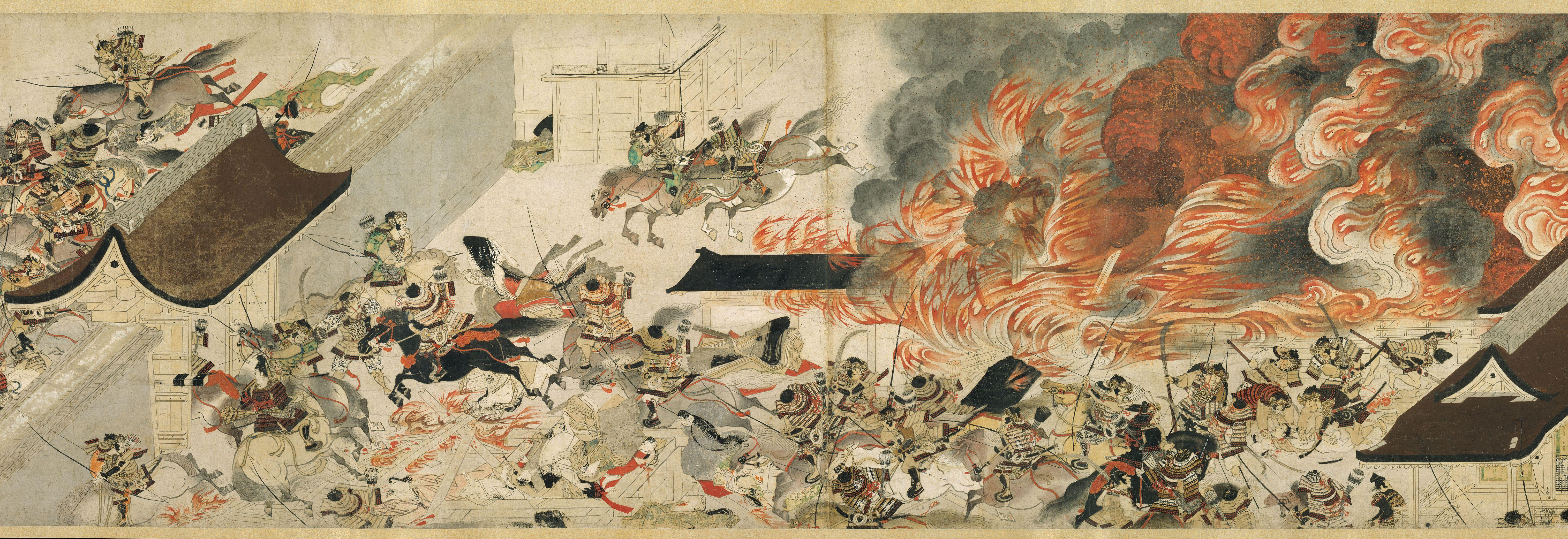
「平治物語絵巻」三条殿夜討巻（ボストン美術館）

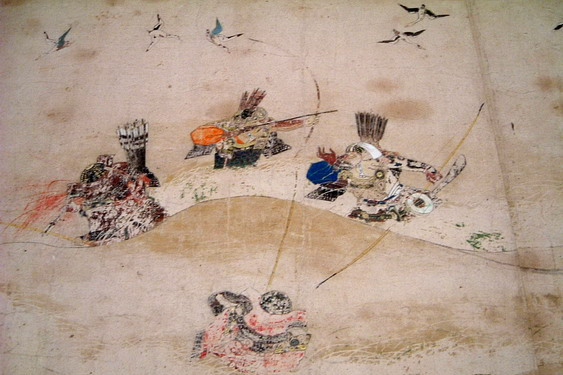
「後三年合戦絵巻」雁行の乱れ

平治物語絵巻
平治の乱を描写した合戦物で鎌倉中期（13世紀）の制作である。紙本著色。藤原信頼・源義朝による「三条殿夜討」の場面がとくに有名。六波羅行幸巻1巻（東京国立博物館所蔵本）は国宝に指定されている。他に静嘉堂文庫本、米国ボストン美術館所蔵本等がある。この時代の大和絵正系に属する作者による合戦物の最高峰と評される。
蒙古襲来絵詞
元寇のようすを描いたもので、肥後国の武士竹崎季長が子孫に自分の活躍を伝えるために描かせたもの。当時の武士気質と戦闘の実際を伝える貴重な絵画資料ともなっており、土佐長隆の筆と伝わる。私的な事項についてみずから絵巻にして記録した事例は他に類例をみない。三の丸尚蔵館蔵。
前九年合戦絵詞
『陸奥話記』を先行文献として前九年の役の経緯をあらわしたもので、現在は千葉県佐倉市の国立歴史民俗博物館に所蔵されている。重要文化財。
後三年合戦絵巻
後白河法皇による4巻本と玄恵による6巻本があるが、後者は1347年（貞和3年）に飛騨守惟久によって描かれたものと伝わる。後三年の役において出羽清原氏の内紛に介入した源義家を描く。殺戮の場面が生々しくあまりに残虐なため、宗教的意図の介在も指摘される。東京国立博物館所蔵。重要文化財。

#### 社寺縁起絵

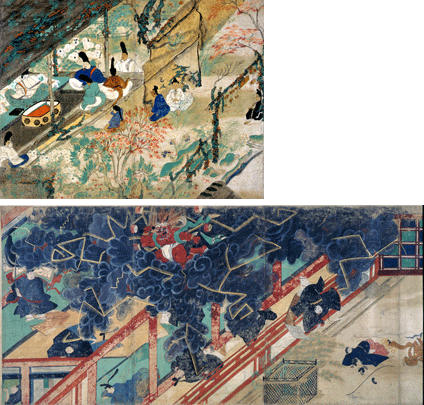
「北野天神縁起絵巻」

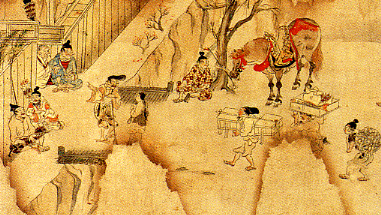
「粉河寺縁起絵巻」

北野天神縁起絵巻（承久本）
藤原信実の作と伝わる縁起絵。13世紀初めの成立で全8巻。菅原道真の伝記と、道真の大宰府での憤死ののち、さまざまな祟りがあったので道真の御霊をなぐさめるために北野天満宮を建てたという由来と霊験を描く。天神信仰のひろまりとともに数多くの異本がつくられた。「根本縁起」とも称される承久本（北野天満宮蔵）は国宝。
春日権現験記絵巻
高階隆兼作の縁起物で鎌倉時代末期の成立。藤原氏の氏神である春日明神の霊験を描いている。全20巻。細密な風俗描写や色彩にすぐれ、現実と交錯する神秘の世界が美しく描かれる。鎌倉時代の絵巻物を代表する力作とされる。三の丸尚蔵館蔵。
石山寺縁起絵巻
石山寺蔵。重要文化財。高階隆兼の筆と伝わる。観音霊場として名高い近江国石山寺の由来、霊験を描いた縁起絵で大和絵の代表といわれる。7巻33段のうち鎌倉時代の作品は巻一・二・三の3巻のみである。
粉河寺縁起絵巻
作者不明の縁起絵。粉河寺蔵。国宝。西国三十三所の三番札所である紀伊国粉河寺の千手観音に関する2つの説話を描いている。彩色は淡く、素朴ななかに古雅な味わいを有すると評される。

#### 高僧伝絵

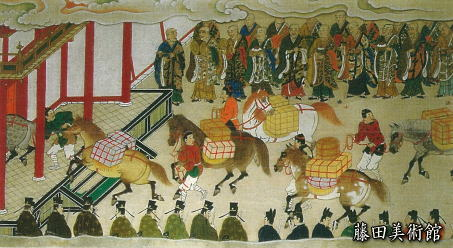
玄奘三蔵絵

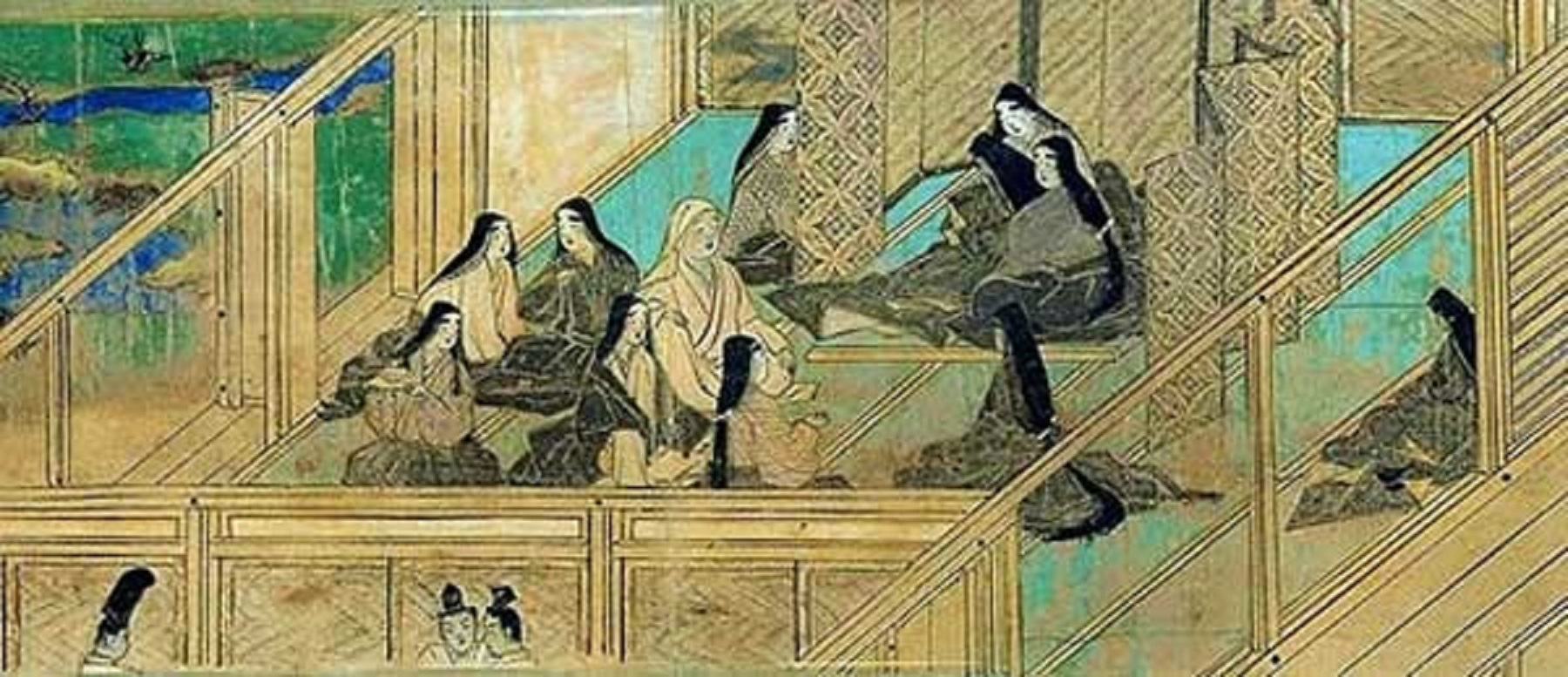
法然上人絵伝
土佐吉光らの筆と伝わる。勅命でつくられた法然の伝記で、詞書を伏見天皇らが記している。現存のものは、14世紀に集大成して完成したもので全48巻、全長531メートルにおよぶ現存最長の絵巻物である。知恩院蔵。国宝。
一遍聖絵（一遍上人絵伝）
円伊を主催者として複数の手になる伝記物である。時宗の開祖一遍が全国を遊行し布教するようすを描く。四季折々の詩情あふれる自然の景観が見事で、当時の市場のようすなども描かれ、庶民の生活ぶりを知ることができる。1299年（永仁7年）制作。清浄光寺蔵。国宝。
西行物語絵巻
院（鳥羽上皇）の北面武士であった佐藤義清（西行）が23歳で突如出家し、遁世したのちの漂泊を描いた伝記物。その旅を描いた絵巻は、勧進の世紀を象徴している。文化庁保管。重要文化財。
鑑真和上東征絵伝
失明をのりこえ日本に戒律を伝えた唐僧鑑真の伝記絵巻。絵や詞書は、東国の人びとの手によるものであり、かれらと関連の深かった鎌倉極楽寺の忍性によって唐招提寺にもたらされた。唐招提寺蔵。重要文化財。
玄奘三蔵絵
唐の高僧玄奘を描いた絵巻物。12巻よりなる。構図や描法が『春日権現験記絵巻』に似ているところから、筆者は高階隆兼と伝承される。藤田美術館蔵。国宝。

#### その他

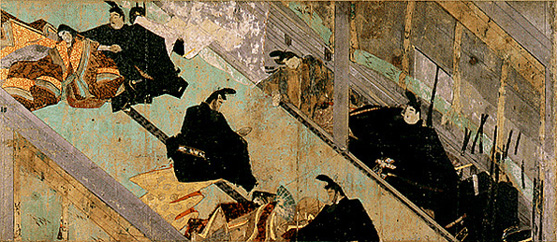
「紫式部日記絵巻」

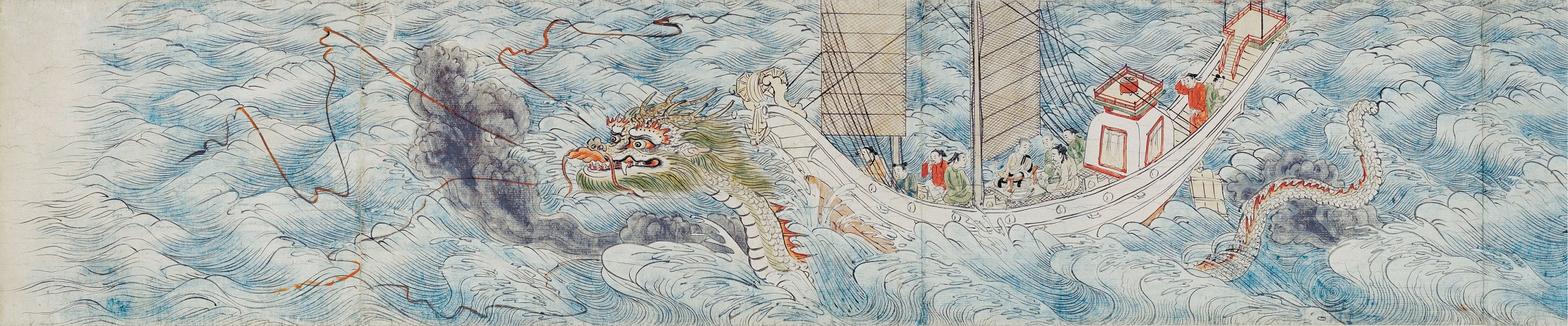
「華厳宗祖師絵伝」

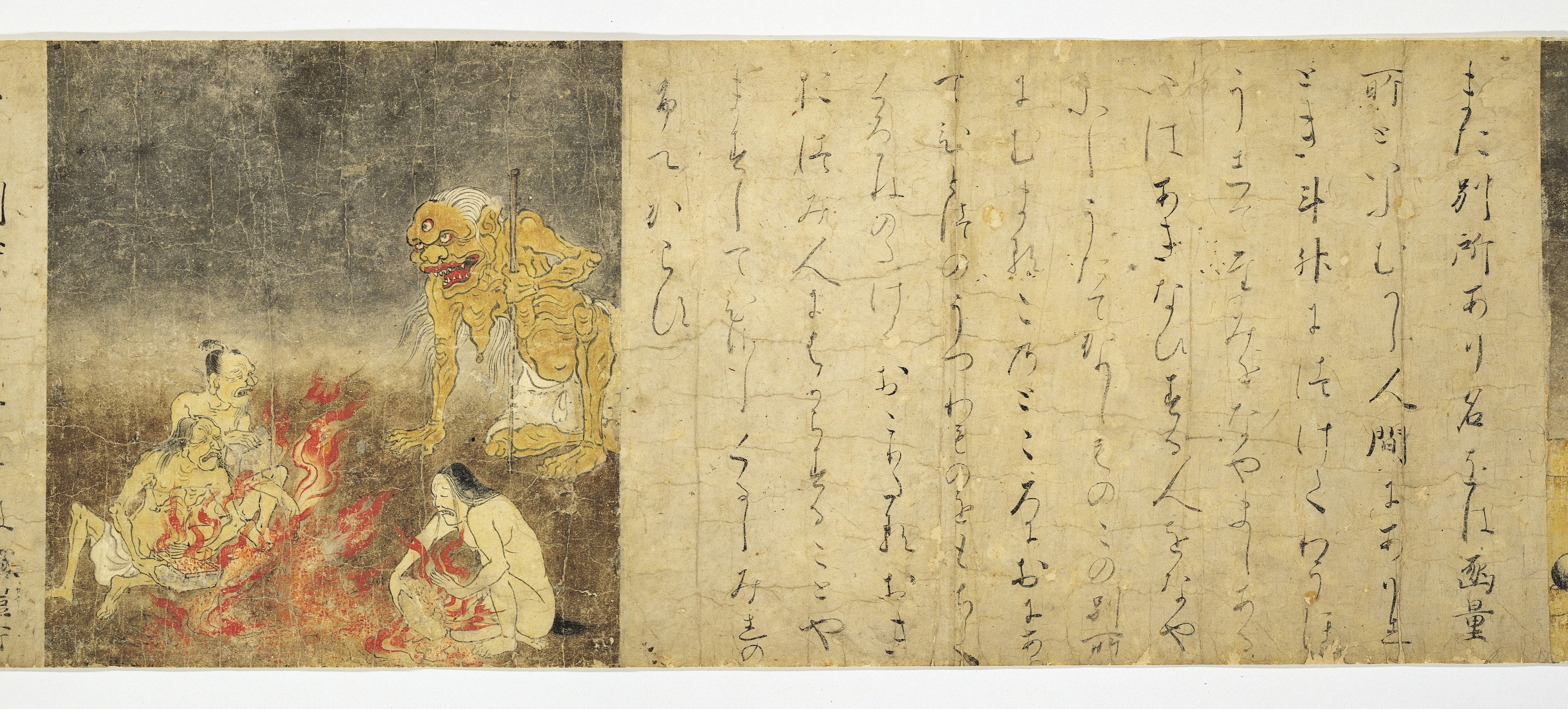
「地獄草紙」

紫式部日記絵巻
絵は藤原信実筆、詞は九条良経書と伝わる。『紫式部日記』の抜粋に絵を付したものである。五島美術館本、藤田美術館本（以上国宝）ほか諸家分蔵。
男衾三郎絵巻
土佐隆相の筆と伝わる。武蔵国の武士、吉見二郎と男衾三郎兄弟の物語。武家社会における継子いじめと観音利生がテーマになっている。騎射に打ち込む姿など当時の東国武士の生活をいきいきと伝える。東京国立博物館蔵。重要文化財。
華厳宗祖師絵伝（華厳縁起）
紙本著色。高山寺蔵。国宝。全7巻。巻第二に元亀元年（1570年）の裏書がある。新羅の華厳宗祖師の元暁と義湘の伝記を絵巻としたもの。色彩はやや淡泊であるが、描線は自由闊達である。作者は、元暁絵については成忍、義湘絵については詫間俊賀という見方がある。
白描絵料紙墨書金光明経
巻第三が京都国立博物館に所蔵されている（国宝）。「建久三年四月書写」の奥書がある。「白描」（はくびょう）は、肥痩のない墨線のみで描いた絵画。源氏物語に取材した画題を大和絵の手法により白描で描いた料紙の上に金光明経を書写した装飾経である。
このほか、六道絵もさかんに描かれた。六道とは因果応報により転生する天上界、人間界、修羅界、畜生界、餓鬼界、地獄界の六界のこと。六道絵は聖衆来迎寺本のような掛幅本のほか地獄草紙、病草紙、餓鬼草紙など絵巻物のかたちでもあらわれた（→詳細は院政期文化#絵巻物を参照）。

### 仏教絵画

阿弥陀二十五菩薩来迎図（知恩院蔵）

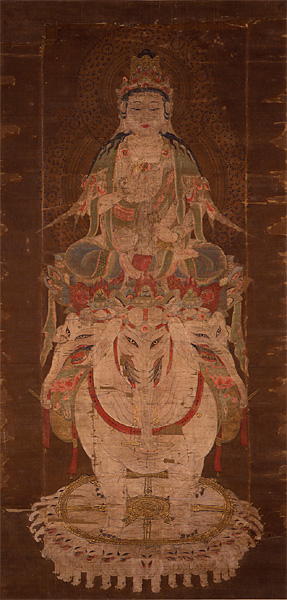
普賢延命像（松尾寺蔵）

絵巻物と比較してより公開性のある絵画として、阿弥陀来迎図、仏伝図、法華経曼荼羅、六道絵、十王図など、大画面の経典関係の説話画も多数描かれた。鎌倉時代の仏画の特色としては、儀軌にとらわれない自由な発想と写実的な表現が掲げられる。また、日本古来の神々を描いた垂迹画がこの時代にあらわれ、純日本的な宗教画として独自の位置をしめた。
文殊渡海図
京都市伏見区醍醐寺蔵。絹本著色。国宝。1幅。獅子に坐した文殊菩薩が、雲に乗って善財童子ら4者をともないながら水面上空を飛翔するようすが描かれている。鎌倉時代前半期の作とされる。
閻魔天像
醍醐寺蔵。絹本著色。国宝。1幅。冥界の王として知られる閻魔であるが、密教においては十二天の一尊焔摩天として、あるいは、安産や延命を祈願する閻魔天法の本尊として知られる。宋画の影響を受け、牛に乗って手に人頭幢をもった優美な姿に温厚な顔で描かれる。
仏眼仏母像
京都市栂尾の高山寺蔵。明恵上人高弁の初名である「成弁」による賛文がある。絹本著色。国宝。1幅。仏眼仏母は三世諸仏の母とされ、この絵は、仏眼仏母が白身に白衲衣を身につけ、白い蓮の上に坐した清新な図で、高弁の念持仏であった。
普賢延命像
松尾寺（京都府舞鶴市）蔵。絹本著色。国宝。1幅。白象のうえに結跏趺坐した普賢菩薩を正面から描いている。淡い色彩は宋の絵画を手本にしたといわれる。
訶梨帝母像
醍醐寺蔵。絹本著色。国宝。1幅。この絵は、訶梨帝母（鬼子母神）が、半跏のスタイルですわりながら、右手には柘榴をもち、赤子を左手に抱いたすがたで描かれる。服飾は中国風で彩色も抑制されているところから宋画の強い影響がみてとれる。
達磨図
山梨県甲州市の臨済宗向嶽寺蔵。絹本著色。国宝。1幅。1260年代の制作で、禅宗の祖とされる達磨を描いている。蘭渓道隆による賛詞が記されている。

### 肖像画
大和絵の手法で実際の人物を写実的に描写した肖像画を似絵とよび、藤原隆信・信実父子らによる、軽快な線描の個性的な一連の名品がある。いっぽう、禅僧が崇拝する師僧の肖像をえがいた頂相は、宋画の強い影響を受けている。

#### 似絵

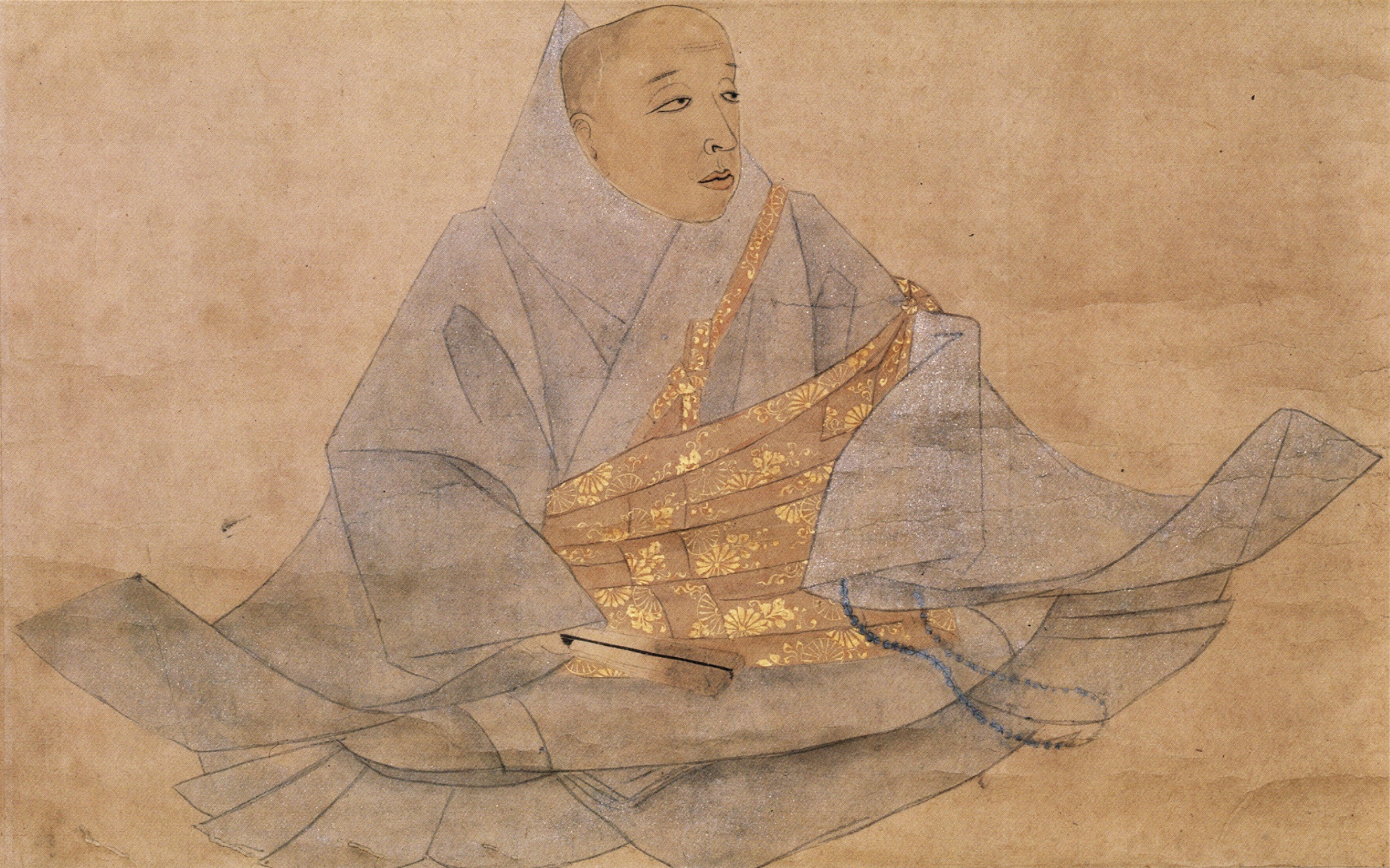
花園天皇影

神護寺三像のひとつ伝源頼朝像

後鳥羽上皇像
藤原隆信の子藤原信実が描いたと伝わる後鳥羽上皇の肖像である。水無瀬神宮（大阪府島本町）所蔵で1221年の制作と考えられる。国宝。
花園天皇像
豪信（藤原豪信）の筆によるもので、文人としても知られた花園天皇を描いた作であるが、面貌に個性的な表現がみられる。暦応元年（1338年）の宸翰記文がある。長福寺（京都市）蔵。
伝源頼朝像・伝平重盛像・伝藤原光能像
藤原隆信の筆と伝承されてきた似絵の最高傑作で、特に伝源頼朝像・伝平重盛像の端正さは有名である。京都北郊の神護寺に伝わることから「神護寺三像」とも総称される。今日、美術史の立場から、康永四年（1345年）の足利直義願文を根拠に伝源頼朝像・伝平重盛像・伝藤原光能像はそれぞれ足利直義、足利尊氏、足利義詮の3名を描いたものであるとの新説が有力となっている。3像とも国宝に指定されている。
親鸞上人像
藤原信実の子、専阿弥陀仏が描いたもので、親鸞自身が驚くほど似ていたといわれる。そのため、この絵は「鏡の御影」と称された。
北条実時像・北条顕時像・金沢貞顕像・金沢貞将像
いずれも称名寺所蔵で絹本著色。「四将像」の名で伝世した肖像画として、文化史的にも価値が高い。画像の製作時期はいずれも像主の生存年代に近い。4像とも国宝である。附（つけたり）指定された顕弁像は貞顕の兄に当たり、鶴岡八幡宮の別当として僧正となった人物である。

#### 頂相

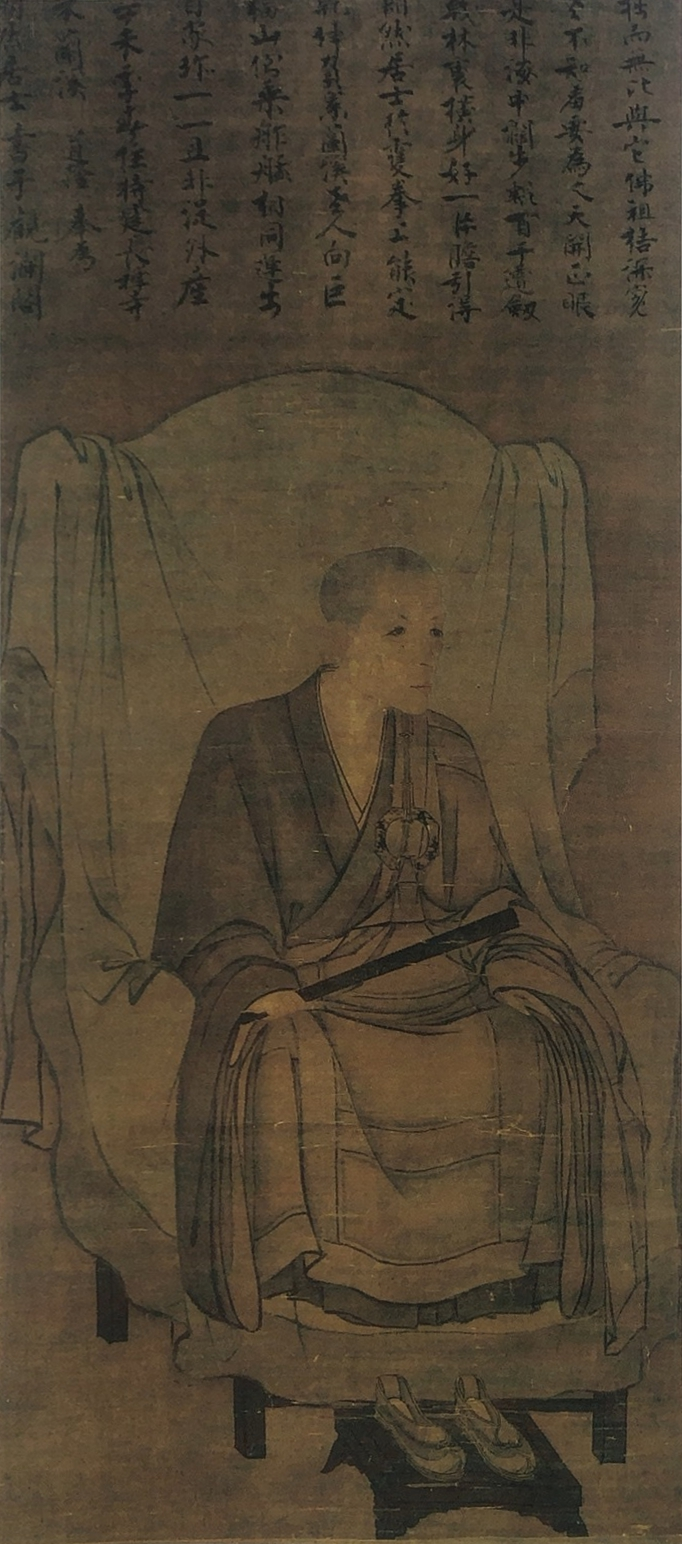
頂相「蘭渓道隆像」

頂相は禅宗の僧の肖像画で、多くの場合、師僧から弟子へ付法の証として与えたものである。宋代画像の影響を受け、似絵とは異なる筆致ながら、個性をよくとらえて写実を尊ぶ画風がうかがわれ、やはり名品が多い。
蘭渓道隆像
鎌倉建長寺蔵。曲彔（きょくろく）と呼ばれる椅子に座った南宋からの渡来僧蘭渓道隆の全身を描いた頂相の代表作。頂相上部に1271年（文永8年）の自賛があり、蘭渓が「朗然居士」なる人物にあたえた絵であることが知られる。絹本淡彩。国宝に指定されている。

#### その他
明恵上人樹上坐禅図
成忍の筆による肖像画で、明恵上人（高弁）が松の樹上で自然と一体になって坐禅修行しているようすが描かれている。高山寺蔵。国宝。

## 工芸
工芸の面では、武士の成長とともに武具の製作がおおいにさかんとなった。陶磁器・漆器などの面でも新傾向がみられる。

### 染織工
伝世された遺品は必ずしも多くないが、東京国立博物館の鎧直垂の錦、東寺の舞楽用具の錦などによって、この時代の力強い作風がうかがうことができる。全体的に伝統的な技術に則っていたが、鎧の威（おどし）や染皮（そめかわ）においては新しい技術・技法の発達がみられた。なかでも、鎌倉時代初期につくられた大山祗神社（愛媛県今治市）の赤糸威は優品として著名である。この時代の武士は、合戦で目立つ赤色をことのほか好んだ。

### 甲冑・刀剣
甲冑では京都に住んだ明珍が名高く、鎌倉時代のはじめごろに初代が朝廷より明珍の号を賜り、以後代々この号を称したため、この流れを汲むものを明珍派（または明珍家）と呼んでいる。甲冑はまた鎌倉時代後期になると戦勝祈願のために神社に奉納する慣習が定着したため、いっそう装飾性を強め、鎌倉末期の制作になる青森県八戸市の櫛引八幡宮および奈良市春日大社の赤糸威鎧はいずれも国宝に指定されている。
刀剣は、山城、大和、相模、備前、備中などの諸国の鍛冶がそれぞれに地鉄や刃文に特色のある作品をつくった。山城の来派（らいは）、備前の長船派（おさふねは）・福岡一文字、備中の青江派などは多くの著名刀工を輩出している。個別の刀工としては備前長船の光忠、長光、京都の藤四郎吉光（粟田口吉光）、鎌倉の正宗、景光などが著名で、多くの名品を残した。これら刀剣は、日宋貿易での重要な輸出品でもあった。

### 陶磁器
尾張国猿投窯では、すでに5世紀頃から須恵器が生産され、平安時代前期（9世紀）には中国の越州窯青磁を範とした施釉陶器（瓷器：灰釉陶器・緑釉陶器）が焼造されていた。しかし、平安時代中期以降、律令制の崩壊とともに猿投窯はその製品を支配者層向けから一般庶民層向けの大量生産品へと転換させていった。それに応じ、施釉陶に代わって実用的な無釉の碗皿（山茶碗）が大量生産されるようになるが、こうした動きは12世紀に本格化し、中世全体を通じて展開される。山茶碗窯の分布は、伊勢の亀山周辺、駿河の藤枝周辺、飛騨の高山周辺におよぶ広大なものである。これら猿投窯系の山茶碗窯のなかから常滑焼と渥美焼があらわれ、無釉または自然釉（窯の中で自然に灰が降りかかって釉薬となったもの）の壺、擂鉢、甕などの日常雑器が生産された。
一方、猿投窯の流れをくむ尾張の瀬戸窯では、宋や元の舶来陶磁器の強い影響を受けながら、13世紀から施釉陶器の生産が発展した（古瀬戸様式）。瀬戸の施釉陶は、道元とともに入宋した加藤藤四郎景正が、宋の製陶法を学んで帰国したのち創始したものという言い伝えが残るが、こんにちでは、その伝承には裏づけがないとされている。ただし、古瀬戸焼の製品には器形などに宋・元の製品の強い影響がみてとれることも確かである。古瀬戸は中世の日本で唯一の人工的に施釉した陶器として珍重された。器種は中国白磁を模した梅瓶、四耳壺、水注が多くつくられ、経筒などの仏器もあり、前代に比較して器種の増加が著しい。釉薬は当初灰釉が用いられ、後に精製した灰釉で黄色に発色した黄釉、鉄分を混入して飴色に発色した飴釉、天目釉などが用いられた。
12世紀から13世紀にかけては、常滑窯系列から常滑焼、信楽焼、丹波焼、越前焼など全国を流通先とする地方窯(じかたよう)がつぎつぎに生まれ、それに前述の瀬戸焼と須恵器系の備前焼とを加えて、世にいう「六古窯」の名称が後世生まれた。「六古窯」という用語は小山富士夫が昭和30年代に使用し始めたものである。その後の研究の進展により、中世の日本には「六古窯」以外にも多数の窯場が存在したことが判明しているが、中世から今日まで製陶が継承される窯の代表的なものが「六古窯」であるといえる。当時広く流通したものの今日では廃れた地方窯もまた数多い。これら陶器は日本列島に広く流通し、京都・鎌倉をはじめとして、各地の湊や宿などの都市遺跡から出土している。
日本において磁器が製造されるのは近世以降のことで、中世においては青磁・白磁・青白磁などいずれも宋・元および高麗からの輸入品であり、もっぱら上層階級により珍重された。院政期から鎌倉時代の前半では白磁が多くの遺跡より出土するのに対し、鎌倉時代中期以降はとくに龍泉窯（中国浙江省竜泉市）の青磁が重んじられた。なお、古代の土師器の流れを汲む素焼きの土器は「かわらけ」と称されて祭祀を目的として大量に使用された。1回限りの使用ですぐに廃棄されるという独特の使用がなされたため、中世の遺跡からは大量のかわらけが確認される。

### 漆器・漆製品
漆器は、前代にくらべて器形が端正になり、文様も従来の象徴的な自然描写から写実的な絵画表現へと変化した。また、歌絵、葦手絵にならった意匠も用いられた。技法としては、平蒔絵、高蒔絵も出現した。
鎌倉時代前葉では、畠山記念館所蔵の蝶文手箱、出雲大社秋野蒔絵螺鈿箱、輪王寺蒔絵手箱、中葉では、鶴岡八幡宮籬菊文硯箱、サントリー美術館浮線綾文手箱、後葉では三嶋大社梅文蒔絵櫛笥、大倉集古館の扇散文蒔絵手箱などがある。
なお、この時代の螺鈿技術の進展も著しく、ことに、螺鈿のみで巧妙に絵画的模様を示した永青文庫所蔵の時雨鞍は、その妙技を示す逸品として名高い。

### 金工
鎌倉時代の金工品として知られているのが、安芸国厳島神社（広島県廿日市市）の密教法具および近江国神照寺（滋賀県長浜市）の透彫金銀鍍華籠である。また、三嶋大社の手箱（梅文蒔絵櫛笥）には数種におよぶ美麗な和鏡が内容品として納められている。
舎利信仰の高まりとともに多くの舎利塔が造られたが、なかでも透かし彫りの美麗さで知られるのが西大寺（奈良市）の金銅透彫舎利塔である。梵鐘には鋳物師物部重光による建長寺鐘、同じく物部国光による円覚寺鐘があり、鎌倉時代の二大梵鐘となっている。それぞれ建長七年（1255年）、正応三年（1290年）の紀年銘が刻されている。

## 書道
書道では、平安時代に藤原行成が創始した世尊寺流はしだいに公家社会で衰え、かわって宋・元の書風が伝えられたのを受けて鎌倉時代末に伏見天皇の第6皇子で京都青蓮院 の尊円入道親王 が青蓮院流をひらいた。青蓮院流は、和様（世尊寺流）をもとに宋（とくに南宋の張即之）の書風をとり入れたもので、江戸時代には朝廷・幕府・諸藩の公文書に採用され、御家流と称された。庶民間でもひろく普及し、習字の手本などにもなっている。有名な『鷹巣帖』は、同じ持明院統で兄後伏見天皇の孫にあたる後光厳天皇のために、尊円が漢字と仮名で詩歌を一巻に書きついだものである。

## 学術

### 古典研究
鎌倉時代に入ると、日本の古典研究（和学）が顧みられるようになった。日本書紀の民間初の注釈書である卜部兼方の『釈日本紀』のほか、鎌倉の僧仙覚が万葉集の諸本を校訂して注釈書『万葉集註釈』（別名『仙覚抄』）を著し、源氏物語の研究では、源光行・源親行父子が『水原抄』を著して注釈を加えた。

### 歴史研究

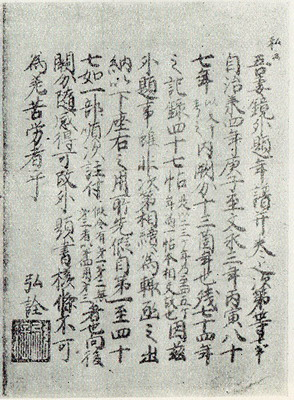
『吾妻鏡』（吉川本）右田弘詮による序文

執権政治のもとでの合議制への参加や成文の法典などを定めるようになった鎌倉武士たちも、ようやく内外の文化や学問への関心をいだくようになり、幕府の歴史を編年体でしるした歴史書『吾妻鏡』が編纂された。執権北条時頼の命令によって書かれた公的日記であり、全52巻、頼朝挙兵から1266年（文永3年）までを記述している。鎌倉時代の政治史を知る上での根本史料となっている。
鎌倉時代の史論書として名高いのが、天台座主で九条兼実の弟、また『新古今和歌集』の歌人でもあった慈円の『愚管抄』である。転換期の世相を深い思索をもとに記しており、歴史をつらぬく原理をさぐり、「道理」による歴史解釈をこころみた。『愚管抄』は、一貫して慈円自身が歴史の瞬間に我が身を置き、歴史を追体験するかたちで叙述されており、人間の理解やはからいを超越した歴史の不思議が歴史を動かす力ともなっていること、あるいは、歴史が動くときの軸ともなっていることを「道理」の語で表現しようとしている、との指摘がある。そして、公家社会の人びとにはどうしても理解できない「武者ノ世」の出現を、道理のしからしむるところと考え、幕府との協調を説こうとした。この著は、承久の乱の直前に後鳥羽上皇の挙兵を知って記されたもので、慈円はこの挙兵を道理に合わないとしてひとつの思想的立場から批判したのであり、また、現実の政治論としての意味ももっていた。
上述の日本書紀の注釈書『釈日本紀』のほか歴史への関心は仏教史におよび、日本最初の仏教史として臨済宗の僧侶虎関師錬によって『元亨釈書』が著述された。

### 有職故実
貴族のあいだでは、過ぎ去った古きよき時代への懐古と尊重から、朝廷や公家の儀式・先例を研究する有職故実の学がさかんとなった。代表的なものに、順徳天皇の『禁秘抄』や後鳥羽上皇の『世俗浅深秘抄』がある。

## 文学・文芸
鎌倉時代の文学は、軍記物の隆盛など武家の成長をあらわす新しい傾向とともに、公家がそれに対抗して伝統に傾斜してその集大成を指向する傾向が強く、すぐれた和歌集があらわれた。また、転変する時代の移りかわりを冷静に受けとめて思索し、それを書きとめた人びともいた。
この時代の文学の特徴に無常観がある。『平家物語』冒頭の「諸行無常」は有名であるが、無常観にもとづいて人生を観照しようという態度ですぐれた随筆や評論があらわれた。鴨長明の随筆『方丈記』が代表的であるが、武士出身の西行が諸国を遍歴して詠んだ歌を集めた『山家集』もその所産といえる。卜部兼好『徒然草』にも無常観はみられるが、長明よりも兼好の方が現世に対する距離が近い。上述した慈円の『愚管抄』も、歴史の移りかわりに無常をみて、その転変の原因などについて思索した著作である。
隠棲した人びとの手になるものに優れた作が多いのも、この時代の特徴である。公家の手になるものの多くが創造性や現実主義・写実性を欠き、文学上の新展開を主導できなかったのに対し、隠者は、より自由な立場にあって、客観的な批判精神によって新興階級たる武士の台頭の意味に一定の認識をなし得たことが、その理由として考えられる。

### 物語文学

#### 擬古物語
鎌倉時代に入ってからも、王朝文化をなつかしむ思いから多くの物語がつくられた。前代の物語文学の伝統を受けつぐものとしては擬古物語がある。『源氏物語』など王朝時代の古い物語に擬して作る物語の意で、多数の作品があり、藤原定家作と思われる『松浦宮物語』、平安時代の『落窪物語』の系譜をひく継子いじめの物語『住吉物語』、『とりかへばや物語』を改作した『今とりかへばや』、また、『石清水物語』、『海人の刈藻（あまのかるも）』などが知られる。評論の嚆矢をなす後述の『無名草子』には多数の作品名が記されているが、散逸したものが多く、現存するものは少ない。一方では、激動する社会と武士の台頭を反映して軍記物語や歴史物語も多くつくられた。鎌倉時代末期になると、擬古物語は衰えをみせる。

#### 軍記物
この時代の文学の特色を示すものに軍記物がある。いずれも漢語や仏語、俗語とくに武士ことばをまじえた力強く簡潔な和漢混淆文でつづられた。従来の漢文体の合戦記では表現できない躍動性が発揮され、実際の武士の活躍ぶりが描かれている。
本格的な軍記物のさきがけをなすものとして、保元の乱を題材とする『保元物語』、平治の乱を描いた『平治物語』が知られる。ともに成立年代は不明だが、『平家物語』に先だって成立したと考えられ、前者は鎮西八郎源為朝を、後者は悪源太源義平を主人公とし、両乱を題材としながらも主人公の悲壮な武運を描いている。

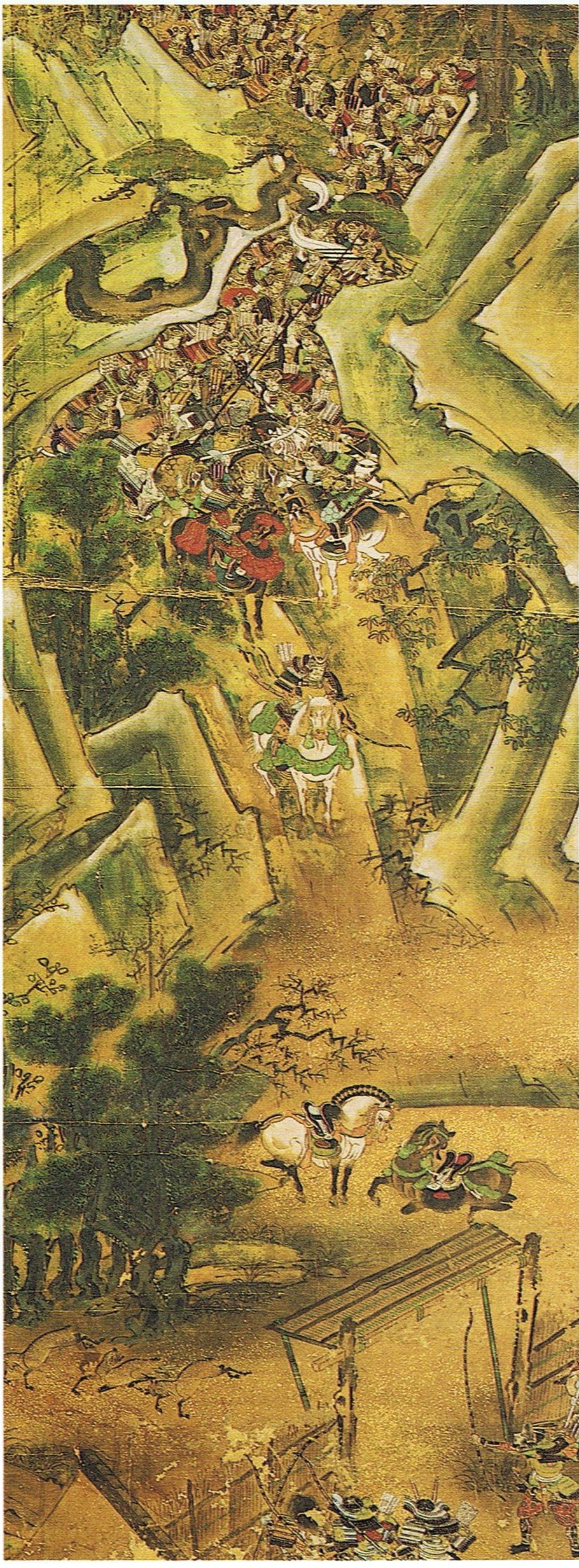
一ノ谷の戦い（『源平合戦絵図』より）

軍記物のなかでもとくに傑作とされるのが、治承・寿永の乱を中心に平氏の興亡をテーマとした『平家物語』である。『徒然草』では、作者を遁世して慈円のもとにいた信濃前司行長としており、それを東国出身の盲目の僧生仏に語らせたのが始まりであると伝えているが、その内容からは複数の作者の介在が想定され、異本も多い。優れた文学というだけでなく、盲目の琵琶法師によって平曲（平家琵琶）として語り広められて、文字の読めない人びとにも親しまれた。琵琶法師は、平安時代のころから琵琶をかきならしながら叙事詩を語って活躍していたが、楽器の伴奏にあわせて物語に節をつけて語る「語りもの」は、新仏教の形成とともにこの時代を特色づける新しい傾向である。
『平家物語』は、全編を「盛者必衰」の無常観によりながら平清盛・木曽義仲ら個性的な武士像や運命に翻弄される女たちの悲哀などを和漢混淆文によって描いており、合戦場面のきびきびとした簡潔な文体、女性の哀話における叙情的な和文体など多様な文体が駆使されている。一族の運命をみずからの運命として受容し、いさぎよく最後まで戦い抜いた武士たちを生き生きと描ききったところにこの物語の魅力があり、また、「祇園精舎の鐘の声…」ではじまる韻律的な書き出しは特に有名である。
後続する『源平盛衰記』は『平家物語』読み本系の写本中の一異本と考えられ、異説・異伝も載せるなど一種の史書としての体裁をとっている。他に戦乱に取材したものとしては1221年（承久3年）に後鳥羽上皇が討幕の兵をあげた承久の乱を描いた『承久記』がある。なお、そのころに著述されたと思われる『平家物語』巻十二「六代被斬」では、「承久に御謀反おこさせ給ひて」という一節がある。

#### 歴史物語
平安時代の『大鏡』『今鏡』を受けて『水鏡』が著されている。いわゆる「四鏡」の第三にあたるが、叙述の対象となっているのは『大鏡』より前の神武天皇から仁明天皇の治世54代の事績である。筆者は、平氏一門と親しく、頼朝や院ともかかわりをもった公家の中山忠親である。長谷寺に参籠した老女がその夜に出会った修験者の語った不思議な体験を書き記したという体裁を採用している。史実は『扶桑略記』をもとに編年体で叙述されており、仏教思想の影響が強いとされる。

### 説話文学
説話文学では、院政期文化のあとをうけて、多くの説話集がつくられた。文芸性豊かで『今昔物語集』の続編にあたる編者不明の『宇治拾遺物語』、承久の乱後、橘成季が古来の伝説を集めた『古今著聞集』はいずれも世俗的興味の多い説話集である。『宇治拾遺物語』は196段中80段余りが『今昔物語集』と重複する。庶民の生活にふれた新鮮でユーモアに満ちた伝説や童話などを多くふくむ。また年少者への教訓書で儒教の影響がみられる『十訓抄』、源顕兼の『古事談』がある。仏教説話では禅僧無住が弘安の役前後に著した『沙石集』、平康頼の『宝物集』、鴨長明著ともいわれる『発心集』、西行の漂泊に仮託された編者不明の『撰集抄』、それに影響を受けた僧慶政作とみられる『閑居友』などがあり、いずれも世人を教化して菩提心をおこさせようという意図をともなっている。
このなかで『沙石集』は125段の短編説話が仏教原理をまじえて説かれたものであるが、鎌倉に生まれ尾張国木賀崎（名古屋市東区）の長母寺に遁世したという無住自身が諸国を遍歴したため、実際にかれが見聞したものも多く、民間の挿話や伝説、童話のほか連歌の作例などのほか、なかには当時の僧侶の生活をありのままに記したものもあり、当時の庶民の生活や思想も知られる貴重な歴史資料となっている。

### 随筆

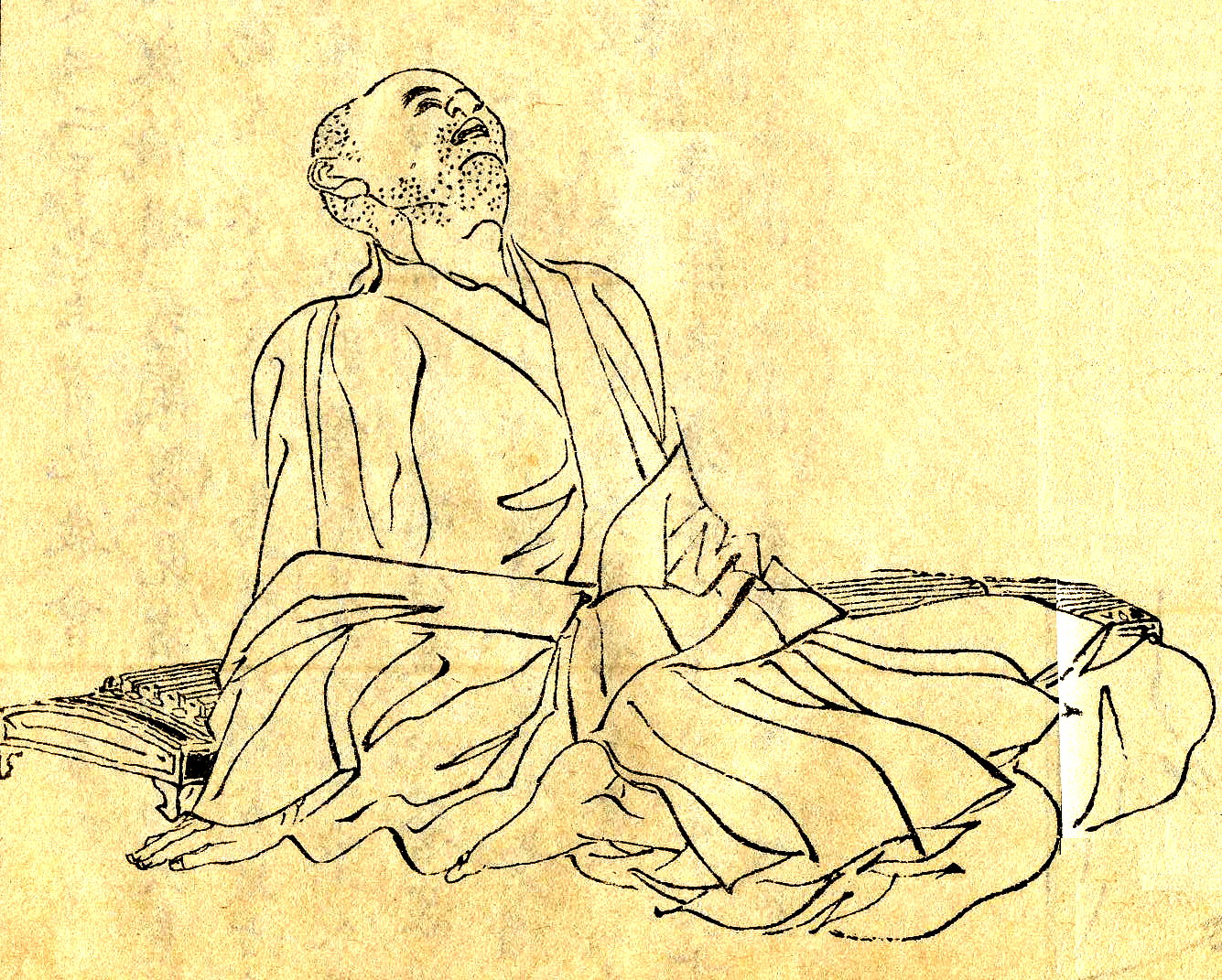
鴨長明（菊池容斎画、明治時代）

時代の流れを冷静に受けとめ、それを随筆として書きとめた人びともいた。「行く川のながれは絶えずして、しかも本の水にあらず。よどみに浮ぶうたかたは、かつ消えかつ結びて久しくとゞまることなし」の名文で知られる鴨長明の『方丈記』は、人間も社会も転変してすべてはむなしいと説いた。最晩年に日野山（京都市伏見区）の奥に一丈四方の草庵を営み、「世の不思議」と人とのかかわりを思索するなかで、長明は「方丈」という自らが占める栖という空間の意味を見いだし、そこに自身のすべての思いを託した。また、長明はわびしい生活を送りながらも信仰一途に生きた求道者でもなかった。保元以来度重なる兵乱と諸勢力の消長、福原遷都や数々の飢饉を経験した長明は、すべてを泡沫のごときものとしてあきらめるいっぽう、逃避と否定の生活に安住しようとして安住しきれなかったのであり、その苦悶が彼の諦観を文学的、人間的なものにしているのである。
鎌倉時代末期には説話文学の系譜をひく卜部兼好（兼好法師） があらわれた。その代表作『徒然草』は、「つれづれなるまゝに、日ぐらし硯に向かひて、心にうつりゆくよしなしごとをそこはかとなく書き付くれば、あやしうこそ物狂ほしけれ」の序段でつとに有名で、著者の広い見聞と鋭い観察眼によって人生や世相を批判的にながめた名随筆として知られる。長明と兼好はともに遁世して隠者としての生活をおくり、『方丈記』と『徒然草』は国風文化期の清少納言『枕草子』とあわせ「日本三大随筆」と称されることがある。

### 紀行文
散文では、国内政治が二極構造となり、京都と鎌倉の往還がさかんになったことを反映してすぐれた紀行文があらわれた。
そのなかのひとつに、阿仏尼が、藤原為家との実子（冷泉為相）と為家の嫡子二条為氏とのあいだで起こった播磨国細川荘をめぐる所領相論で幕府に訴訟するため鎌倉に赴いた際の紀行文日記『十六夜日記』がある。
『海道記』と『東関紀行』はともに著者不詳の紀行文であり、いずれも和漢混淆文で記された、中世紀行文学の嚆矢となった二作品である。前者は1223年（貞治2年）に京都白河の中山に住む「侘人」が、後者は1242年（仁治3年）に京の東山に在住していた「閑人」がともに鎌倉を旅したようすを紀行文としており、『東関紀行』の作者は『海道記』を読み、それを強く意識し、かつ前提にして書かれているという要素が濃厚である。『海道記』の作者については、かつては鴨長明説もあったが長明没後の作品であることが明らかであるので、こんにちでは源親行説が有力である。
さらに、純粋の紀行文学とはいえないが『とはずがたり』のなかにも紀行文がみえる。藤原定家の日記『明月記』には1201年（建仁元年）に定家が後鳥羽院の熊野参詣に同行した際の紀行文『熊野行幸記』が記されている。

### 日記・日記文学
平安末から鎌倉時代初期にかけては、関白九条兼実の日記『玉葉』、内大臣中山忠親の日記『山槐記』などが著名である。ともに中央政界で重要な位置にあった人物の手になるものであり、内乱期の政治史にとって重要な史料となっている。幕府編纂の『吾妻鏡』は北条時頼の命令によるものであり、それ以前の幕府創業期の記述は少なからず誤りをふくんでいるほか、『平家物語』をはじめとする軍記物で記される事実とは多くの点で異なる叙述がなされているため、『玉葉』『山槐記』はこれらを補う文献資料としてよく用いられる。
藤原定家『明月記』は、1180年（治承4年）から1235年（嘉禎元年）まで56年の長きにわたってを漢文によって克明に記した日記であり、子孫にあたる冷泉家に歌道・書道の家の家宝として相伝されたものである。『新古今和歌集』成立期の資料としては他に源家長の『源家長日記』がある。
他に、『岡屋関白記』、『勘仲記』、『三長記』、『花園天皇宸記』、『伏見天皇宸記』、『平戸記』、『民経記』などの日記・日記文学があらわれた。女性の作品には、宮仕えの記録を主とする『建春門院中納言日記（たまきはる）』、『弁内侍日記』、『中務内侍日記』や、阿仏尼『十六夜日記』があり、後深草院二条（あかこ）の『とはずがたり』は赤裸々な愛欲生活と出家後の旅の描写に特徴があり、論者によっては中世最高の自伝文学との評価がある。発見が遅く、その意味では忘れられた名作と言ってよい。

### 評論
日本最古の物語評論書『無名草子』が1201年（建仁元年）ころに成立している。筆者は藤原俊成女ではないかとされている。『源氏物語』など28編の物語や歌集・歌人などを批評しており、文学史的意義が高い。『源氏物語』を最高傑作とし、上述した擬古物語の評価は低い。散逸した物語を知る資料にもなっている。小野小町や清少納言など女性についても論評している。
慈円『愚管抄』は、歴史を「道理」と末法思想の観点から眺め、独特の歴史哲学を展開した歴史評論書である。

### 法語
鎌倉新仏教の開祖やその弟子たちは、人びとを導くために始祖の教えを平易な言葉で書き記した。このような思想書を法語という。法然、親鸞、道元、日蓮はいずれも名文家であるが、いずれも修辞の技術をこえた深い思索の結実した名文であり、宗教文学のジャンルにふくまれる。法然『選択本願念仏集』など上述した一連の開祖の著作のほか、親鸞の弟子唯円の『歎異抄』、道元の弟子懐弉の『正法眼蔵随聞記』がある。

### 和歌
鎌倉時代初期の公家社会では、ことに和歌がさかんであった。歌人としては藤原定家が名高く、平安時代の伝統に学んで、技巧的な表現をこらしながら、妖艶で情趣豊かな歌をよんでおり、また、観念的な美の境地を生み出そうとした。こうした新しい歌風と歌論は、当時の歌壇の中心となり、後鳥羽上皇を中心とする貴族たちのあいだに広く受け入れられて多くのすぐれた歌人を生んだ。

#### 歌合の開催

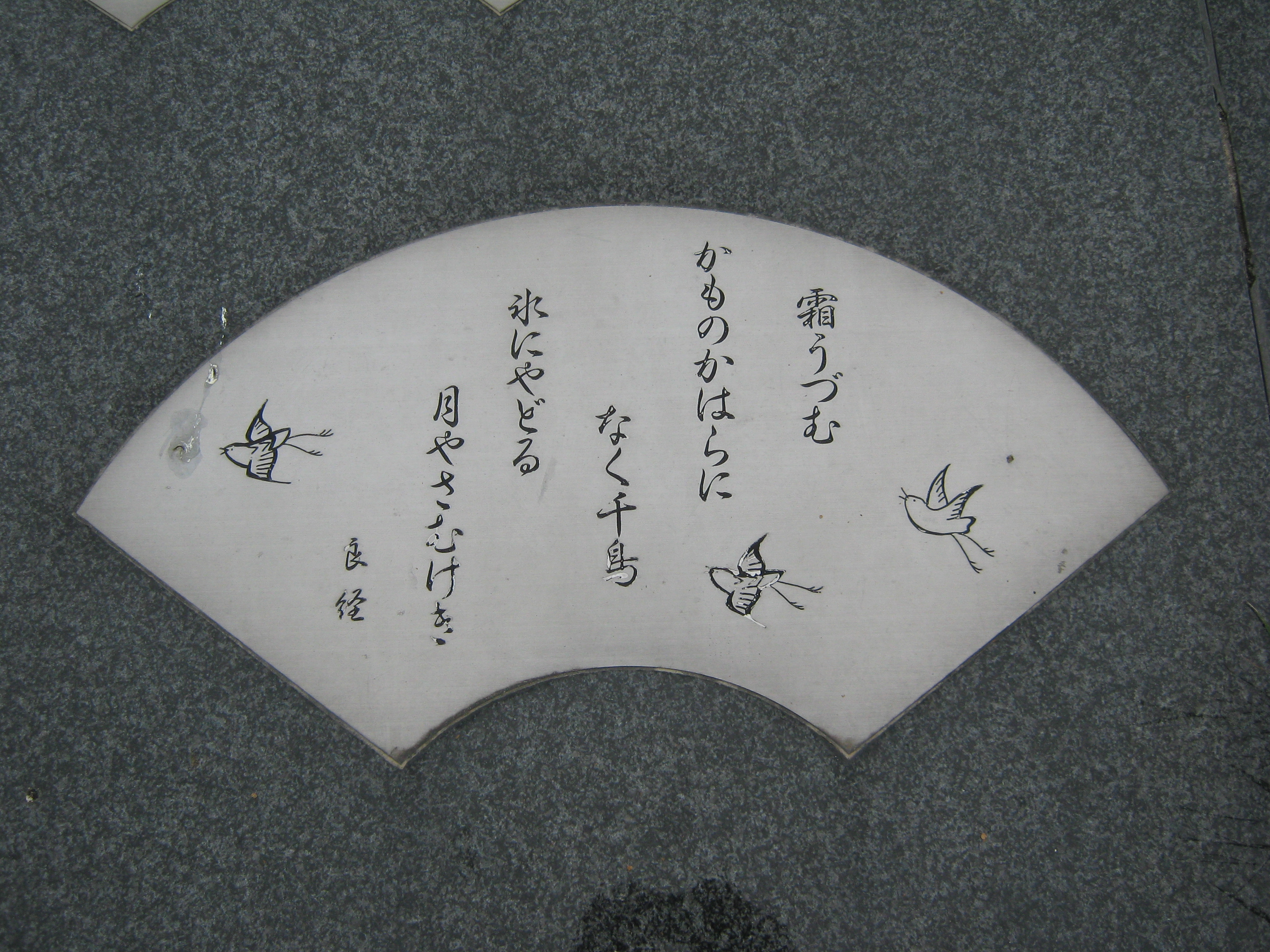
藤原良経歌碑（京都市下京区下堤町）

鎌倉時代の初期には藤原良経（九条良経）主催の六百番歌合や後鳥羽上皇主催の千五百番歌合など、大規模な歌合が催され、多くの歌人が活躍した。

#### 勅撰集
1205年（元久2年）後鳥羽上皇の命で、『新古今和歌集』が編纂された。撰者は藤原定家と藤原家隆、源通具、藤原有家、藤原雅経、寂蓮の6人である。後鳥羽院自身も撰歌の配列などに大きく関与した。八代集の最後にあたり、当時の歌人の歌を中心に約2,000首がおさめられ、勅撰和歌集でも傑出したものの一つとされ、優美で技巧的な歌風は、のちに新古今調とよばれた。前代の『千載和歌集』を継承し、さらに感覚的・絵画的ないし色彩的に追究した作風が多い。いっぽうでは、『古今和歌集』へのあこがれと古代王朝国家の盛時を回顧する指向が強く、従来の和歌の伝統を集大成したと評される反面、新鮮さではもっぱら掛詞、縁語、畳語など技巧の点に集中したとも評価される。この時代のおもな歌人には、後鳥羽院、慈円、藤原良経、藤原俊成、式子内親王、藤原定家、藤原家隆、寂蓮、藤原俊成女、西行などがいる。
勅撰和歌集は、新古今和歌集にひきつづき十三代集が編まれ、八代集とあわせ二十一代集の名がある。うち、鎌倉時代に編まれたものとしては、
- 新勅撰和歌集（1232年成立。藤原定家撰）
- 続後撰和歌集（1251年成立。藤原為家撰）
- 続古今和歌集（1265年成立。九条基家・菅原長成・衣笠家良・六条行家・葉室光俊撰）
- 続拾遺和歌集（1276年成立。二条為氏撰）
- 新後撰和歌集（1301年成立。二条為世撰）
- 玉葉和歌集（1312年成立。京極為兼撰）
- 続千載和歌集（1318年成立。二条為世撰）
- 続後拾遺和歌集（1323年成立。二条為藤・二条為定撰）

の8集がある。

#### 勅撰集以外の和歌集
歌をよむことは教養のひとつでもあった。3代将軍源実朝は藤原定家に学んで、しかも万葉調とよばれる歌をよみ、『金槐和歌集』を残した。これは、実朝が後鳥羽院を尊敬し、王朝文化に親しみをいだいていたことの現れであったが、同時に執権北条氏の強い警戒をまねくところとなった。このように、公家文化に対するあこがれから、作歌にはげむ武士も少なくなかった。
武士の家に生まれた西行もそのひとりであった。西方極楽浄土への想いから「西行」と名乗って出家し、平安時代末期の動乱する諸国を遍歴し、旅と自然を愛した素直ですがすがしい秀歌をよんで歌集『山家集』を残した。西行は、鴨長明や卜部兼好とともに鎌倉期における隠者文学を代表するひとりである。
鴨長明にも家集として『鴨長明集』がある。

#### 百人一首の成立
百人一首は、1235年（嘉禎元年）、宇都宮入道蓮生（宇都宮頼綱）が京都嵯峨野小倉山に建設した中院山荘の障子（現在の襖）に貼る色紙形のために、宇都宮蓮生より色紙染筆の依頼を受けた藤原定家が、上代の天智天皇から当代の順徳院まで、百人の歌人の優れた和歌を年代順に一首ずつ百首選んだものが原型といわれる。なお、蓮生は定家にとって子息藤原為家の岳父にあたる。カルタ遊びとなったのは後代のことであるが、定家著『近代秀歌』とは若干の異同があり、これについては、公式の著述には鎌倉幕府の権力をはばかったものの私的な染筆に際しては定家はみずからの美学に忠実たろうとしたのではないかという見解がある。百人一首、『近代秀歌』ともに古来、王朝和歌の入門として人びとに親しまれてきた。

### 歌論
鎌倉時代には歌に対する批評意識が高まって歌学（歌論）の分野が確立した。御子左家 より出た藤原俊成は1197年（建久8年）、『古来風躰集』を著し、和歌の本質や和歌の歴史、和歌表現の変遷などについて述べ、特に「幽玄」の美学を唱えた。
歌学を大成したのは俊成の子で、「妖艶」「有心」の境地をめざした藤原定家であった。定家の歌論書『近代秀歌』は1209年（承元3年）の成立で、源実朝に贈った詠歌のための指導書である。最初に和歌史を概説し、「詞は古きを慕ひ、心は新しきを求め、及ばぬ高き姿を願ひて」と心得を述べ、さらに源経信以下6人の和歌約25首を例歌として掲げている。定家の歌論書として他に添削形式で叙述した『毎月抄』がある。
上述のように、定家以降の和歌は形式化の傾向が著しくなった。定家の子為家は歌学よりも自家の地位を宮中での交遊で高めることに努力をはらったため、歌学は衰えた。こののち藤原為家の三子、為氏（二条家）・為教（京極家）・為相（冷泉家）は三家に分かれ、それぞれ歌学の家元となり、互いに正統を争った。
また、鴨長明は1221年（建暦元年）頃に『無名抄』を著して歌人の心得、和歌に関する故実・歌人の変遷などを記している。

### 連歌
この時代の後期になるにつれ、和歌は衰えていったが、かわって和歌の余技から発生した連歌が、武士や僧侶、庶民のなかで流行した。長連歌（鎖連歌）は平安時代にさかのぼり、院政期に流行して、鎌倉時代には連歌の会が催されるとともに連歌の規則（式目）が整えられていった。後鳥羽上皇の時代には平安以来の機知を中心にすえた滑稽な無心連歌と和歌的情趣を重視する有心連歌とに区分された。しだいに有心連歌が優勢となっていくが、「無心」であること（情趣にはずれて滑稽であること）は和歌においては低評価にとどまるものの、無心連歌・俳諧連歌 においては文芸としての連歌の本質であるとして積極的評価がなされた。
二条良基撰『菟玖波集』は、1245年（寛元3年）から1249年（建長元年）にかけて毎年春3月に法勝寺・清水寺・毘沙門堂・法輪寺など京都の諸寺で花の下で連歌の会が開かれていたことを伝えている。僧形の連歌師が中心となり、寺僧、周囲の地下人、通りすがりの旅人までが加わっての会であったことが知られるが、鎌倉・宇都宮など東国でも花の下の連歌会はひらかれている。これは、「有心」「幽玄」を旨とする堂上連歌に対するところの地下連歌であるが、上述の無住『沙石集』は、わずかながら当時の地下連歌の一部を伝えている。

## 芸能と芸道

### 今様と朗詠
芸能では、前代に引き続いて今様や朗詠が愛好された。水辺にあって小舟で客を求めた遊女や陸上に拠点を設けた傀儡（傀儡子）などの最も得意とした芸であり、当初は巫女の間でさかんとなり、のちに貴紳も加わった。

### 早歌と和讃
今様を受けて鎌倉武士たちに愛唱されたのが、早歌（宴曲）と呼ばれる長編歌謡である。早歌は、『源氏物語』や『和漢朗詠集』など日本の古典や仏典・漢籍を出典とする歌謡で七五調を基本としたもので、1296年（永仁4年）以前に成立した『宴曲集』は歌謡作者明空の編纂による歌謡集である。
仏教賛歌である和讃もさかんにつくられた。浄土真宗系の『浄土和讃』など「三帖和讃」や時宗系の:『別願讃』、『浄業和讃』があり、その影響は旧仏教系の『高僧讃』・『神祇讃』などにおよんだ。

### 語りものと唱導・説経
古代にあっては音声による言語的伝達の営みを意味していた「語り」は、鎌倉時代以降は節回しをもった声と楽器が一体化したものをも含むようになった。これが「語りもの」であり、代表的なものに『平家物語』を琵琶にあわせて語る平曲がある。鎌倉時代後半には平曲が琵琶法師全体にひろまり、城一（じょういち）・城玄（じょうげん）・如一（にょいち）などによって当道座と称する座が組織された。
唱導は、仏法を説いて衆生を導く語りの芸能で、平治の乱のとき惨殺された信西の子で天台宗の僧澄憲は、その名手として知られた。澄憲の子の聖覚も唱導の名人で、聖覚が安居院に住したことから彼の家系は安居院流として唱導の本宗の地位をしめた。13世紀末葉には『普通唱導集』が編まれた。
説経は、鎌倉期から室町期にかけて唱導から発生した芸能で、やはり仏教の経文や教義を説いたが、これにもやがて節がつけられて後世説経節が生まれている。

### 猿楽と田楽
院政期に大流行した滑稽な舞踊である猿楽、元来は農耕神事芸であった田楽は、鎌倉時代以降、演劇的な要素が加わって、それぞれ猿楽能、田楽能となった。田楽や延年舞は、法師や稚児などによって演じられる法楽（神仏を楽しませる芸能）であったが、宇治・白河など京都の近在では勧進田楽もさかんで、専業者が複数の座を組織して演技をきそうこともあった。
田楽、猿楽のほか、神楽や舞楽、一物（ひとつもの）、王舞（おうのまい）、細男、獅子、呪師、八乙女などは渡物（わたりもの）として神社の祭礼の際に奉納された。

### 遊芸民と白拍子

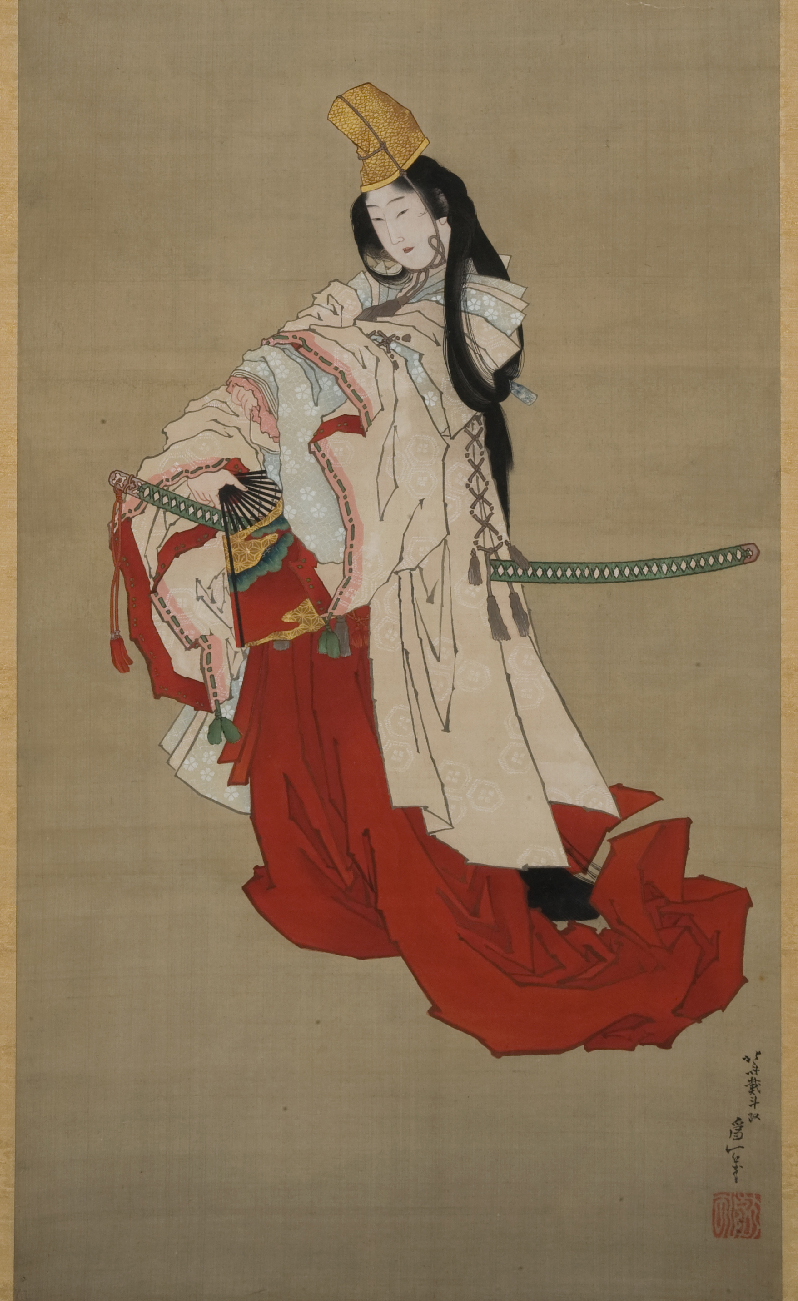
白拍子姿の静御前（葛飾北斎筆、北斎館蔵、文政3年（1820年）頃）

傀儡子には男性も女性もあり、操り人形などもおこなったが、女性はときに売春に身をおとすこともあった。ただし、1249年（建長元年）、駿河国宇都谷郷今宿の傀儡が久遠寿量院の雑掌を相手に訴訟し、幕府の法廷において勝訴していることから、少なくとも中世前期の遊女・傀儡は供御人や神人と同じ立場であり、必ずしも後代のように卑賤視の対象ではなかったことが知られる。これは、白拍子も同様であった。一方、この訴訟は、漂泊の遊芸人であった傀儡が定着し、田地の耕作をおこなうこともあったことを示している。
鎌倉時代には、「漂泊の世紀」にふさわしく、多種多様な旅芸人の活躍がみられた。鎌倉幕府成立を祝賀し、その存続を祈念する行事として位置づけられた1193年（建久4年）の富士の巻狩においては、有名な曾我兄弟の仇討ちがおこっているが、この経過は「大磯の虎」とみずから称した女芸人（虎御前）によって語り広められたものである。社寺や道々には、猿に芸をさせる猿引、紅白の衣装をつけて舞う曲舞、古い散楽の系統をひく呪師（のろんじ）、陰陽師を流れをひく唱聞師、風流（ふりゅう）など遊芸の人びとが集まった。
遊女と傀儡は一括して呼称されることも多かったが、白拍子は両者から区別され、水干に袴姿の男装で鼓を伴奏に謡い舞うものである。元来は仏教の声明道における用語で、大寺院の延年舞などの際に童僧が素声（しらごえ）すなわち日常に近い音声で謡ったものである。権力者との関係も知られ、平清盛と祇王・仏御前、源義経と静御前、後鳥羽上皇と亀菊などが知られる。源頼家と微妙のあいだにも悲恋があった。白拍子は、当初は都で流行し、やがて鎌倉や地方へと広がっていった。

### 芸道

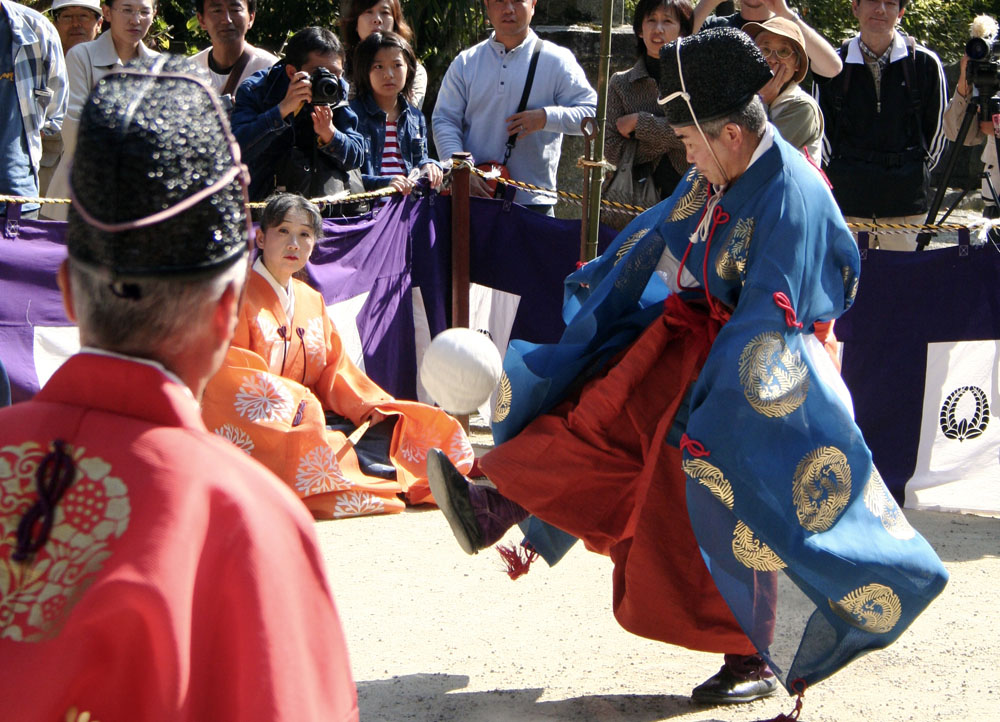
蹴鞠

芸道としては、上述した騎射三物や競馬（くらべうま）、相撲、十列（とおれつ）などがあり、これらは多く神事渡物として神輿・神木や御幣、また、神楽など上述した諸芸能とともに神社祭礼の際に奉納された。
この時代、芸道として規則が整備されたものに蹴鞠がある。シカの皮でできた鞠を一定の高度まで蹴り上げてその回数をたがいに競うもので、遊戯的な要素を多分に含みながらも元来は儀式の一環としておこなわれるものであった。10世紀に貴族のあいだで流行したが、後白河法皇の時代にあらわれた藤原頼輔が蹴鞠の名人として知られ、「蹴鞠長」の異名をとった。頼補の孫にあたる藤原宗長・藤原雅経の兄弟は、鎌倉期にあってそれぞれ難波家・飛鳥井家の祖となって蹴鞠の口伝・故実を子孫に伝承した。なお、雅経は、幕府の重鎮大江広元の女婿にあたることから将軍源実朝とも親しく、当時すでに世評高かった50代の鴨長明を実朝に引き合わせるのに功績のあった人物でもある。鎌倉時代にはいると、公家や神官のみならず天皇や将軍、武家のあいだにも蹴鞠に興じる人が広まった。

## 服飾

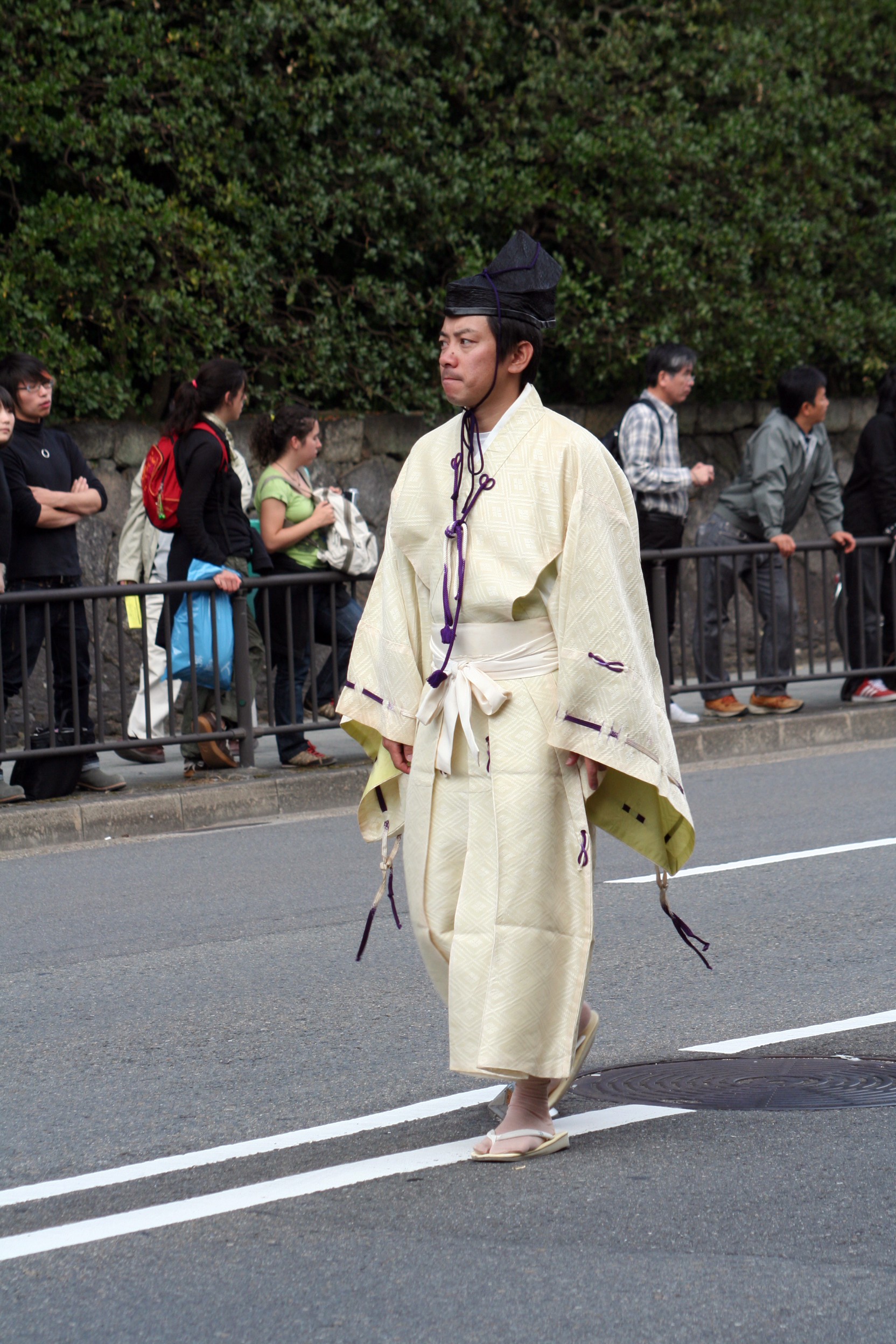
直垂（京都市の時代祭より）

公家の直衣・狩衣に対し、武士の平服としては直垂が知られるが、しだいに正装として認められるようになり、室町時代には武家の礼服となった。また、上級武士の正装としては水干があったものの、それも含めて武士の服飾は全体に庶民的なものであった。水干ももとは公家に雇われた庶民の服装であった。源頼朝の家臣岡崎義実が頼朝より水干を拝領した際、上総広常は義実のような老齢の家臣ではなく自分こそが水干を賜るべきであると主張しているが、これは、平素の武士の衣服がいかに質素なものであるかを物語る逸話であるといえる。また、武士が狩りをするときの装束としては狩装束があった。
院政期から鎌倉時代前期にかけて公家社会の女性のあいだで小袖がたいへん流行した。また、この時代、身分ある女性が外出する際には、被衣（かずき）という一種の小袖を頭からかぶって頭部を隠した。より一般的には、市女笠のまわりに「むしの垂衣」という薄い布を垂らすことによって顔を隠して外出することが多かった。

## 補説
この時代の後半、津軽半島・下北半島を含む東北地方北部は、渡島半島など北海道南部との交流を密にしており、「日本国」の国制のおよぶ社会とその外側の社会とをむすぶマージナルな空間としての意味と役割を強めた。13世紀以降、「海の道」を通じて昆布や鮭など北方の産物が本州以南にもたらされると同時に中国大陸の銭貨や陶磁器が東北・北海道の地域に大量に流れ込んだ。これを沙汰したのが、蝦夷管領と称された安東氏であった。北海道では、これに先だって女真族など北東アジアの諸民族の影響を受けた文化が道東部に流入し「オホーツク文化」が生まれたが、オホーツク文化は道東部以外の北海道全域を覆っていた擦文文化に吸収されてゆき、やがて、上述のような南方からの文物の流入とサハリンや沿海州との交流のなかでアイヌ文化が形成されていった（→ 詳細はアイヌ文化参照）。